# Liste der Biografien/Ul
Liste der Biografien |
Portal Biografien |
Personensuche
# |
A |
B |
C |
D |
E |
F |
G |
H |
I |
J |
K |
L |
M |
N |
O |
P |
Q |
R |
S |
T |
U |
V |
W |
X |
Y |
Z |
?
 
Ua |
Ub |
Uc |
Ud |
Ue |
Uf |
Ug |
Uh |
Ui |
Uj |
Uk |
Ul |
Um |
Un |
Uo |
Up |
Uq |
Ur |
Us |
Ut |
Uu |
Uv |
Uw |
Ux |
Uy |
Uz
Die Liste der Biografien führt alle Personen auf, die in der deutschsprachigen Wikipedia einen Artikel haben. Dieses ist eine Teilliste mit 1049 Einträgen von Personen, deren Namen mit den Buchstaben „Ul“ beginnt.

## Ul
- Ul Haq, Shams (* 1975), deutsch-pakistanischer Enthüllungsjournalist, Autor und Terrorexperte
- Ul-Haq, Shams (* 1990), pakistanischer Diskuswerfer

### Ula
- Ulaby, Fawwaz T. (* 1943), syrisch-amerikanischer Universitätsprofessor für Elektrotechnik und Computerwissenschaften
- Ulad, Abdi Hakin (* 1991), dänischer Leichtathlet somalischer Herkunft
- Ulaga, Primož (* 1962), slowenischer Skispringer
- Ulam, Adam Bruno (1922–2000), US-amerikanischer Politikwissenschafter, Neuzeithistoriker und Hochschullehrer
- Ulam, John (1924–1989), US-amerikanischer Metallurg und Unternehmer
- Ulam, Stanisław Marcin (1909–1984), polnisch-amerikanischer MathematikerStanisław Marcin Ulam (1909–1984)

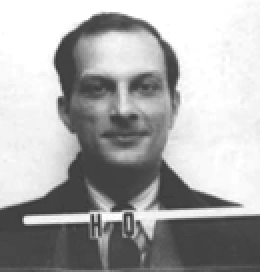
Stanisław Marcin Ulam (1909–1984)

- Ulander, Lars-Göran (* 1943), schwedischer Jazzmusiker und Rundfunkjournalist
- Ulander, Martin (* 1976), schwedischer Fußballspieler
- Ulanhu (1906–1988), mongolischer Politiker der Volksrepublik China
- Ulano, Mark (* 1954), US-amerikanischer Tontechniker
- Ulano, Sam (1920–2014), US-amerikanischer Jazzschlagzeuger und Schlagzeuglehrer
- Ulanov, Barry (1918–2000), US-amerikanischer Jazzautor
- Ulanow, Alexei Nikolajewitsch (* 1947), sowjetischer Eiskunstläufer, sowjetischer und russischer Eiskunstlauftrainer
- Ulanow, Igor Sergejewitsch (* 1969), russischer Eishockeyspieler
- Ulanowa, Galina Sergejewna (1910–1998), russische Primaballerina
- Ulanowa, Jekaterina Wadimowna (* 1986), russische Volleyballspielerin
- Ulaqchi Khan (1247–1257), Khan der Blauen Horde
- Ularu, Ana (* 1985), rumänische Schauspielerin
- Ulasi, Adaora Lily (1932–2016), nigerianische Schriftstellerin und Journalistin
- Ulassawa, Lilija (* 1953), belarussische Juristin und Politikerin sowie Mediatorin
- Ulate Blanco, Luis Rafael de la Trinidad Otilio (1891–1973), Präsident Costa Ricas
- Ulay (1943–2020), deutscher PerformancekünstlerUlay (1943–2020)

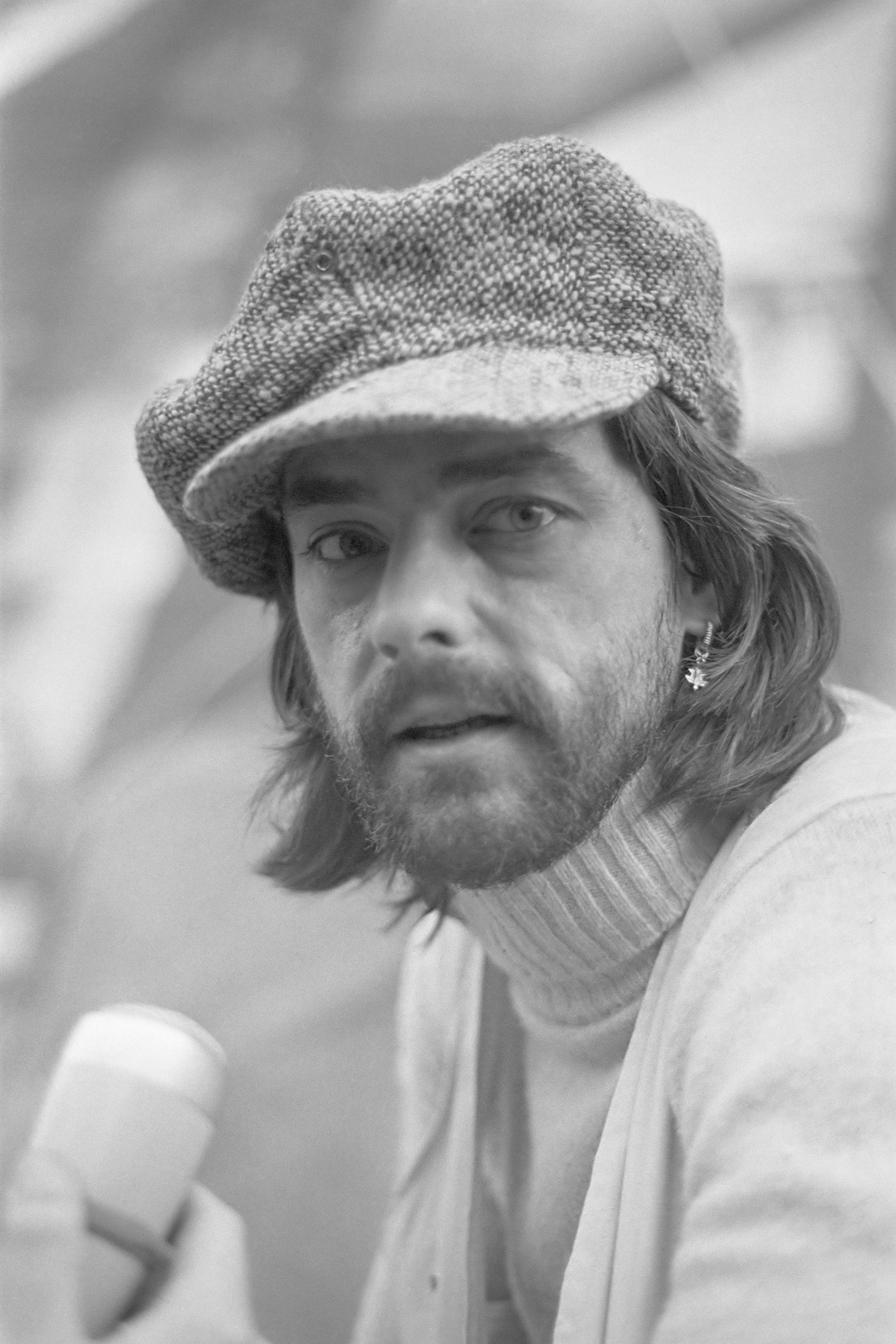
Ulay (1943–2020)

### Ulb
- Ulba, Algimantas Vincas (1939–2012), litauischer Politiker
- Ulbach, Louis (1822–1889), französischer Schriftsteller und Journalist
- Ulber, Christian Samuel (1714–1776), deutscher evangelischer Theologe
- Ulber, Daniel (* 1980), deutscher Rechtswissenschaftler und Hochschullehrer
- Ulber, Roland (* 1968), deutscher Chemiker
- Ulber, Seraina (* 1990), Schweizer Unihockeyspielerin
- Ulbert, Günter (1930–2021), deutscher Provinzialrömischer Archäologe
- Ulbert, Thilo (* 1939), deutscher Christlicher Archäologe
- Ulbes, Grietje († 1650), Remonstrantin
- Ulbig, Markus (* 1964), deutscher Politiker (CDU), MdL, Staatsminister in SachsenMarkus Ulbig (* 1964)

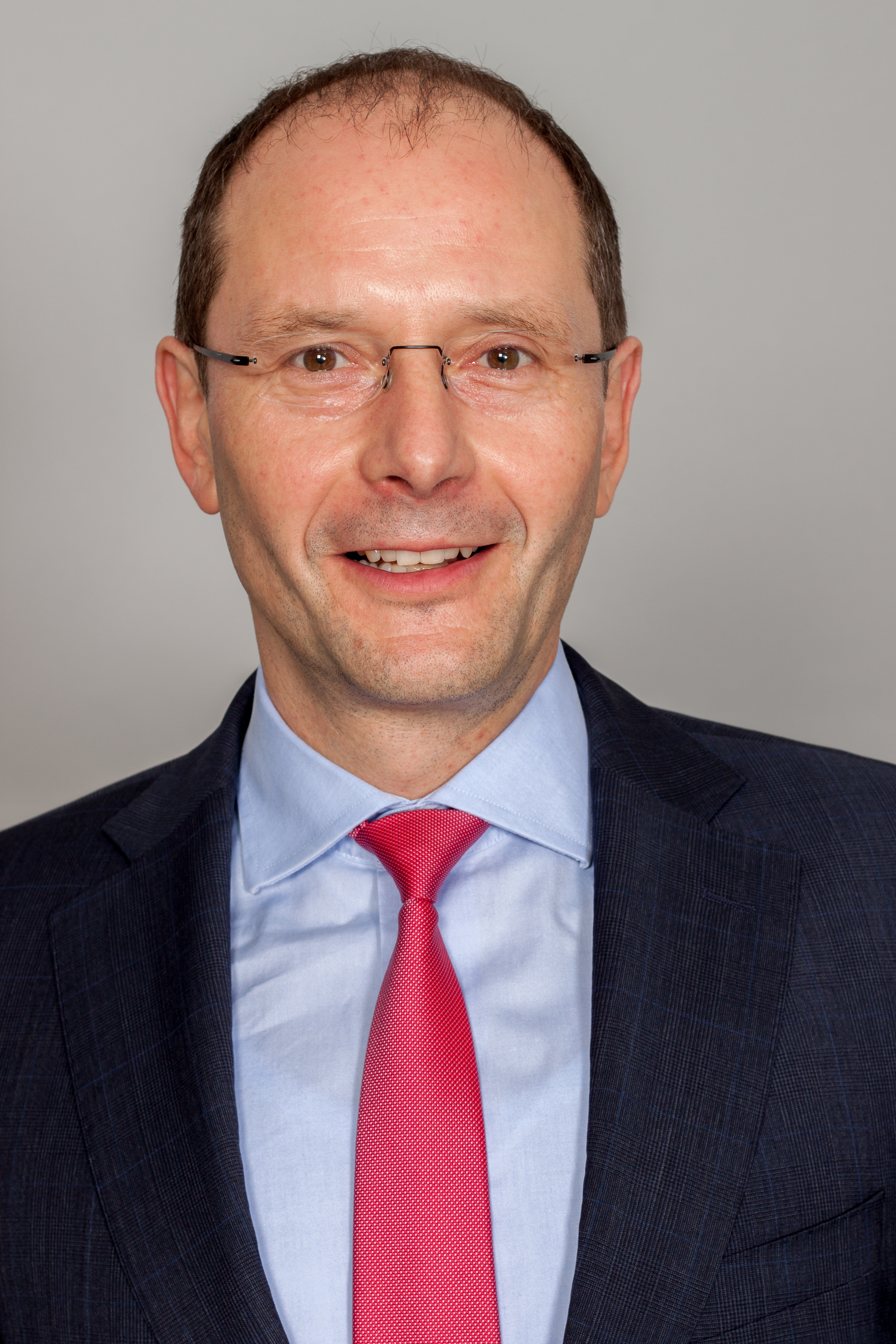
Markus Ulbig (* 1964)

- Ulbing, Daniela (* 1998), österreichische Snowboarderin
- Ulbrich, Anton (1867–1939), deutscher Kunsthistoriker
- Ulbrich, Anton Ignaz († 1796), österreichischer Musiker, Sänger (Bass) und Textdichter
- Ulbrich, Anton Johann Nepomuk (1754–1830), österreichischer Musiker
- Ulbrich, Benjamin (* 1981), österreichischer Schauspieler, Musiker, Autor und Kulturmanager
- Ulbrich, Bernd (* 1943), deutscher Science-fiction-Autor

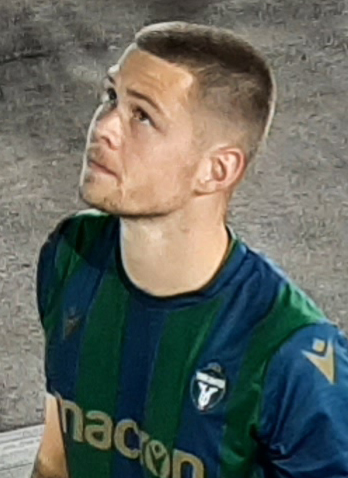
Julian Ulbricht (* 1999)

- Ulbrich, Bernd Gerhard (* 1954), deutscher Historiker
- Ulbrich, Björn (* 1963), deutscher Autor und Verleger esoterischer und neuheidnischer Literatur
- Ulbrich, Christel (1908–1996), deutsche Tanztherapeutin
- Ulbrich, Christian (* 1966), deutscher Manager
- Ulbrich, Claudia (* 1949), deutsche Historikerin
- Ulbrich, Else (1891–1954), deutsche Politikerin (DNVP, CSVD, später CDU), MdL, MdA
- Ulbrich, Ernst (1915–1974), österreichischer Beamter und Politiker (SPÖ), Abgeordneter zum Nationalrat
- Ulbrich, Franz (1885–1950), deutscher Regisseur und Intendant
- Ulbrich, Gundula, deutsche Sängerin
- Ulbrich, Heinz (1916–1995), deutscher Kaufmann, Gewerkschafter und Senator (Bayern)
- Ulbrich, Hermann (1903–1980), Schweizer Dirigent und Kirchenmusiker
- Ulbrich, Hugo (1867–1928), deutscher Radierer
- Ulbrich, Ina-Maria (* 1973), deutsche Verwaltungsjuristin und politische Beamte
- Ulbrich, Joseph (1843–1910), böhmisch-österreichischer Staatsrechtler
- Ulbrich, Karl (1905–1987), österreichischer Beamter, Vermessungsingenieur und Heimatforscher
- Ulbrich, Katja (* 1988), deutsche Inline-Speedskaterin
- Ulbrich, Madieu (* 1993), deutscher Schauspieler und Sprecher
- Ulbrich, Markus (* 1942), Schweizer Dirigent und Musiker (Bratsche)
- Ulbrich, Maximilian (* 2000), deutscher Sportschütze
- Ulbrich, Michelle (* 1996), deutsche FußballspielerinMichelle Ulbrich (* 1996)

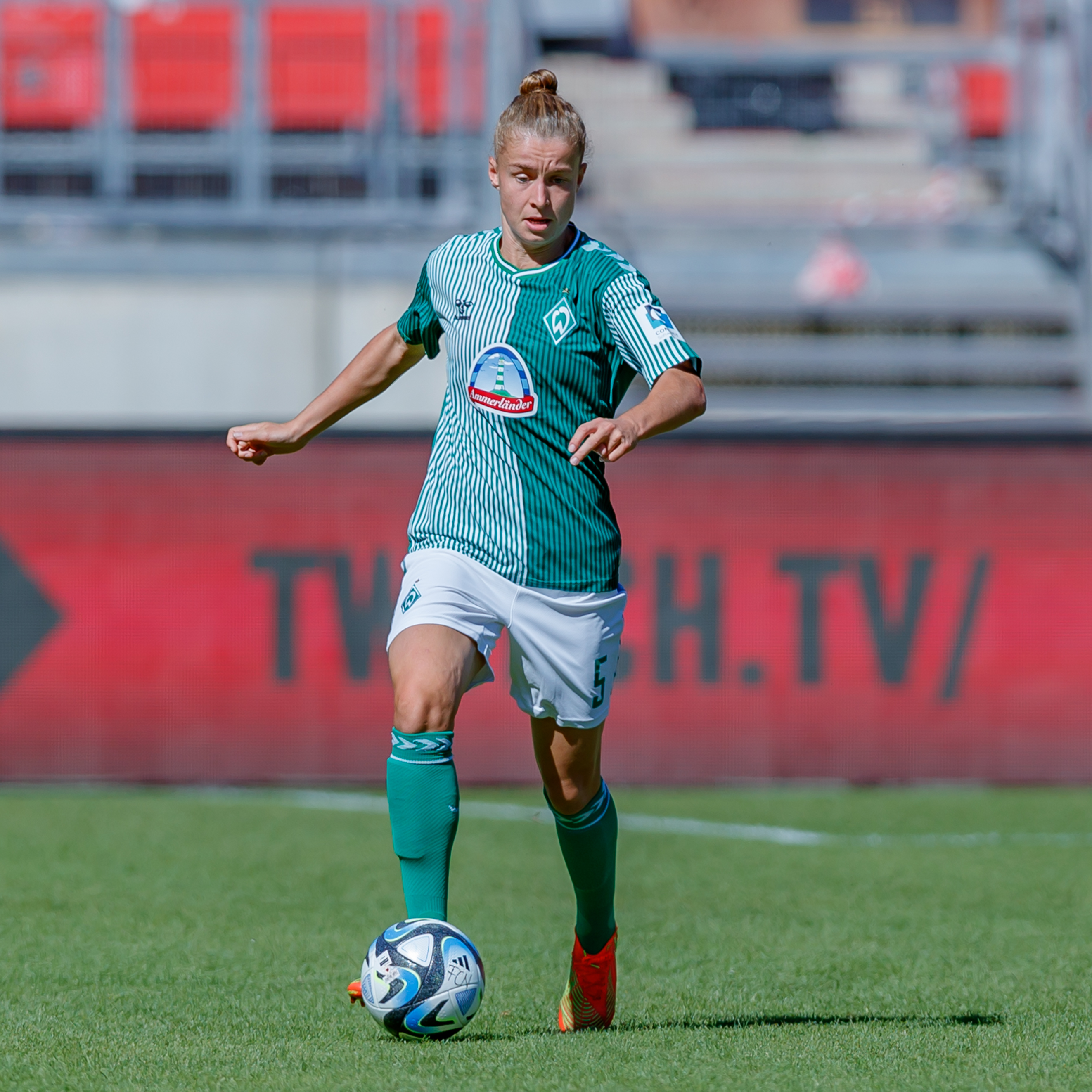
Michelle Ulbrich (* 1996)

- Ulbrich, Oskar Eberhard (1879–1952), deutscher Botaniker und Mykologe
- Ulbrich, Roland (* 1961), deutscher Rechtsanwalt und Politiker (AfD), MdL
- Ulbrich, Rolf (1920–2006), deutscher Philologe und Hochschullehrer
- Ulbrich, Susanne (* 1975), deutsche Agrarwissenschaftlerin
- Ulbrich, Uli Jason (* 1982), deutscher American-Football-Spieler
- Ulbrich, Victoria (* 1992), deutsche Sängerin
- Ulbrich, Walter (1910–1991), deutscher Filmproduzent und Drehbuchautor
- Ulbrich, Werner (* 1939), deutscher Politiker (CDU)
- Ulbrich, Wilhelm (1846–1922), deutscher Modelleur, Heimatdichter und langjähriger Berichterstatter der damaligen Landeszeitung „Schwarzburgbote“
- Ulbricht, Anne (* 1985), deutsche Handballspielerin
- Ulbricht, Arne (* 1972), deutscher Schriftsteller
- Ulbricht, Beate (1944–1991), deutsche Adoptivtochter des Staatsratsvorsitzender der DDR, Walter Ulbricht
- Ulbricht, Carl (1904–1981), deutscher Politiker (CDU), MdV, sächsischer Finanzminister
- Ulbricht, Hans, deutscher Fußballtrainer
- Ulbricht, Hans-Jürgen (* 1947), deutscher Sportwissenschaftler
- Ulbricht, Hartmut (* 1950), deutscher Politiker (DDR-CDU, CDU), MdV, MdL
- Ulbricht, Heinrich-Rudolf (1910–1996), deutscher Maler
- Ulbricht, Jens (* 1939), deutscher Leichtathlet
- Ulbricht, Joachim (1924–2017), deutscher Chemiker
- Ulbricht, Julian (* 1999), deutscher FußballspielerJulian Ulbricht (* 1999)
- Ulbricht, Justus H. (* 1954), deutscher Historiker
- Ulbricht, Karl (1842–1913), deutscher Verwaltungsjurist
- Ulbricht, Karl Christian Friedrich (1813–1861), Graveur der königlich-sächsischen Münze
- Ulbricht, Klaus (* 1938), deutscher Chemiker und Politiker (SPD)
- Ulbricht, Klaus (* 1965), deutscher Fußballspieler
- Ulbricht, Leon (* 2004), deutscher Snowboarder
- Ulbricht, Lotte (1903–2002), deutsche Politikerin (SED) und zweite Ehefrau des DDR-Staatsratsvorsitzenden Walter Ulbricht
- Ulbricht, Lutz (1942–2022), deutscher Ruderer und Olympiasieger
- Ulbricht, Manfred (* 1947), deutscher Radrennfahrer
- Ulbricht, Marcus (* 1970), deutscher Regisseur, Autor und Schauspieler
- Ulbricht, Otto (* 1944), deutscher Mikrohistoriker und Hochschullehrer
- Ulbricht, Richard (1834–1907), deutscher Agrikulturchemiker
- Ulbricht, Richard (1849–1923), deutscher Erfinder und Hochschullehrer
- Ulbricht, Rick (* 1991), deutscher Politiker (CDU), MdL
- Ulbricht, Ross (* 1984), US-amerikanischer Programmierer, Gründer des Online-Schwarzmarkts Silk Road
- Ulbricht, Sigrid (* 1958), deutsche Weitspringerin
- Ulbricht, Stefan (* 1982), deutscher Boogie-Woogie- und Blues-Pianist
- Ulbricht, Thomas (* 1985), deutscher Leichtathlet
- Ulbricht, Walter (1893–1973), deutscher Politiker (SPD, USPD, KPD, SED), MdR, MdV, Staatsratsvorsitzender der DDRWalter Ulbricht (1893–1973)

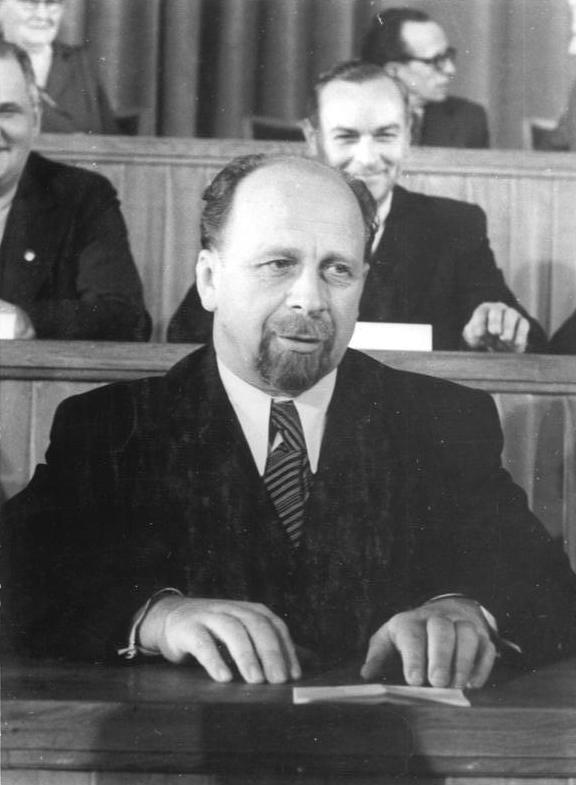
Walter Ulbricht (1893–1973)

- Ulbrickson, Alvin (1930–2012), US-amerikanischer Ruderer

### Ulc
- Ulcigrai, Corinna (* 1980), italienische Mathematikerin
- Ulcken, Andreas von (1645–1688), deutscher Diplomat

### Uld
- Uldal, Martin (* 2001), norwegischer Biathlet
- Uldall, Frits (1839–1921), dänischer Architekt
- Uldall, Gunnar (1940–2017), deutscher Politiker (CDU), MdHB, MdB
- Uldall, Hans (1903–1983), deutscher Komponist und Dirigent
- Uldall, Hans Jørgen (1907–1957), dänischer Linguist und Begründer der Glossematik
- Ulderup, Jürgen (1910–1991), deutscher Unternehmer und Stiftungsgründer
- Uldin, hunnischer Stammesführer
- Uldriķis, Roberts (* 1998), lettischer FußballspielerRoberts Uldriķis (* 1998)

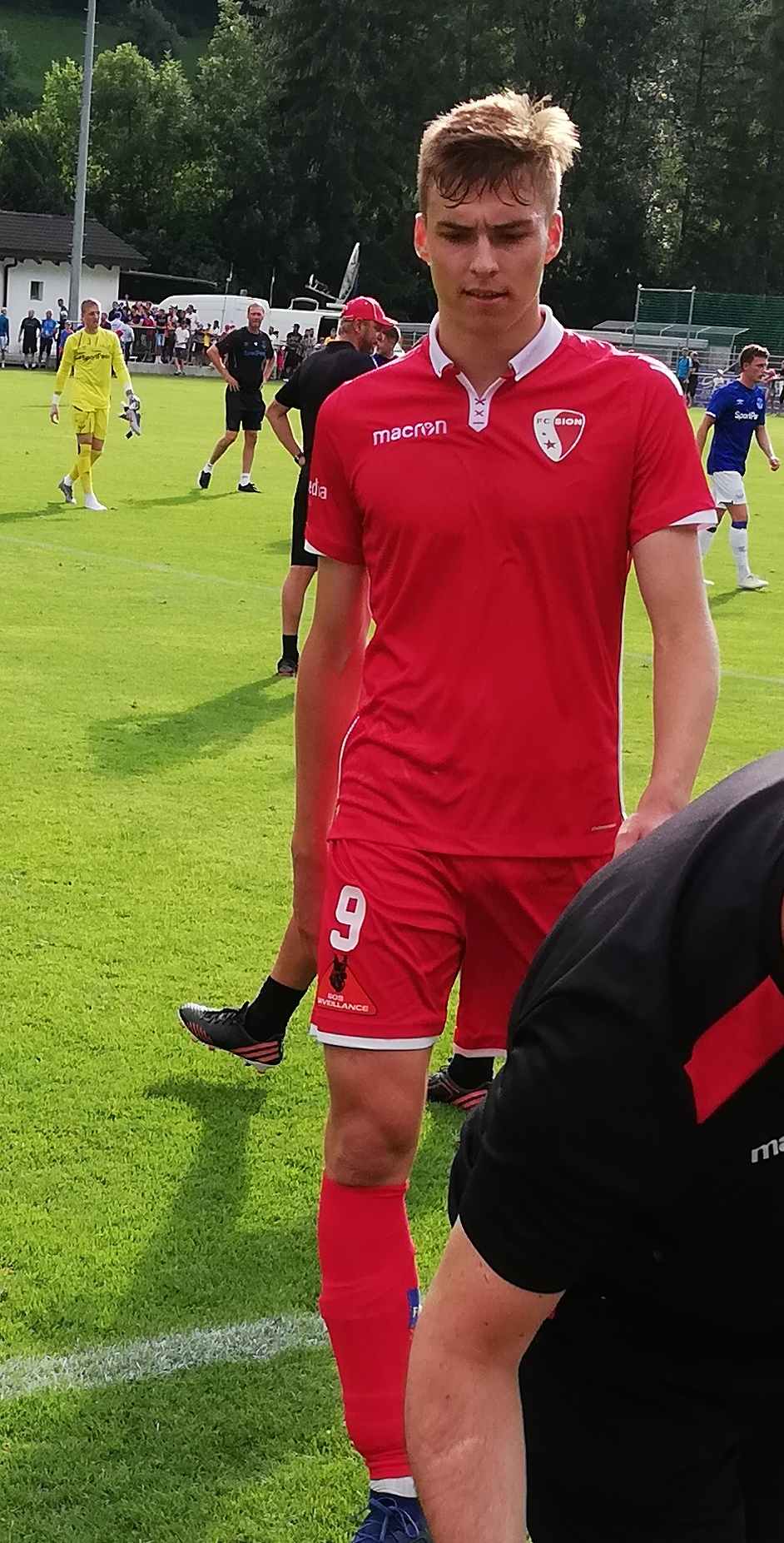
Roberts Uldriķis (* 1998)

- Uldschabajew, Tursunbaj Uldschabajewitsch (1916–1988), tadschikischer Politiker (Tadschikische SSR)
- Uldum, Anda (* 1979), grönländischer Politiker (Demokraatit) und Musiker

### Ule
- Ule, Carl Hermann (1907–1999), deutscher Rechtswissenschaftler
- Ule, Ernst Heinrich Georg (1854–1915), deutscher Botaniker und Forschungsreisender
- Ule, Otto Eduard Vincenz (1820–1876), deutscher naturwissenschaftlicher Schriftsteller
- Ule, Willi (1861–1940), deutscher Geograph
- Uleer, Christoph (* 1937), deutscher Jurist
- Uleer, Esther (* 1978), deutsche Verwaltungsjuristin und politische Beamtin
- Ulegin, Sergei Walerjewitsch (* 1977), russischer Kanute
- Ulehla, Ludmila (1923–2009), US-amerikanische Komponistin und Musikpädagogin
- Ulekleiv, Ivar (* 1966), norwegischer Biathlet
- Ulemek, Milorad (* 1968), serbischer Attentäter, Mutmaßlicher Initiator des Attentats auf Zoran Đinđić
- Ulen, Ronald (* 1956), US-amerikanischer Opern-, Lied- und Konzertsänger (Bariton)
- Ulen, Thomas (* 1946), US-amerikanischer Rechts- und Wirtschaftswissenschaftler
- Ulenberg, Caspar (1548–1617), deutscher römisch-katholischer Theologe und Bibelübersetzer
- Ulenberg, Caspar († 1636), deutscher Geistlicher, Abt
- Ulenga, Ben (* 1952), namibischer Politiker, Gewerkschaftsfunktionär und Freiheitskämpfer
- Ulenoge, Wilhelm († 1572), deutscher Notar
- Ulep, Danilo (* 1962), philippinischer Geistlicher, römisch-katholischer Prälat von Batanes
- Ulery, Dana (* 1938), amerikanische Informatikerin
- Ulery, Matt, US-amerikanischer Jazzbassist
- Ulevich, Neal (* 1948), US-amerikanischer Fotograf und Kriegsberichterstatter
- Ulex, Georg Ludwig (1811–1883), deutscher Chemiker und Politiker, MdHB
- Ulex, Wilhelm (1880–1959), deutscher General der Artillerie während des Zweiten Weltkrieges

### Ulf
- Ulf Jarl († 1026), Adliger
- Ulf, Christoph (* 1949), österreichischer Althistoriker
- Ulfane, Janine Ingrid (* 1960), britische Theater- und Filmschauspielerin, Drehbuchautorin und Theaterregisseurin
- Úlfar Andrésson (* 1988), isländischer Eishockeyspieler
- Úlfar Þórðarson (1911–2002), isländischer Wasserballspieler
- Ulfeldt, Anton Corfiz (1699–1769), österreichischer Politiker und Diplomat
- Ulfeldt, Corfitz (1606–1664), dänischer Edel- und Staatsmann
- Ulfeldt, Leo (1651–1716), österreichischer Feldmarschall im spanischen Erbfolgekrieg
- Ulfeldt, Leonora Christina (1621–1698), dänische Prinzessin und SchriftstellerinLeonora Christina Ulfeldt (1621–1698)

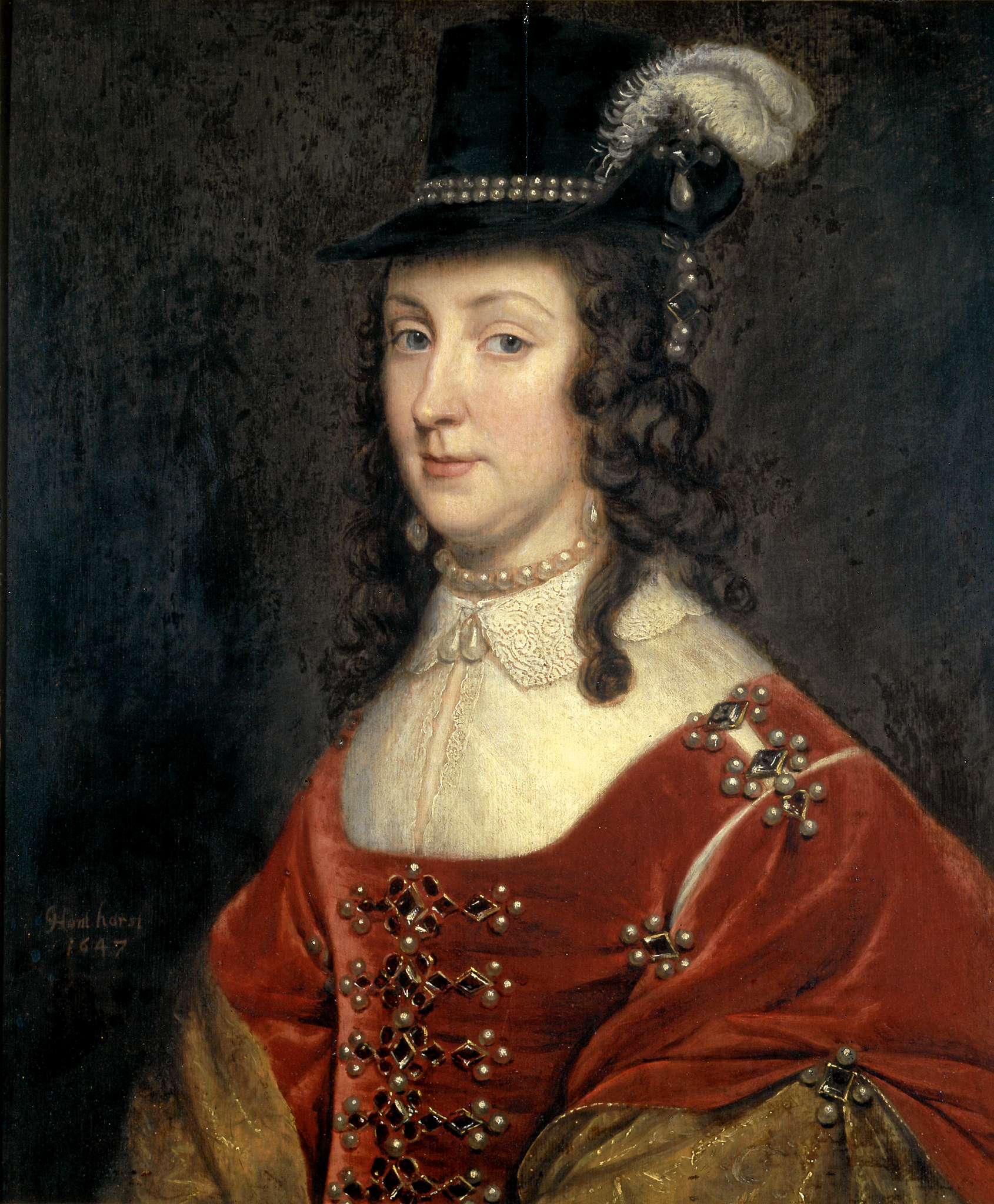
Leonora Christina Ulfeldt (1621–1698)

- Ulfeldt, Mogens (1569–1616), dänischer Admiral und Staatsmann
- Ulfers, Friedrich (* 1934), deutschamerikanischer Germanist und Professor
- Ulfers, Marie (1888–1960), deutsche Schriftstellerin
- Ulferts, Gert-Dieter (* 1956), deutscher Kunsthistoriker, Fachbereichsleiter Stadtschloss, Hof- und Residenzkultur bei der Klassik Stiftung Weimar
- Ulferts, Hertha, deutsche Juristin, Rechtsanwältin und ehemalige Richterin
- Ulffers, Moritz (1819–1902), deutscher Maler, Zeichner und Lithograf
- Ulfig, Alexander (* 1962), deutscher Philosoph und Autor
- Ulfig, Norbert (1959–2015), deutscher Anatom
- Ulfig, Walter (1901–1979), deutscher Schlager- und Filmkomponist
- Ulfig, Willi (1910–1983), deutscher Maler des Expressionismus
- Ulfkotte, Udo (1960–2017), deutscher Politologe, Publizist, Journalist und AktivistUdo Ulfkotte (1960–2017)

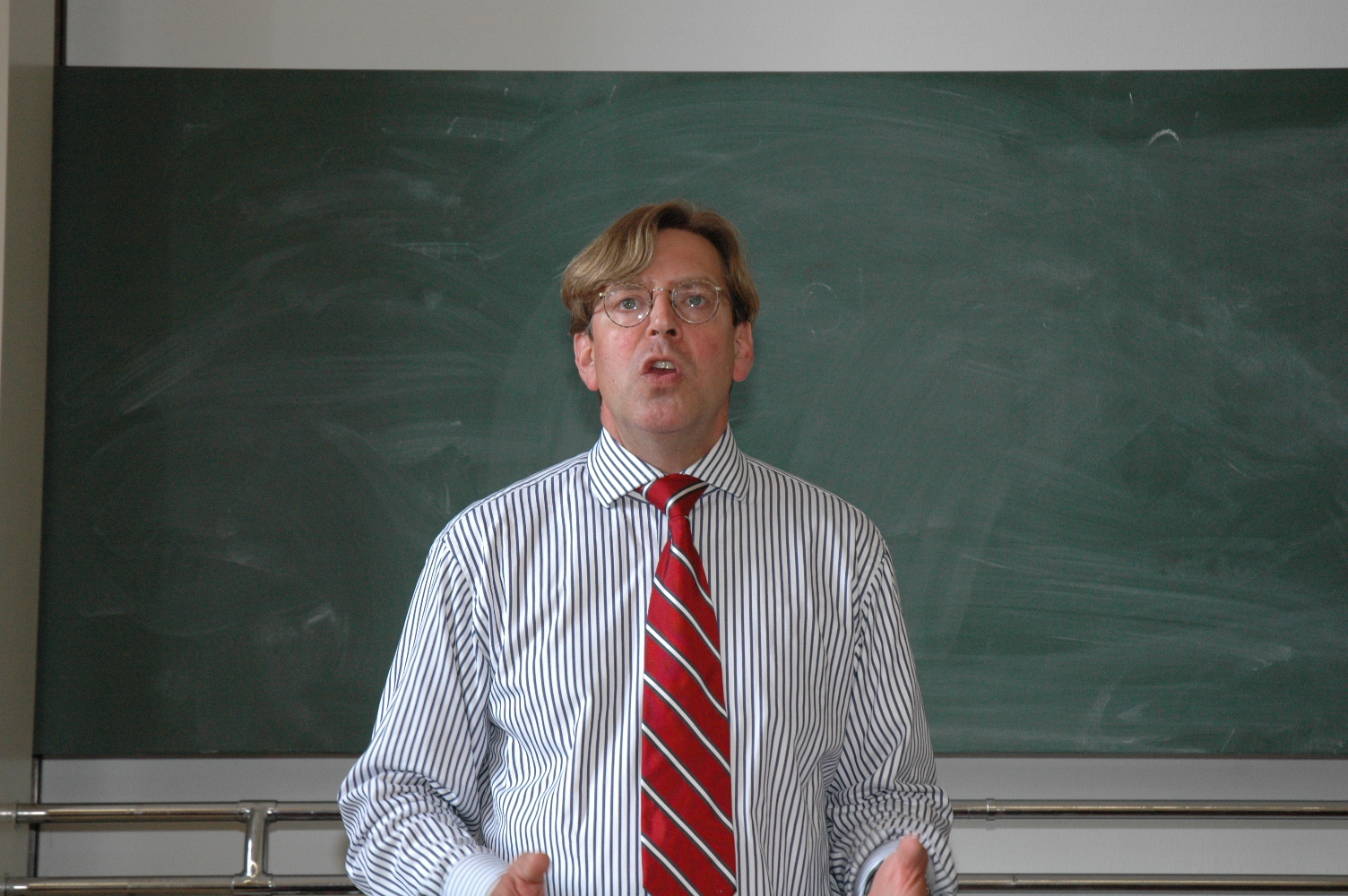
Udo Ulfkotte (1960–2017)

- Úlfr Óspaksson († 1066), Marschall von Norwegen
- Úlfr Uggason, isländischer Skalde
- Ulfrstad, Marius (1890–1968), norwegischer Komponist
- Ulfsäter, Richard (* 1975), schwedischer Schauspieler
- Ulfsson, Birgitta (1928–2017), finnische Theaterschauspielerin und -regisseurin
- Ulfsson, Jakob († 1521), katholischer Erzbischof von Uppsala und Mitbegründer der Universität Uppsala
- Úlfsson, Rǫgnvaldr, Jarl in Schweden und Statthalter von Ladoga (seit 1019)
- Ulfstand, Jens Holgersen (1450–1523), dänischer Ritter
- Ulfsten, Nikolai (1854–1885), norwegischer Landschafts- und Genremaler
- Úlfur Karlsson (* 1988), isländischer Künstler und Filmemacher

### Ulg
- Ülgen, Mehmet Ali (1887–1952), türkischer Admiral
- Ülgen, Meray (* 1941), türkisch-deutscher Theatermacher und Karikaturist
- Ülgün, Oğulcan (* 1998), türkischer Fußballspieler

### Ulh
- Ulhart, Philipp, Inhaber einer Augsburger Druckwerkstatt
- Ulher, Birgit (* 1961), deutsche Improvisationsmusikerin
- Ulhôa Vieira, Benedito de (1920–2014), brasilianischer Geistlicher, römisch-katholischer Erzbischof von Uberaba

### Uli
- Uliano, Sophie (* 1964), britische Schauspielerin, Synchronsprecherin, Moderatorin und Sachbuchautorin
- Ulianova, Olga (1963–2016), sowjetisch-chilenische Neuzeithistorikerin und Hochschullehrerin
- Uliarte, Jorge, argentinischer Dirigent
- Ulich, Eberhard (1929–2025), deutscher Arbeitspsychologe und Hochschullehrer
- Ulich, Ivo (* 1974), tschechischer FußballspielerIvo Ulich (* 1974)

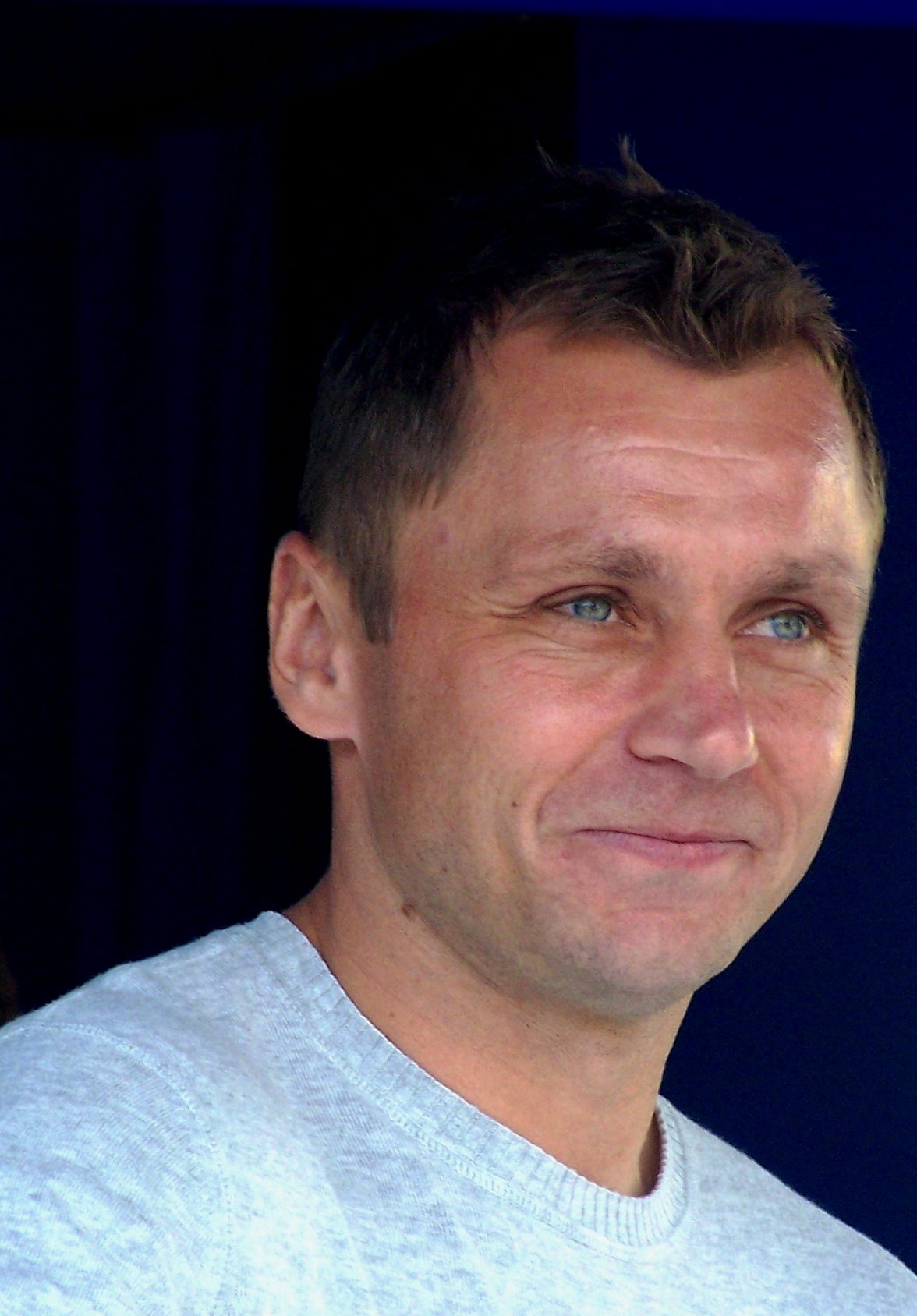
Ivo Ulich (* 1974)

- Ulich, Johann (1634–1712), deutscher lutherischer Kantor und Kirchenliedkomponist
- Ulich, Klaus (* 1943), deutscher Soziologe, Psychologe und Hochschullehrer
- Ulich, Robert (1890–1977), deutscher Erziehungs- und Literaturwissenschaftler
- Ulich-Beil, Else (1886–1965), deutsche Politikerin
- Ulickas, Darius (* 1971), litauischer Politiker (Seimas)
- Ulicky, Matthäus († 1627), evangelischer Geistlicher; evangelischer Märtyrer
- Uličný, Petr (* 1950), tschechischer Fußballspieler und -trainer
- Uliczka, Steffen (* 1984), deutscher Leichtathlet
- Ulihrach, Bohdan (* 1975), tschechischer Tennisspieler
- Ulimann, Wolfgang († 1530), Schweizer Täuferprediger
- Ulimwengu, Thomas (* 1993), tansanischer Fußballspieler
- Ülin, Anna, Ehefrau des Georg von Ehingen
- Ulinger, Johann Caspar († 1768), Schweizer Radierer, Kupferstecher und Zeichner
- Ulinich, Anya (* 1973), US-amerikanische Malerin und Schriftstellerin
- Ulinnuha, Muhammad (* 1991), indonesischer Badmintonspieler
- Ulinski, Ed (1919–2006), US-amerikanischer American-Football-Spieler und -Trainer
- Ulion, Gretchen (* 1972), US-amerikanische Eishockeyspielerin
- Ulischow, Wadim Walerjewitsch (* 1977), russischer Leichtathlet und Sommerbiathlet
- Ulissi, Diego (* 1989), italienischer StraßenradrennfahrerDiego Ulissi (* 1989)

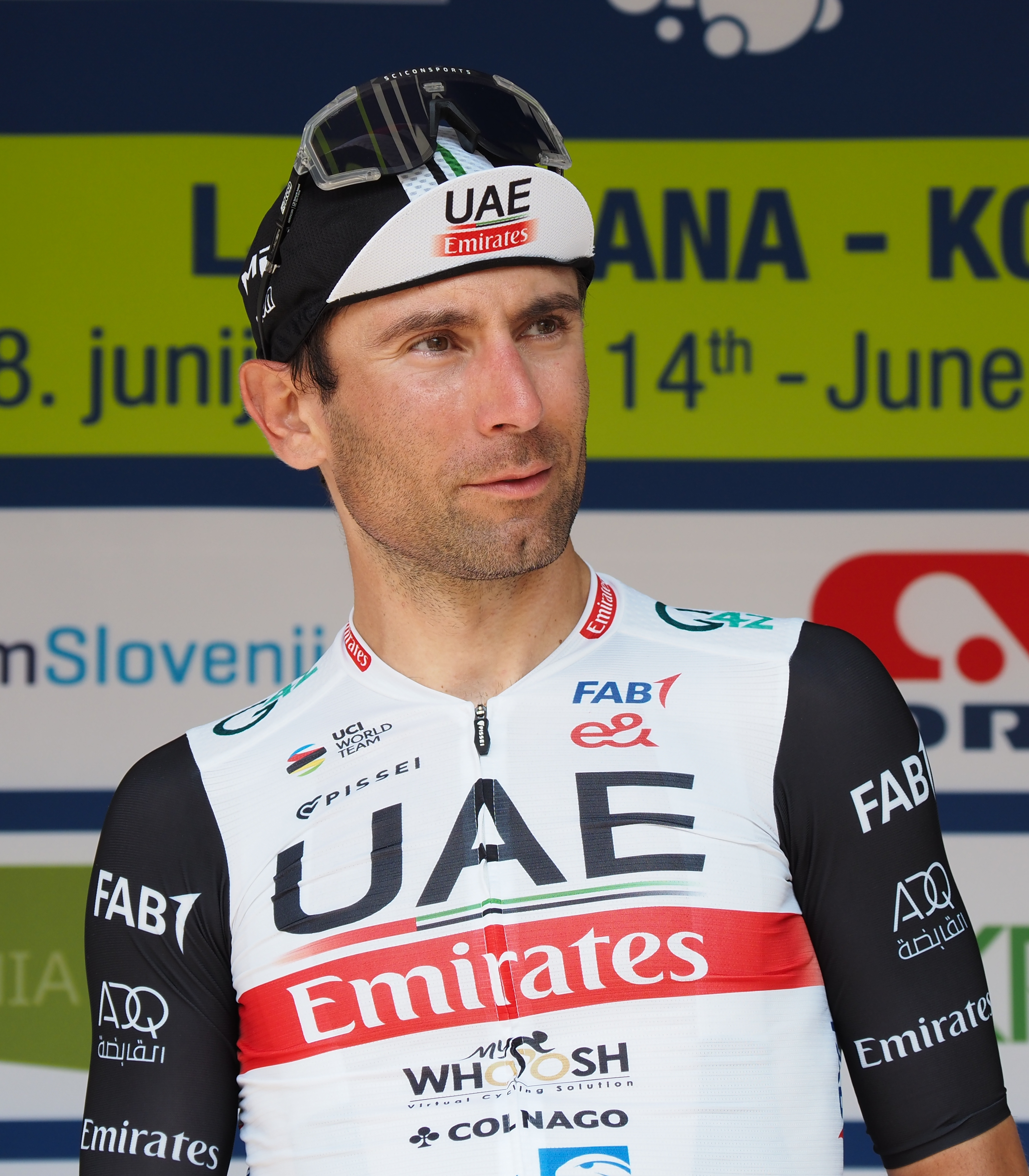
Diego Ulissi (* 1989)

- Ulitina, Marija (* 1991), ukrainische Badmintonspielerin
- Ulitkina, Rimma (* 1935), sowjetische Leichtathletin
- Ulitsch, Johann Sigmund (1702–1762), deutscher pietistischer Geistlicher
- Ulitz, Arnold (1888–1971), deutscher Autor
- Ulitz, Otto (1885–1972), deutscher Politiker, Sprecher der Landsmannschaft der Oberschlesier
- Ulitzka, Carl (1873–1953), deutscher Politiker (Zentrum), MdR und römisch-katholischer Priester
- Ulitzka, Jürgen (* 1960), deutscher Fußballspieler
- Ulivieri, Renzo (* 1941), italienischer Fußballtrainer und Politiker
- Ulizkaja, Ljudmila Jewgenjewna (* 1943), russische Schriftstellerin

### Ulj
- Uljana von Twer († 1391), Tochter des Fürsten Alexander von Twer und von Anastasia von Halytsch, der Tochter von Juri I. Von Galizien
- Uljanenko, Oles (1962–2010), ukrainischer Schriftsteller und Taras-Schewtschenko-Preisträger
- Uljanitsch, Wiktor Petrowitsch (1949–2014), sowjetischer Boxer
- Uljanow, Alexander Iljitsch (1866–1887), russischer Revolutionär, Bruder LeninsAlexander Iljitsch Uljanow (1866–1887)

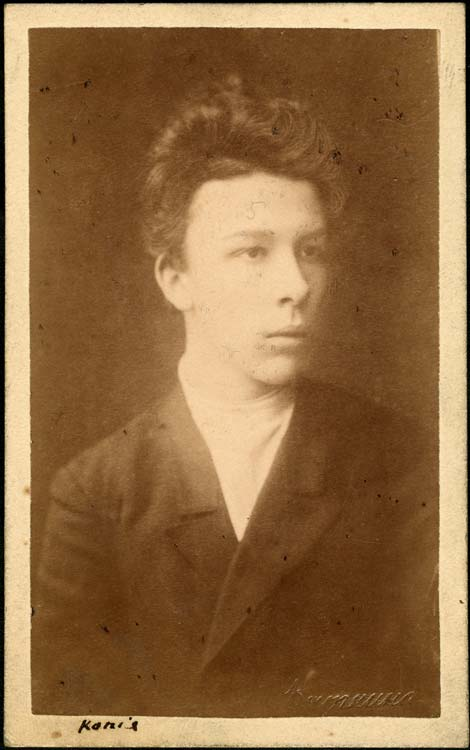
Alexander Iljitsch Uljanow (1866–1887)

- Uljanow, Ilja Nikolajewitsch (1831–1886), Vater von Alexander Iljitsch Uljanow und Wladimir Iljitsch Lenin
- Uljanow, Michail Alexandrowitsch (1927–2007), russischer Schauspieler
- Uljanow, Pjotr Lawrentjewitsch (1928–2006), sowjetischer bzw. russischer Mathematiker
- Uljanowa, Marija Alexandrowna (1835–1916), Mutter von Alexander Iljitsch Uljanow und Wladimir Iljitsch Lenin
- Uljanowa, Marija Iljinitschna (1878–1937), russische Revolutionärin und jüngste Schwester von Wladimir Lenin
- Uljantschenko, Wira (* 1958), ukrainische Politikerin
- Uljanzew, Timofei Iwanowitsch (1888–1919), russischer Revolutionär
- Uljewa, Iolanta (* 1976), kasachische Kugelstoßerin
- Uljukajew, Alexei Walentinowitsch (* 1956), russischer Politiker

### Ulk
- Ulke, Henry (1821–1910), deutschamerikanischer Fotograf und Porträtmaler
- Ülker, Ferhat (* 1988), deutsch-türkischer Fußballspieler
- Ülker, Hasan (* 1995), deutscher Fußballspieler
- Ülker, Hüdai (* 1951), Romanautor und Erzähler deutscher und türkischer Sprache
- Ülker, Murat (* 1959), türkischer Geschäftsmann
- Ülker, Rojîn (* 1980), türkisch-kurdische Sängerin und Schauspielerin
- Ülker, Tamer (* 1989), türkisch-deutscher Pop-Sänger, Tänzer, Choreograph und Model
- Ülker, Timur (* 1989), deutscher Schauspieler und MusikerTimur Ülker (* 1989)

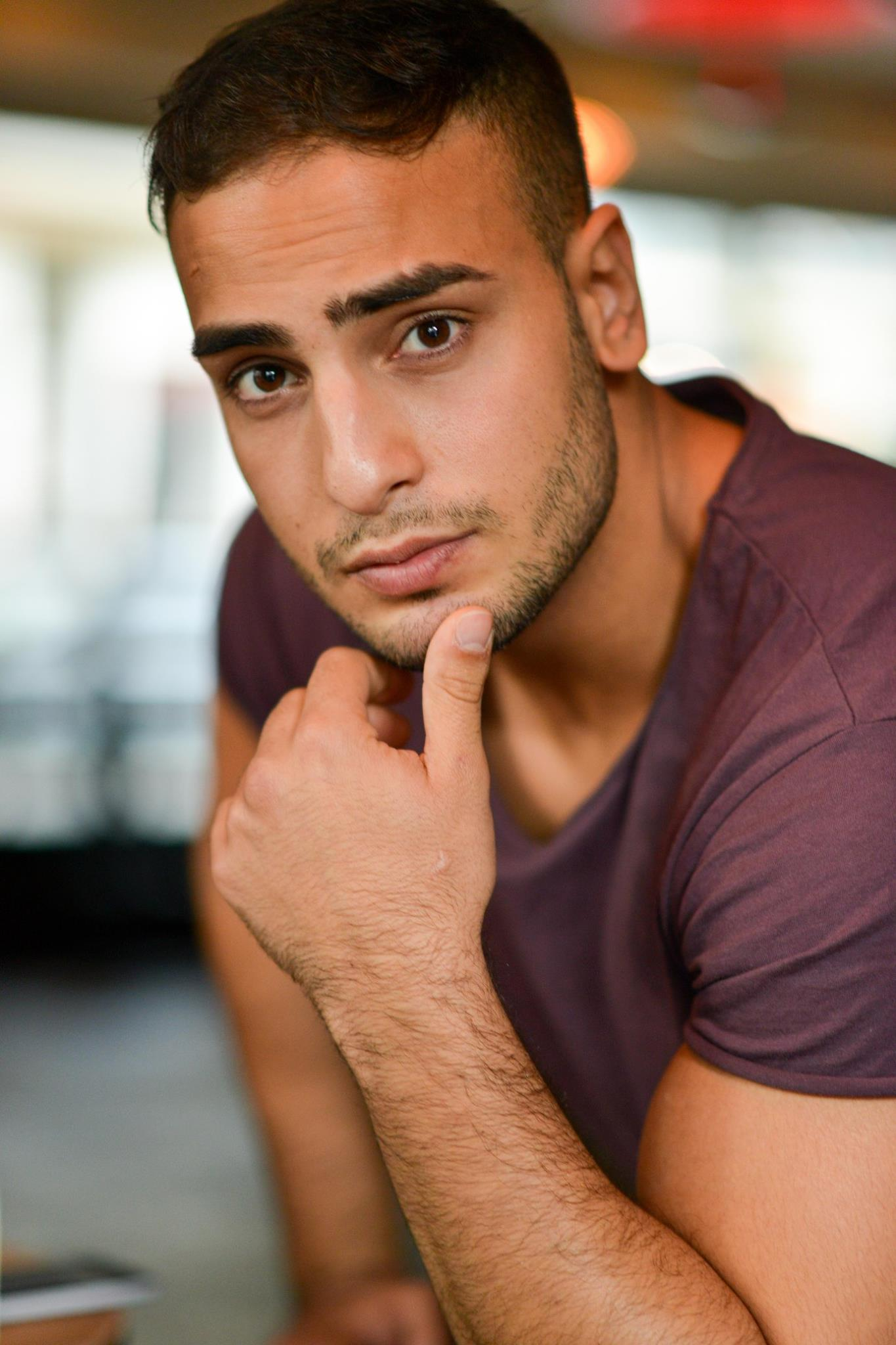
Timur Ülker (* 1989)

- Ülkümen, Selahattin (1914–2003), türkischer Diplomat

### Ull

#### Ulla
- Ulla bar Jischmael, Amoräer
- Ulla Pia (1945–2020), dänische Schlagersängerin
- Ullaeus, Patric (* 1968), schwedischer Regisseur
- Ullah, Matey (* 1981), norwegischer Poolbillardspieler
- Ullah, Sami (* 1992), pakistanischer Leichtathlet
- Ullal, Jay (1933–2023), indisch-deutscher Photograph
- Ullal, Jayshree (* 1961), indisch-amerikanische Ingenieurin
- Ullal, Sneha (* 1987), indische Bollywood-Schauspielerin
- Ullán, José-Miguel (1944–2009), spanischer Dichter, Kunsthistoriker und Journalist
- Ulland, Olav (1910–2003), norwegisch-US-amerikanischer Skispringer, Skisprungtrainer und -funktionär
- Ullastra, Josep (1690–1762), spanischer Kleriker, Katalanist und Grammatiker
- Ullastres Calvo, Alberto (1914–2001), spanischer Wirtschaftswissenschaftler, Politiker und Diplomat
- Ullate, Víctor (* 1947), spanischer Tänzer, Choreograph, Ballettdirektor und Pädagoge

#### Ulld
- Ulldahl, Gabriel (* 1988), schwedischer Badmintonspieler

#### Ulle
- Ulleberg, Frithjof (1911–1993), norwegischer Fußballspieler
- Ullén, Lisa (* 1964), schwedische Pianistin und Komponistin
- Üllenberg, Engelbert († 1775), Bürgermeister von Elberfeld
- Ullenboom, Christian (* 1973), deutscher Autor, IT-Trainer und Unternehmer
- Ullendorff, Edward (1920–2011), britischer Semitist und Äthiopist deutscher Herkunft
- Ullenhag, Erik (* 1972), schwedischer Politiker (Folkpartiet liberalerna), Mitglied des Riksdag
- Uller, Karl (1872–1959), deutscher Physiker und Hochschullehrer
- Ullerich, Almuth, deutsche Schauspielerin und Hörfunkmoderatorin
- Ullerich, Günther (1928–2007), deutscher Hockeyspieler
- Ullersberger, Franz Xaver (1807–1887), deutscher Politiker, Verleger und Historiker
- Ullersperger, Chlodwig (1876–1944), deutscher Verwaltungsbeamter
- Ullersperger, Johann Baptist (1798–1878), deutscher Mediziner
- Ullerup, Emilie (* 1984), dänische Schauspielerin
- Ullevålseter, Pål Anders (* 1968), norwegischer Endurorennfahrer

#### Ulli
- Ulli, Pascal (* 1969), Schweizer Schauspieler, Produzent und Regisseur
- Ulliel, Gaspard (1984–2022), französischer SchauspielerGaspard Ulliel (1984–2022)

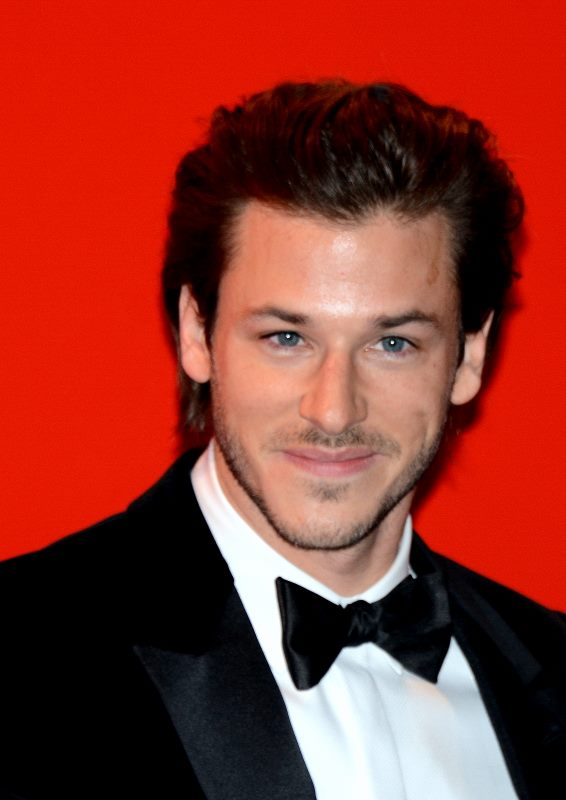
Gaspard Ulliel (1984–2022)

- Ullik, Rudolf (1900–1996), österreichischer Künstler, Arzt und Philosoph
- Ulliott, Dave (1954–2015), britischer Pokerspieler

#### Ullm
- Ullman, Al (1914–1986), US-amerikanischer Politiker
- Ullman, Bernard (1817–1885), US-amerikanischer Musikimpresario
- Ullman, Elwood (1903–1985), US-amerikanischer Drehbuchautor
- Ullman, Frederic junior (1903–1948), US-amerikanischer Filmproduzent, Filmregisseur und Drehbuchautor
- Ullman, Gustaf (1881–1945), schwedischer Schriftsteller und Lyriker
- Ullman, Jeffrey (* 1942), US-amerikanischer Informatiker
- Ullman, Micha (* 1939), israelischer Künstler und Hochschullehrer
- Ullman, Norm (* 1935), kanadischer Eishockeyspieler
- Ullman, Raviv (* 1986), amerikanischer Schauspieler
- Ullman, Samuel (1840–1924), US-amerikanischer Unternehmer, Dichter und Wohltäter
- Ullman, Shimon (* 1948), israelischer Informatiker und Kognitionswissenschaftler
- Ullman, Torsten (1908–1993), schwedischer Sportschütze
- Ullman, Tracey (* 1959), britische Schauspielerin und SängerinTracey Ullman (* 1959)

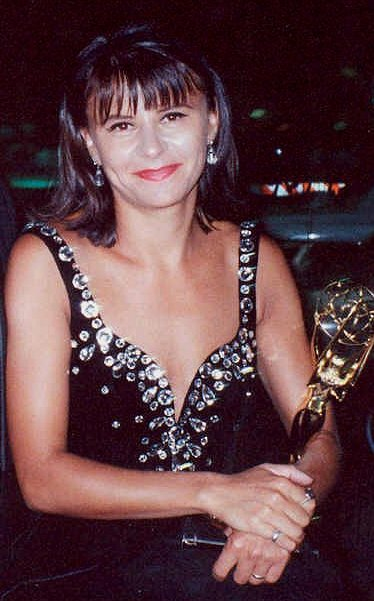
Tracey Ullman (* 1959)

- Ullmann, Adolf (1942–2014), deutscher Lehrer und Verbandsfunktionär
- Ullmann, Agnes (1927–2019), ungarisch-französische Mikrobiologin
- Ullmann, Andrea (* 1964), deutsche Tischtennisspielerin
- Ullmann, Andrew (* 1963), deutscher Politiker (FDP), UniversitätsprofessorAndrew Ullmann (* 1963)

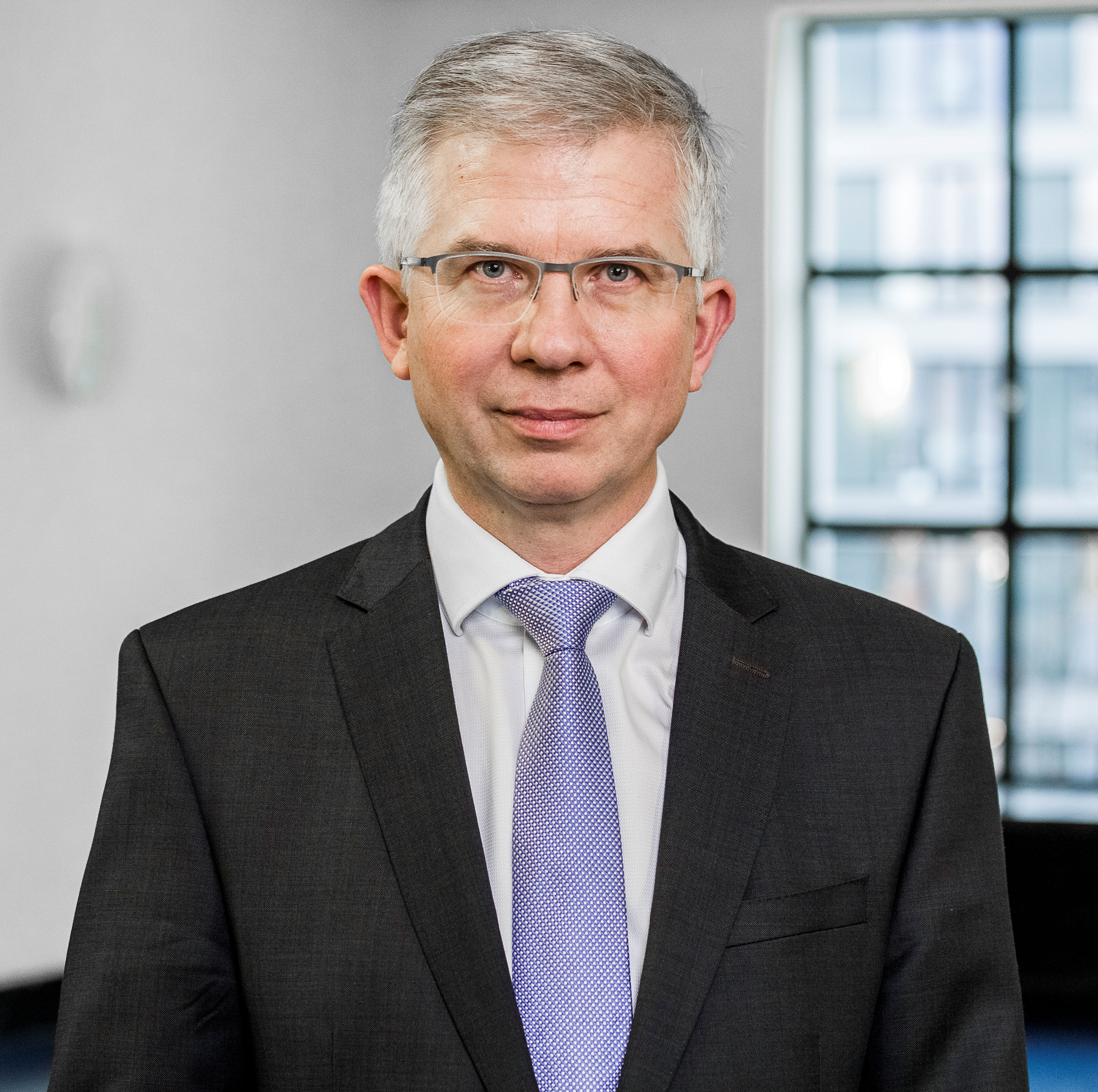
Andrew Ullmann (* 1963)

- Ullmann, Anton (1732–1807), böhmischer Bergmeister, Geometer und Chemiker
- Ullmann, Arno (1907–1968), deutscher Journalist
- Ullmann, Arthur (1885–1958), österreichischer Schauspieler, Drehbuchautor, Produzent und Regisseur bei Bühne und Film
- Ullmann, Barbara (* 1964), deutsche Schauspielerin, Sängerin und Bloggerin
- Ullmann, Brigitte (* 1934), deutsche Gebrauchsgrafikerin und Illustratorin
- Ullmann, Carl Christian (1796–1865), deutscher reformierter Vermittlungstheologe
- Ullmann, Chinita (1904–1977), brasilianische Tänzerin
- Ullmann, Christoph (1773–1849), deutscher Chirurg und Augenarzt
- Ullmann, Christoph (* 1983), deutscher Eishockeyspieler
- Ullmann, Dieter (1934–2022), deutscher Physiker und Physikhistoriker
- Ullmann, Ehrenfried (* 1932), deutscher Offizier
- Ullmann, Eike (* 1941), deutscher Rechtswissenschaftler
- Ullmann, Elisabeth (* 1952), österreichische Organistin und Musikpädagogin
- Ullmann, Elsa (1911–2010), deutsche Pharmazeutin
- Ullmann, Emanuel von (1843–1913), österreichischer Jurist
- Ullmann, Erich (1892–1965), Schweizer Landwirt, Politiker und Offizier
- Ullmann, Erich (* 1909), deutscher Funktionär und Politiker (LDPD), MdV
- Ullmann, Ernst (1928–2008), deutscher Kunsthistoriker und Professor für Kunstgeschichte
- Ullmann, Franz (1800–1864), böhmischer gewerkschaftlicher Schichtmeister, Bergbauforscher und letzter Bergmeister von Neudek
- Ullmann, Franz (1815–1892), österreichischer Orgelbauer
- Ullmann, Fritz (1875–1939), deutscher Chemiker und Hochschullehrer
- Ullmann, Gebhard (* 1957), deutscher Jazzmusiker (Saxophone, Flöten, Bassklarinette) und Komponist
- Ullmann, Gerhard (* 1947), deutscher Kinder- und Jugendbuchautor
- Ullmann, Günter (1946–2009), deutscher Lyriker
- Ullmann, Hanni (1908–2002), deutsch-israelische Pädagogin
- Ullmann, Hans-Peter (* 1949), deutscher Historiker und Hochschullehrer
- Ullmann, Heinrich (1872–1953), deutscher Architekt und bayerischer Baubeamter, Landschaftsmaler und Fotograf
- Ullmann, Heinz (1886–1968), deutscher Politiker (FDP), MdA
- Ullmann, Helmut (1930–1991), deutscher Architekt und Baubeamter
- Ullmann, Hermann (1884–1958), deutscher volkskonservativer Journalist
- Ullmann, Ignaz (1822–1897), böhmischer Architekt
- Ullmann, Jakob (* 1958), deutscher Komponist und Hochschullehrer
- Ullmann, Janin (* 1981), deutsche Fernsehmoderatorin, Schauspielerin und SynchronsprecherinJanin Ullmann (* 1981)

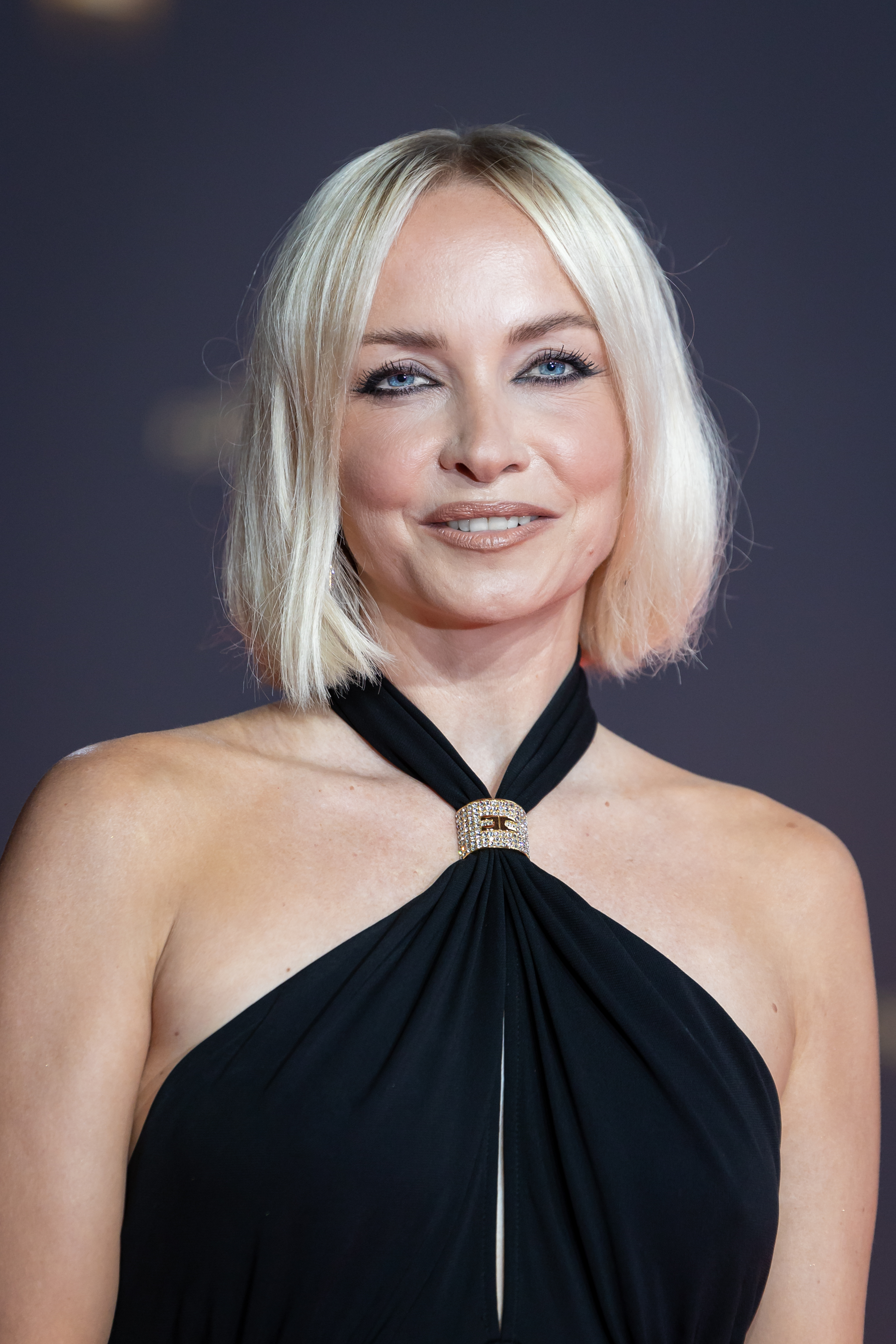
Janin Ullmann (* 1981)

- Ullmann, Johann Christoph (1771–1821), deutscher Mineraloge und Marburger Professor, nach dem das Mineral Ullmannit benannt wurde
- Ullmann, Johann Ehrenhold (1779–1831), sächsischer Bergrat und polnischer Berghauptmann und Hochschullehrer
- Ullmann, Johann Georg (1695–1765), deutscher Bergmeister
- Ullmann, Josef († 1880), österreichischer Buchhalter und Politiker, Landtagsabgeordneter
- Ullmann, Julius (1861–1918), österreichischer Genremaler
- Ullmann, Karin von (1922–2009), deutsche Unternehmerin und Besitzerin des Gestüt Schlenderhan
- Ullmann, Karl (1860–1940), österreichischer Dermatologe
- Ullmann, Kaspar (1767–1853), böhmischer Bergmeister, Geometer, Landmesser
- Ullmann, Katrin (* 1957), deutsch-schweizerische bildende Künstlerin
- Ullmann, Klaus (1925–1997), deutscher Ministerialbeamter, Bankvorstand und Kulturhistoriker
- Ullmann, Klemens (* 1939), deutscher römisch-katholischer Priester, emeritierter Dompfarrer, Domdekan, Kirchenlieddichter, Autor
- Ullmann, Konrad (1917–1967), deutscher Kunst- und Waffenhistoriker, Museumsleiter und Kunsthändler
- Ullmann, Kostja (* 1984), deutscher SchauspielerKostja Ullmann (* 1984)

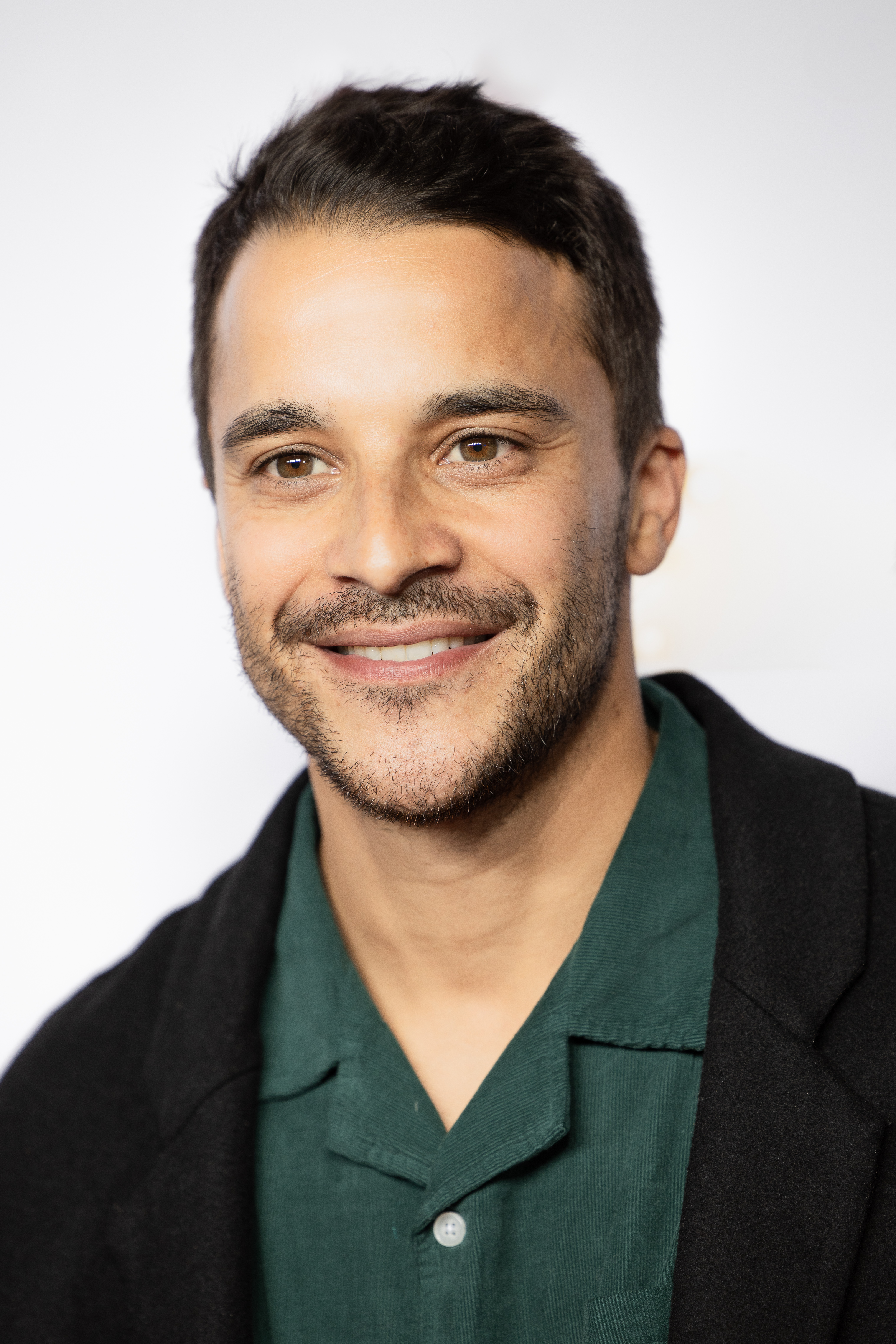
Kostja Ullmann (* 1984)

- Ullmann, Leopoldine († 1938), Opernsängerin (Alt)
- Ullmann, Linn (* 1966), norwegische Schriftstellerin, Journalistin und Kinderdarstellerin
- Ullmann, Lion (1804–1843), deutscher Rabbiner
- Ullmann, Liv (* 1938), norwegische Schauspielerin und Regisseurin
- Ullmann, Ludwig (1872–1943), deutscher Architekt und bayerischer Baubeamter
- Ullmann, Ludwig (1887–1959), austroamerikanischer Journalist
- Ullmann, Manfred (* 1931), deutscher Arabist
- Ullmann, Martin (1857–1921), deutscher Agrikulturchemiker
- Ullmann, Martin (* 1986), deutscher Fußballspieler
- Ullmann, Martina, deutsche Ägyptologin
- Ullmann, Mathias (* 1960), deutscher Historiker, Autor und Musiker
- Ullmann, Maximilian (* 1996), österreichischer Fußballspieler
- Ullmann, Mirko (* 1975), deutscher Fußballspieler
- Ullmann, My (1905–1995), österreichische Malerin
- Ullmann, Nepomuk (* 1943), deutscher Schriftsteller, Dichter und Lyriker
- Ullmann, Nino, deutscher Pokerspieler
- Ullmann, Otto (1899–1955), deutscher Polizeipräsident und SS-Führer
- Ullmann, Paul (1921–1996), deutscher Politiker (CDU), MdV, Pädagoge
- Ullmann, Regina (1884–1961), Schweizer DichterinRegina Ullmann (1884–1961)

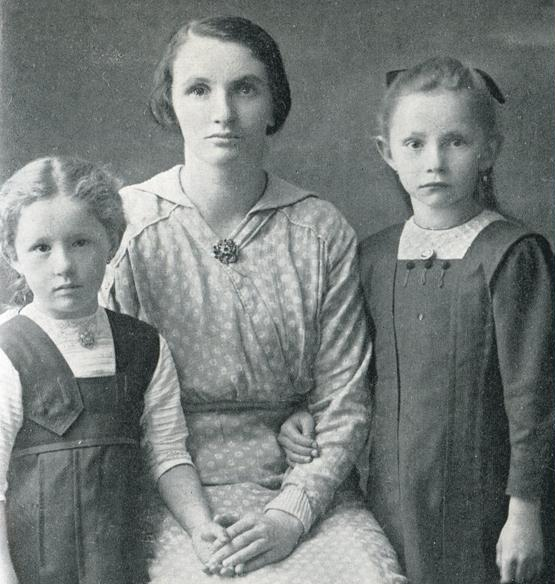
Regina Ullmann (1884–1961)

- Ullmann, Richard Karl (1904–1963), deutscher Religionspädagoge und Autor
- Ullmann, Robert (1903–1966), österreichischer Bildhauer
- Ullmann, Roland (* 1948), deutscher Industriedesigner
- Ullmann, Roland (* 1957), deutscher Kriminalpolizist, Landespolizeipräsident Hessen
- Ullmann, Sabine (* 1964), deutsche Historikerin
- Ullmann, Shantia (* 1983), deutsche Film- und Theaterschauspielerin
- Ullmann, Sigmund (1854–1942), deutscher Bankier, Kommunalpolitiker und Opfer des Holocaust
- Ullmann, Stephen (1914–1976), ungarischer Linguist, Semantiker
- Ullmann, Viggo (1848–1910), norwegischer Pädagoge, Politiker und Autor
- Ullmann, Viktor (1898–1944), österreichischer Komponist, Dirigent und Pianist
- Ullmann, Vilhelmine (1816–1915), norwegische Pädagogin, Schriftstellerin und Frauenrechtlerin
- Ullmann, Walter (* 1902), deutscher Theaterregisseur
- Ullmann, Walter (1910–1983), britischer Historiker österreichischer Herkunft
- Ullmann, Wiebke (* 1988), deutsche Leichtathletin
- Ullmann, Wilhelm (1854–1927), Landtagsabgeordneter Großherzogtum Hessen
- Ullmann, Wilhelm Otto (* 1887), deutscher Pädagoge und Schriftsteller
- Ullmann, Wolfgang (1929–2004), deutscher Theologe, Kirchenhistoriker und Politiker (Bündnis 90/Die Grünen), MdB, MdEPWolfgang Ullmann (1929–2004)

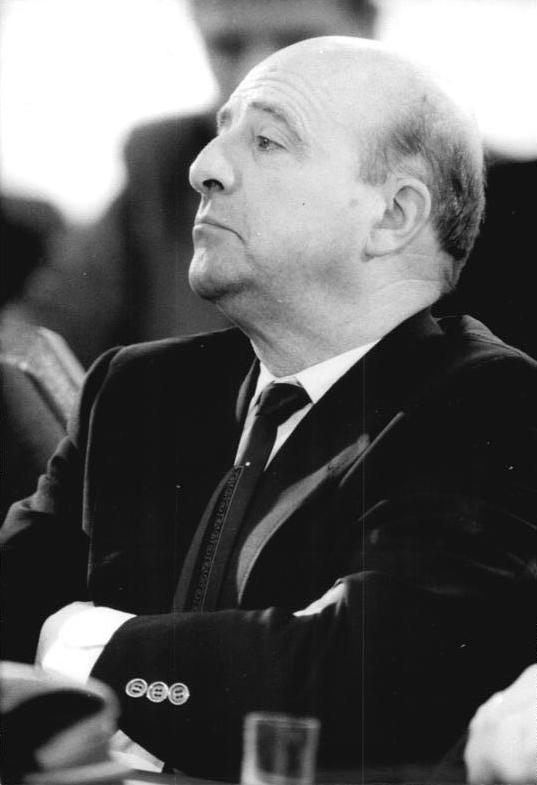
Wolfgang Ullmann (1929–2004)

- Ullmann-Broner, Monica Bella (1905–1993), deutsche Textildesignerin
- Ullmann-Iseran, Uta (* 1947), deutsche Kinder- und Jugendbuchautorin
- Ullmark, Linus (* 1993), schwedischer Eishockeytorwart
- Ullmer, Adalbert (1896–1966), deutscher Politiker (NSDAP), MdR
- Ullmo, Emmanuel (* 1965), französischer Mathematiker

#### Ullo
- Ullo, Antonio (* 1963), italienischer Sprinter
- Ulloa Elías, Manuel (1922–1992), peruanischer Politiker
- Ulloa Mendieta, José Domingo (* 1956), panamaischer Geistlicher, Erzbischof von Panama
- Ulloa Rojas, José Francisco (* 1940), costa-ricanischer Geistlicher und emeritierter römisch-katholischer Bischof von Cartago
- Ulloa y Lemos, Lope de (1572–1620), spanischer Soldat, der das Amt des Gouverneurs von Chile übernahm
- Ulloa, Alejandro junior (1926–2002), spanischer Kameramann
- Ulloa, Alejandro senior (1910–2004), spanischer Schauspieler, Synchronsprecher und Regisseur
- Ulloa, Antonio de (1716–1795), spanischer Gelehrter und Admiral
- Ulloa, Christina (* 1982), US-amerikanische Schauspielerin
- Ulloa, Emilio (* 1954), chilenischer Hindernis- und Mittelstreckenläufer
- Ulloa, Eunice (* 1947), US-amerikanische Politikerin
- Ulloa, Fabio (* 1976), honduranischer Fußballspieler
- Ulloa, Félix (* 1951), salvadorianischer Jurist und Politiker
- Ulloa, Francisco de († 1540), spanischer Entdecker, erkundete die Westküste des heutigen Mexiko
- Ulloa, Hilario, Supremo Director von Nicaragua
- Ulloa, José Gerardo (* 1996), mexikanischer Mountainbiker
- Ulloa, Leonardo (* 1986), argentinischer Fußballspieler
- Ulloa, Rudy (* 1960), argentinisch-chilenischer Medienunternehmer
- Ulloa, Tristán (* 1970), spanischer Schauspieler, Regisseur und AutorTristán Ulloa (* 1970)

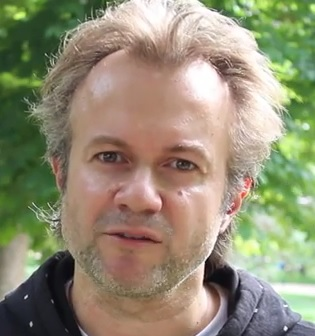
Tristán Ulloa (* 1970)

- Ulloa, Victor (* 1992), mexikanischer Fußballspieler
- Ullón, Arami (* 1978), paraguayische Filmregisseurin und -produzentin
- Ulloriaq, Inuutersuaq (1906–1986), grönländischer Schriftsteller, Erzähler, Expeditionsteilnehmer und Kommunalpolitiker
- Ulloth, Oliver (* 1983), deutscher Politiker (SPD), MdL

#### Ullr
- Ullrich, Albert (1872–1946), deutscher Theaterschauspieler
- Ullrich, Albert (* 1952), deutscher Fußballspieler
- Ullrich, Andreas, österreichischer Wissenschaftler und Unternehmer, Träger der Wilhelm-Exner-Medaille
- Ullrich, Anton (1826–1895), deutscher Erfinder
- Ullrich, Aquilin (1914–2001), deutscher Tötungsarzt der Aktion T4

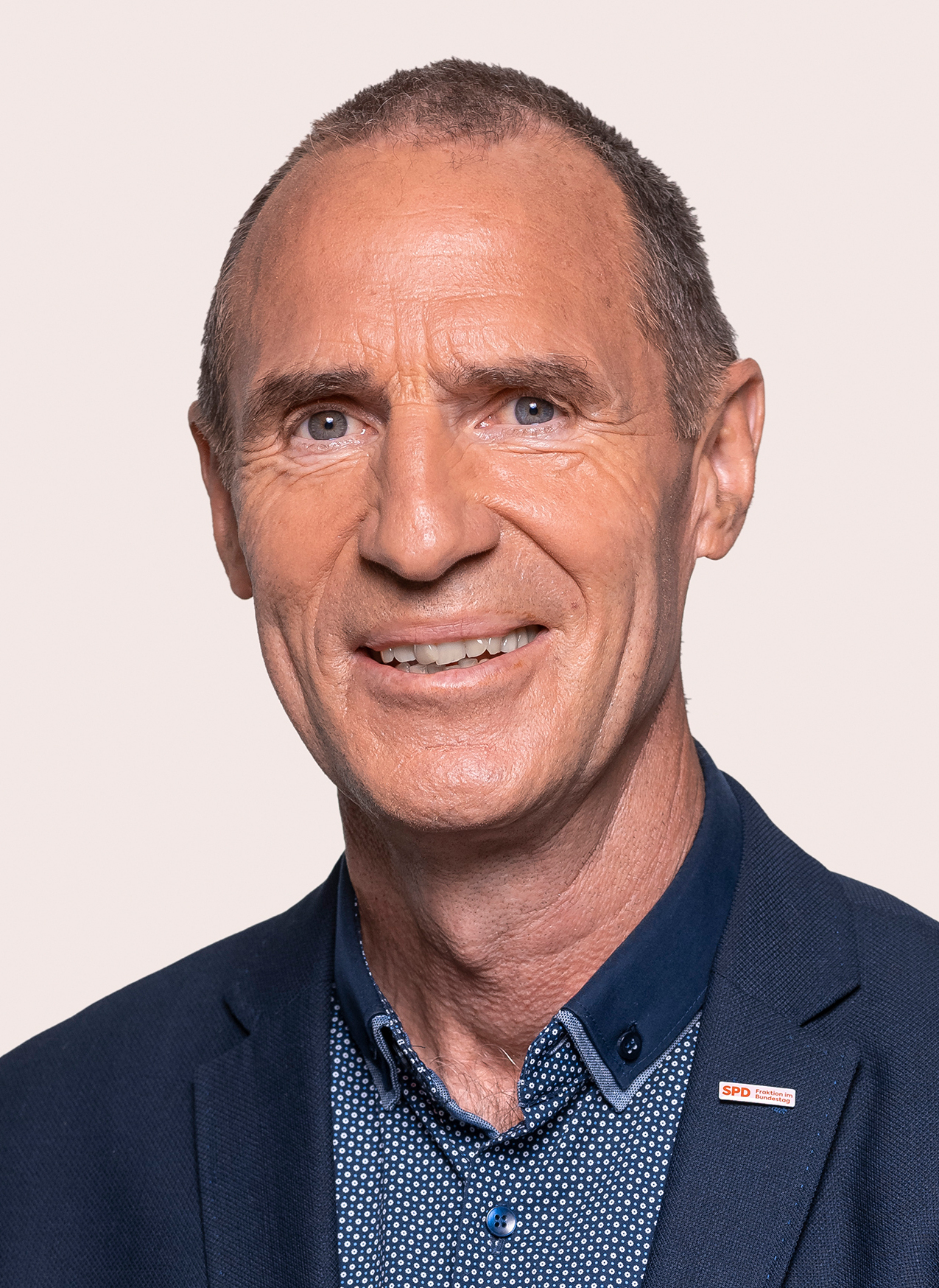
Frank Ullrich (* 1958)

- Ullrich, Arthur (1894–1969), deutscher Politiker
- Ullrich, Arthur (* 1931), deutscher Fußballspieler
- Ullrich, Artur (* 1957), deutscher Fußballspieler
- Ullrich, August (1857–1928), deutscher Kaufmann und Heimatforscher
- Ullrich, Axel (* 1943), deutscher Biochemiker
- Ullrich, Bernd (* 1962), deutscher Handballschiedsrichter
- Ullrich, Bernhard (* 1965), deutscher Jazz- und Unterhaltungsmusiker (Klarinette, Saxophon)
- Ullrich, Carolina (* 1982), chilenische Opern-, Lied- und Konzertsängerin (Sopran)
- Ullrich, Christian (1932–2017), deutscher Naturwissenschaftler
- Ullrich, Christoph (* 1960), deutscher Verwaltungsbeamter und Richter
- Ullrich, Cornelia (* 1963), deutsche Leichtathletin
- Ullrich, Detlef (* 1955), deutscher Fußballspieler und -trainer
- Ullrich, Dietmar (* 1940), deutscher Maler des Neuen Realismus
- Ullrich, Eberhard (1935–2005), deutscher Politiker (CDU), MdL
- Ullrich, Eckhard (* 1941), deutscher Landwirt, Mitglied der Volkskammer der DDR
- Ullrich, Egon (1902–1957), österreichischer Mathematiker
- Ullrich, Erich (1913–1998), deutscher Jurist
- Ullrich, Ernst (1900–1956), deutscher Politiker (GB/BHE), MdL Bayern
- Ullrich, Ferdinand (* 1951), deutscher Kunsthistoriker, Kurator, Künstler, Museumsdirektor, Hochschullehrer und Designer
- Ullrich, Frank (* 1958), deutscher Biathlet und Bundestrainer der deutschen BiathletenFrank Ullrich (* 1958)
- Ullrich, Frank Peter (* 1969), deutscher Politiker (SPD) und Bürgermeister
- Ullrich, Franz (1830–1891), deutscher Industrieller, Erfinder, Weingutsbesitzer, Unternehmer und Mitgründer der Emaille-Fabrik „Gebrüder Ullrich“ in Maikammer
- Ullrich, Franz Wolfgang (1795–1880), deutscher Klassischer Philologe und Gymnasiallehrer
- Ullrich, Gabriele (* 1960), deutsche Autorin
- Ullrich, Gerald (* 1962), deutscher Politiker (FDP), MdB
- Ullrich, Gunter (1925–2018), deutscher Künstler
- Ullrich, Gustav (1860–1938), deutscher Unternehmer, Industrieller und Gründer
- Ullrich, Hanns (* 1939), deutscher Jurist und Hochschullehrer
- Ullrich, Hans (1889–1971), deutscher Versicherungsmanager
- Ullrich, Hans-Georg (* 1942), deutscher Filmemacher und Kameramann
- Ullrich, Hans-Uwe (* 1938), deutscher Offizier, Generalmajor der Bundeswehr
- Ullrich, Heinz (1908–1978), deutscher Konstrukteur und Erfinder
- Ullrich, Helmut (1915–2012), deutscher Maler und Graphiker
- Ullrich, Henrik (* 1964), deutscher Radiologe, Autor und Vorsitzender der Studiengemeinschaft Wort und Wissen
- Ullrich, Herbert (1932–2019), deutscher Anthropologe und Schiller-Schädel-Forscher
- Ullrich, Hermann (1900–1986), deutscher Botaniker
- Ullrich, Hermann Josef (1888–1982), österreichischer Jurist und Musikkritiker, Komponist
- Ullrich, Ingward (1931–2021), deutscher Forstmann und Esperantist
- Ullrich, Jan (* 1973), deutscher RadrennfahrerJan Ullrich (* 1973)

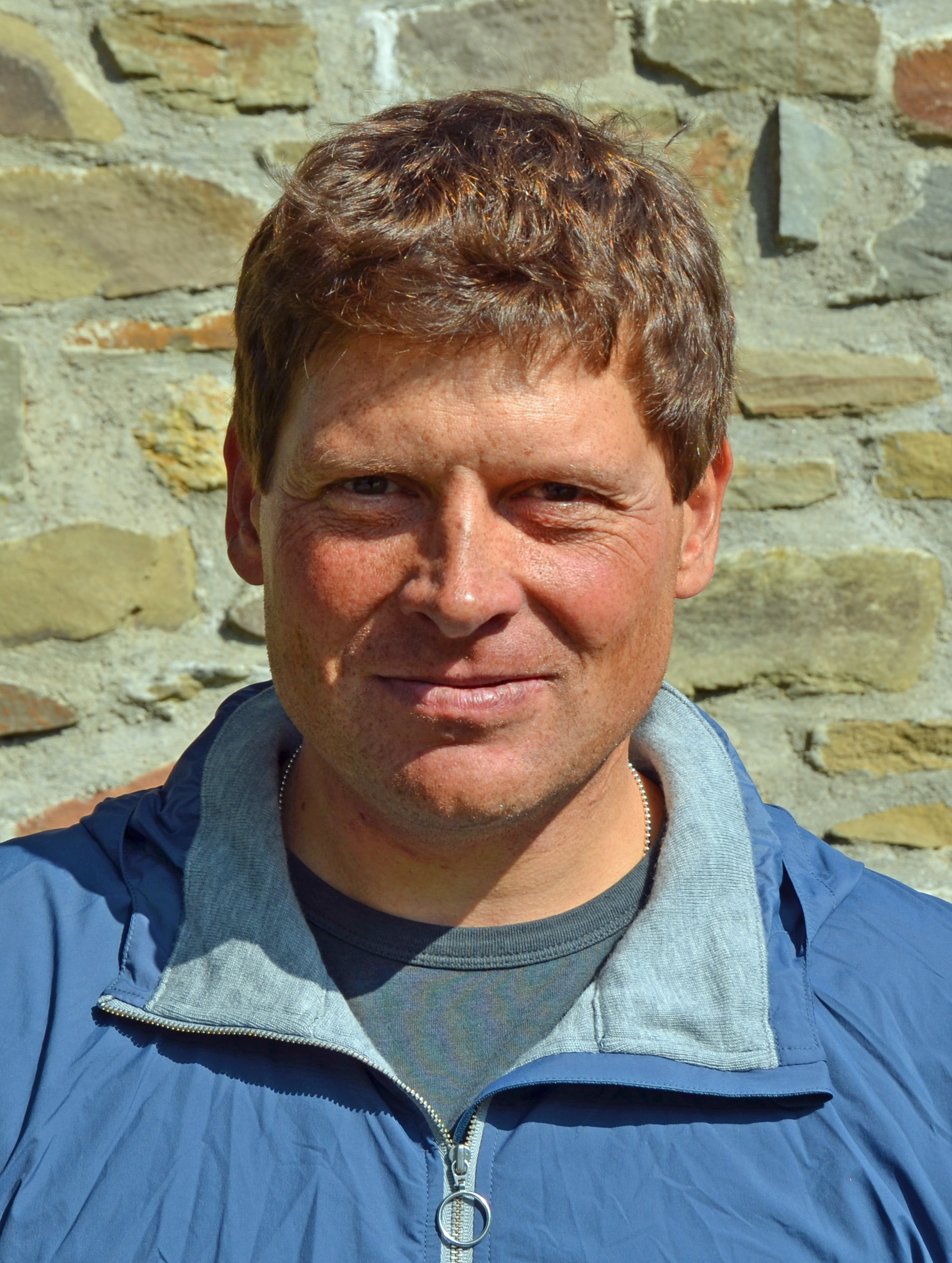
Jan Ullrich (* 1973)

- Ullrich, Joachim (* 1955), deutscher Jazzmusiker und Hochschullehrer
- Ullrich, Joachim (* 1956), deutscher Physiker
- Ullrich, Joachim (* 1976), deutscher American-Football-Spieler
- Ullrich, Johannes (1902–1965), deutscher Historiker und Archivar
- Ullrich, Josef (1911–1976), tschechischer Komponist und Militärmusiker
- Ullrich, Karl (1910–1996), deutscher Offizier, SS-Oberführer
- Ullrich, Karl Julius (1925–2010), deutscher Nephrologe
- Ullrich, Kay (1943–2021), schottische Politikerin und Mitglied der Scottish National Party (SNP)
- Ullrich, Klemens (1857–1935), sächsischer Generalleutnant
- Ullrich, Leon (* 1983), deutscher Film- und Theaterschauspieler
- Ullrich, Lisa (1900–1986), deutsche Politikerin (KPD), MdR
- Ullrich, Logan (* 2000), neuseeländischer Ruderer
- Ullrich, Lothar (1932–2013), römisch-katholischer Geistlicher, Dogmatiker und Fundamentaltheologe
- Ullrich, Luise (1910–1985), österreichische SchauspielerinLuise Ullrich (1910–1985)

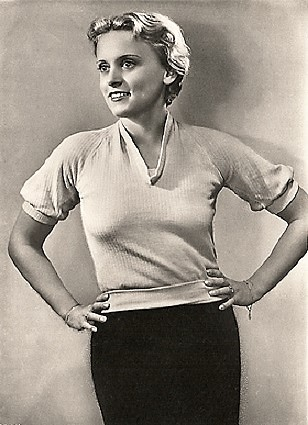
Luise Ullrich (1910–1985)

- Ullrich, Lukas (* 2004), deutscher Fußballspieler
- Ullrich, Lutz (* 1969), deutscher Rechtsanwalt und Autor
- Ullrich, Manfred (* 1949), deutscher Tischtennisspieler
- Ullrich, Oliver (* 1970), deutscher Weltraummediziner
- Ullrich, Otto (1894–1957), deutscher Kinderarzt
- Ullrich, Otto (1938–2015), deutscher Soziologe und Publizist
- Ullrich, Paul (* 1986), österreichischer Eishockeyspieler und -trainer
- Ullrich, Peter (* 1976), deutscher Soziologe und Kulturwissenschaftler
- Ullrich, Pirmin (* 1968), deutscher Jazzmusiker (Saxophon, Klarinette, Piano, Komposition)
- Ullrich, Rainer (1941–2023), deutscher Maler und Illustrator
- Ullrich, Richard (1870–1930), deutscher Ingenieur des Bauwesens und preußischer Meliorationsbaubeamter
- Ullrich, Sebastian (* 1975), deutscher Historiker
- Ullrich, Sebastian (* 1992), deutscher Handballspieler
- Ullrich, Stephan (* 1960), deutscher Schauspieler
- Ullrich, Stephanie (* 1984), deutsche Fußballspielerin und -torhüterin
- Ullrich, Tino (* 1980), deutscher Mathematiker und Hochschullehrer
- Ullrich, Titus (1813–1891), deutscher Dichter und Kunstkritiker
- Ullrich, Ursula (* 1932), deutsche Schriftstellerin
- Ullrich, Volker (* 1943), deutscher Historiker und PublizistVolker Ullrich (* 1943)

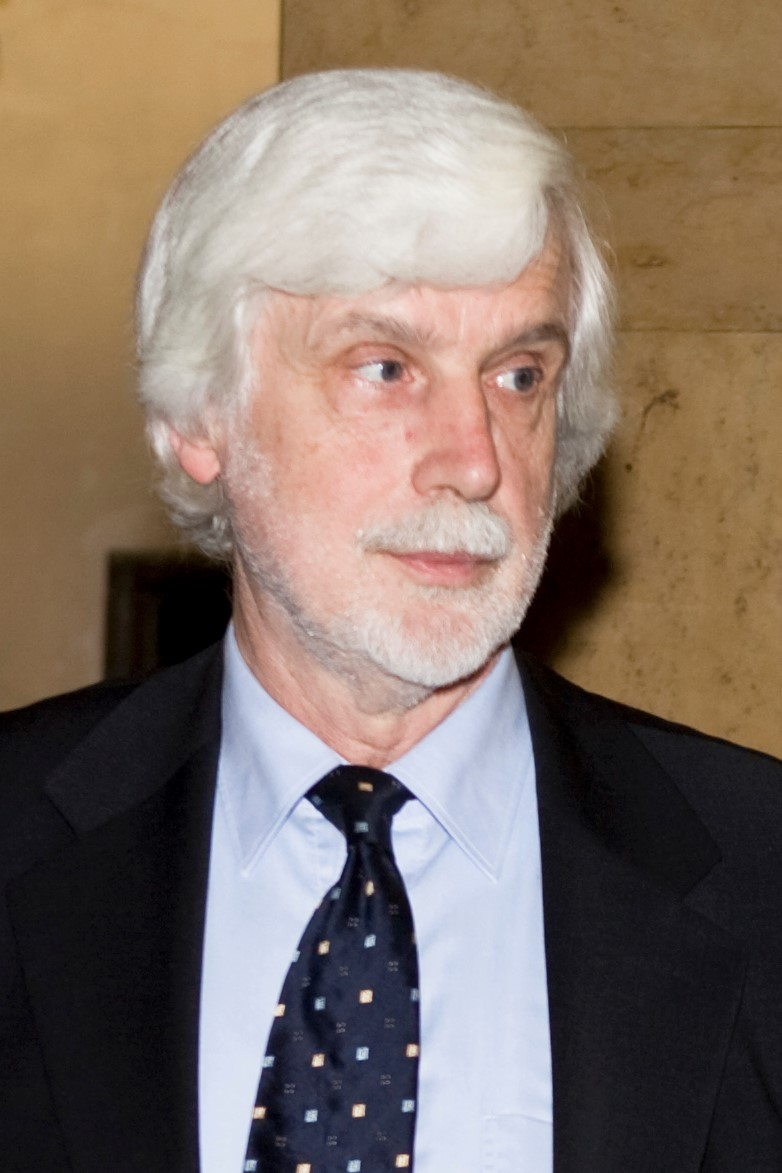
Volker Ullrich (* 1943)

- Ullrich, Volker (* 1975), deutscher Jurist und Politiker (CSU), MdB
- Ullrich, Walter (1911–1981), deutscher Jurist und Versicherungsmanager
- Ullrich, Walter (1931–2024), deutscher Schauspieler, Theaterregisseur und -intendant
- Ullrich, Werner (1928–1999), deutscher Politiker (SED), Vorsitzender des Rates des Bezirks Gera in der DDR
- Ullrich, Wilhelm (1906–2003), deutscher Politiker (SPD), MdBB
- Ullrich, Wolfgang (1923–1973), deutscher Zoologe, Tierfilmer, Tierbuchautor, Zoo-Direktor
- Ullrich, Wolfgang (* 1950), österreichischer Ingenieur und Sport Chef von Audi
- Ullrich, Wolfgang (* 1967), deutscher Kunsthistoriker und Kulturwissenschaftler
- Ullrich, Wolfram (* 1961), deutscher Künstler
- Ullritz, Mika (* 2008), deutscher Schauspieler (Kinderdarsteller)

#### Ulls
- Ullstein, Hanns jun. (* 1937), deutscher Pferdezüchter und Fachautor
- Ullstein, Heinz (1893–1973), deutscher Schauspieler, Regisseur und Verleger
- Ullstein, Hermann (1875–1943), Verleger und Opfer des NS-Regimes
- Ullstein, Leopold (1826–1899), deutscher Verleger, Begründer des Ullstein-VerlagesLeopold Ullstein (1826–1899)

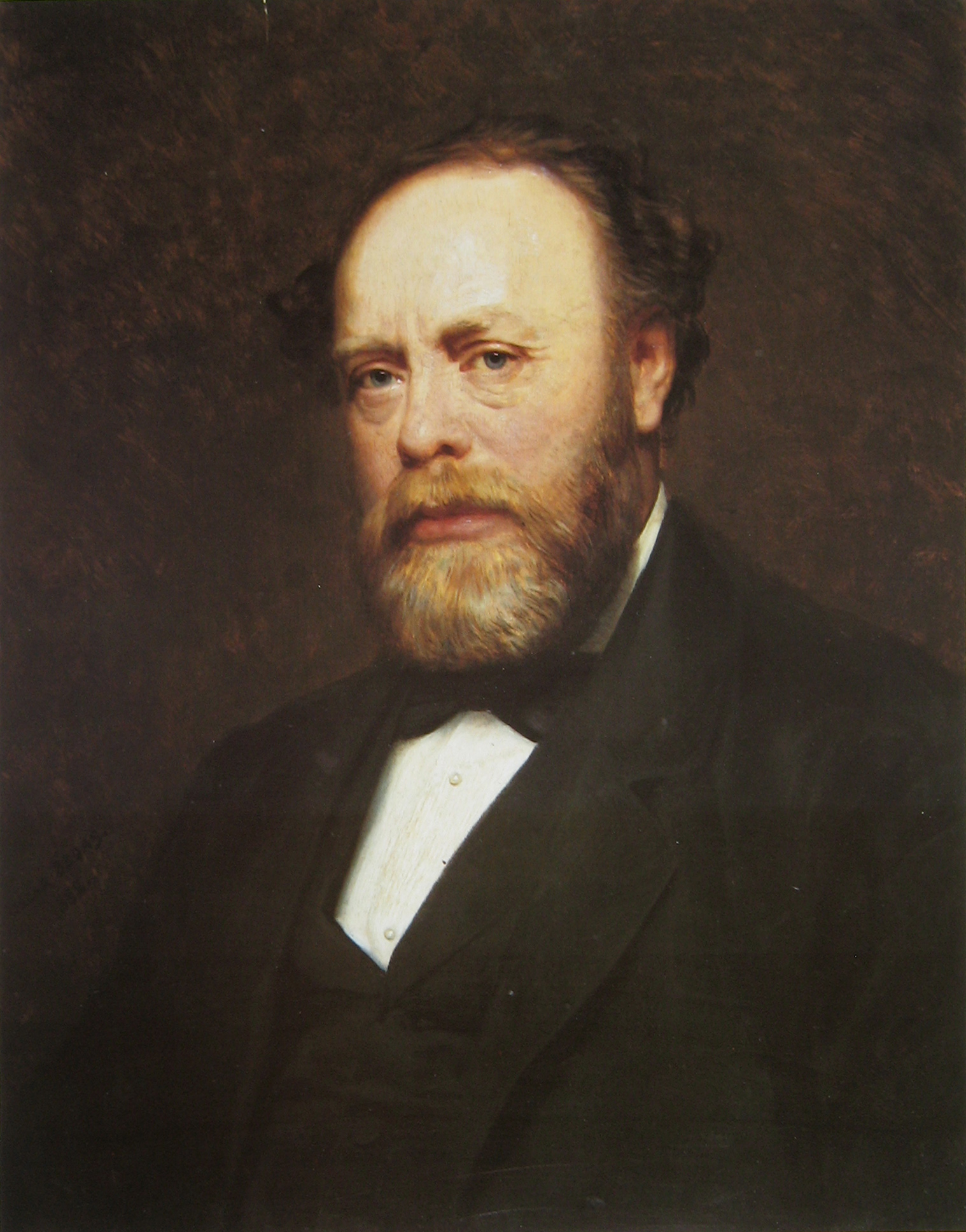
Leopold Ullstein (1826–1899)

- Ullstein, Louis-Ferdinand (1863–1933), deutscher Verleger
- Ullstein, Rudolf (1874–1964), deutscher Verleger
- Ullsten, Ola (1931–2018), schwedischer Politiker, Diplomat und Ministerpräsident

#### Ullw
- Ullwer, Franz (1934–2022), deutscher Orientierungsläufer

#### Ully
- Ullyett, Kevin (* 1972), simbabwischer Tennisspieler

### Ulm
- Ulm zu Erbach, Carl von (1725–1781), deutscher Jurist
- Ulm, Benno (1921–2000), österreichischer Historiker
- Ulm, Charles (1898–1934), australischer Flugpionier und Gründer früher Fluggesellschaften Australiens
- Ulm, Christoph (1800–1874), deutscher Kaufmann, Mitglied der kurhessischen Ständeversammlung
- Ulm, David (* 1984), französischer Fußballspieler
- Ulm, Franz-Josef (* 1964), deutscher Ingenieurwissenschaftler für Mechanik
- Ulm, Friedrich (1881–1956), deutscher Politiker (FDP), MdL
- Ulm, Fritz Otto (1900–1967), deutscher Verleger
- Ulm, Hans Ludwig von (1567–1627), Reichsvizekanzler
- Ulm, Hans von, Steinmetz und Baumeister der Spätgotik
- Ulm, Helmut (1908–1975), deutscher Mathematiker
- Ulm, Hermann (* 1976), deutscher Kommunalpolitiker, Landrat
- Ulm, Hugo (* 1944), deutscher Fußballspieler
- Ulm, Johann Nepomuk (1800–1864), österreichischer Jurist und Politiker
- Ulm, Olavi (1941–2023), estnischer Radrennfahrer
- Ulm, Otto (1884–1948), deutscher Wirtschaftsfunktionär
- Ulm, Renate (* 1957), deutsche Musikjournalistin
- Ulm, Stefan (* 1975), deutscher Kanute
- Ulm, Wolfgang (* 1963), österreichischer Politiker (ÖVP), Landtagsabgeordneter
- Ulm-Erbach-Mittelbiberach, Maximilian Marquard von (1802–1864), deutscher Rittergutsbesitzer und Politiker
- Ulma, Józef (1900–1944), polnisches NS-Opfer, Gerechter unter den Völkern
- Ulma, Wiktoria (1912–1944), polnisches NS-Opfer, Gerechte unter den Völkern
- Ulman, Amalia (* 1989), argentinische Künstlerin
- Ulman, Bernie (1917–1986), US-amerikanischer Schiedsrichter im American Football und Lacrosse
- Ulmanis, Guntis (* 1939), lettischer Politiker, Mitglied der Saeima
- Ulmanis, Kārlis (1877–1942), lettischer PolitikerKārlis Ulmanis (1877–1942)

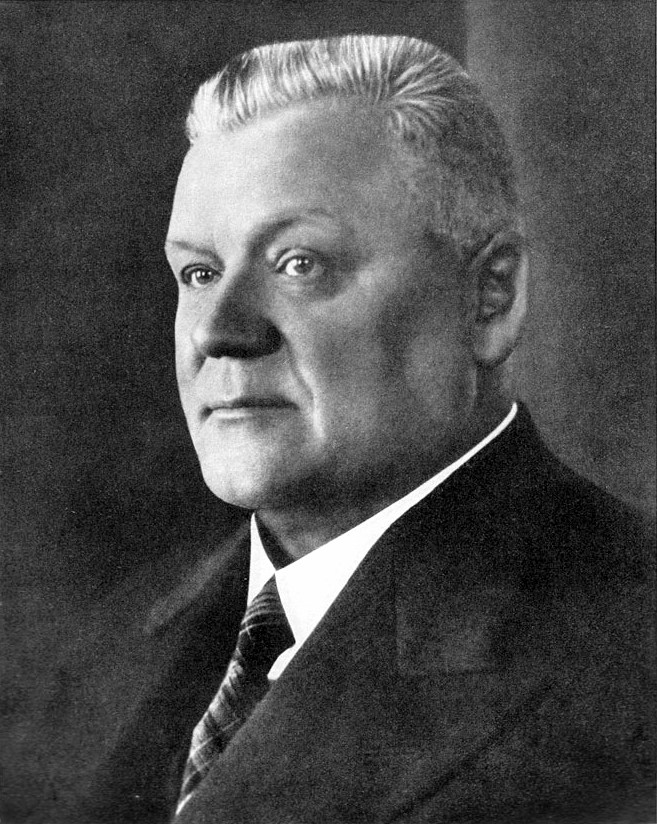
Kārlis Ulmanis (1877–1942)

- Ulmann von Radeberg (1315–1383), Bürgermeister von Görlitz
- Ulmann, Albrecht von (* 1871), Opernsänger (Bariton)
- Ulmann, Bendicht († 1595), Schweizer Buchdrucker und Buchbinder in Bern
- Ulmann, Bernd (* 1970), deutscher Informatiker und Mathematiker
- Ulmann, Claudius (1810–1893), deutscher Mediziner
- Ulmann, Doris (1882–1934), US-amerikanische Fotografin
- Ulmann, Elisabeth von (1929–2005), deutsche Schriftstellerin
- Ulmann, Ephraim (1770–1830), jüdischer Kaufmann und Bankier in Weimar
- Ulmann, Gertrud (1876–1943), deutsche Malerin
- Ulmann, Heinrich (1841–1931), deutscher Historiker
- Ulmann, Hellmuth von (1913–1987), deutscher Organist, Dirigent, Komponist, Journalist und Schriftsteller
- Ulmann, Joachim von (1940–1992), deutscher Autor, Synchronsprecher und Schauspieler
- Ulmann, Karl Christian (1793–1871), deutsch-baltischer Theologe, Hochschullehrer sowie Rektor der Universität Dorpat
- Ulmann, Paulus (1613–1680), schweizerischer katholischer Theologe
- Ulmann, Regine (1847–1939), österreichische Redakteurin und Schuldirektorin
- Ulmassowa, Swetlana (1953–2009), sowjetische Leichtathletin
- Ulmcke, Reiner (* 1937), deutscher Politiker (CDU) und Bürgermeister von Homburg
- Ulmeanu, Andreea (* 1984), rumänische Kunstturnerin
- Ulmeanu, Sebastian (1929–1979), rumänischer Politiker (PCR) und Vizeadmiral
- Ulmen, Christian (* 1975), deutscher Fernsehmoderator und Schauspieler
- Ulmen, Heinrich von, deutscher Ritter und Kreuzfahrer
- Ulmen, Irmgard von, deutsche Äbtissin
- Ulmen, Margaretha von, deutsche Äbtissin
- Ulmen, Toni (1906–1976), deutscher Motorrad- und Automobilrennfahrer
- Ulmen, Wilhelm (1914–1993), deutscher Politiker (FDP), MdL
- Ulmen-Fernandes, Collien (* 1981), deutsche Fernsehmoderatorin, Schauspielerin und ModelCollien Ulmen-Fernandes (* 1981)

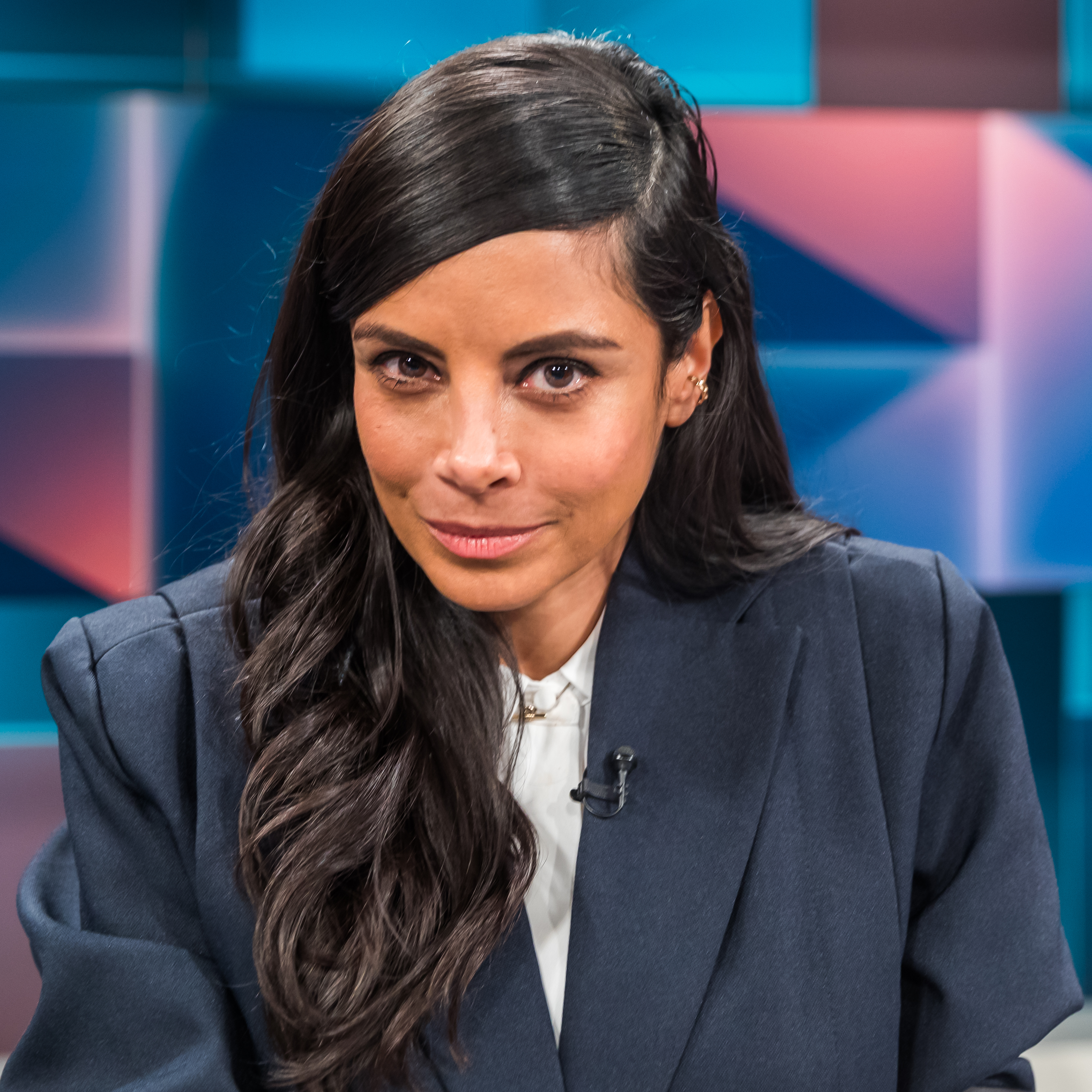
Collien Ulmen-Fernandes (* 1981)

- Ulmenstein, Friedrich Wilhelm Albrecht von (1750–1826), deutscher Jurist und Chronist zu Wetzlar
- Ulmenstein, Heinrich Christian von (1777–1840), Jurist und Beamter
- Ulmenstein, Johann von (1695–1751), deutscher Jurist
- Ulmer, Alfred (1905–1989), deutscher Chemiker und Eisenbahnfotograf
- Ulmer, Andreas (1880–1953), österreichischer Priester, Historiker und Heimatforscher
- Ulmer, Andreas (* 1985), österreichischer FußballspielerAndreas Ulmer (* 1985)

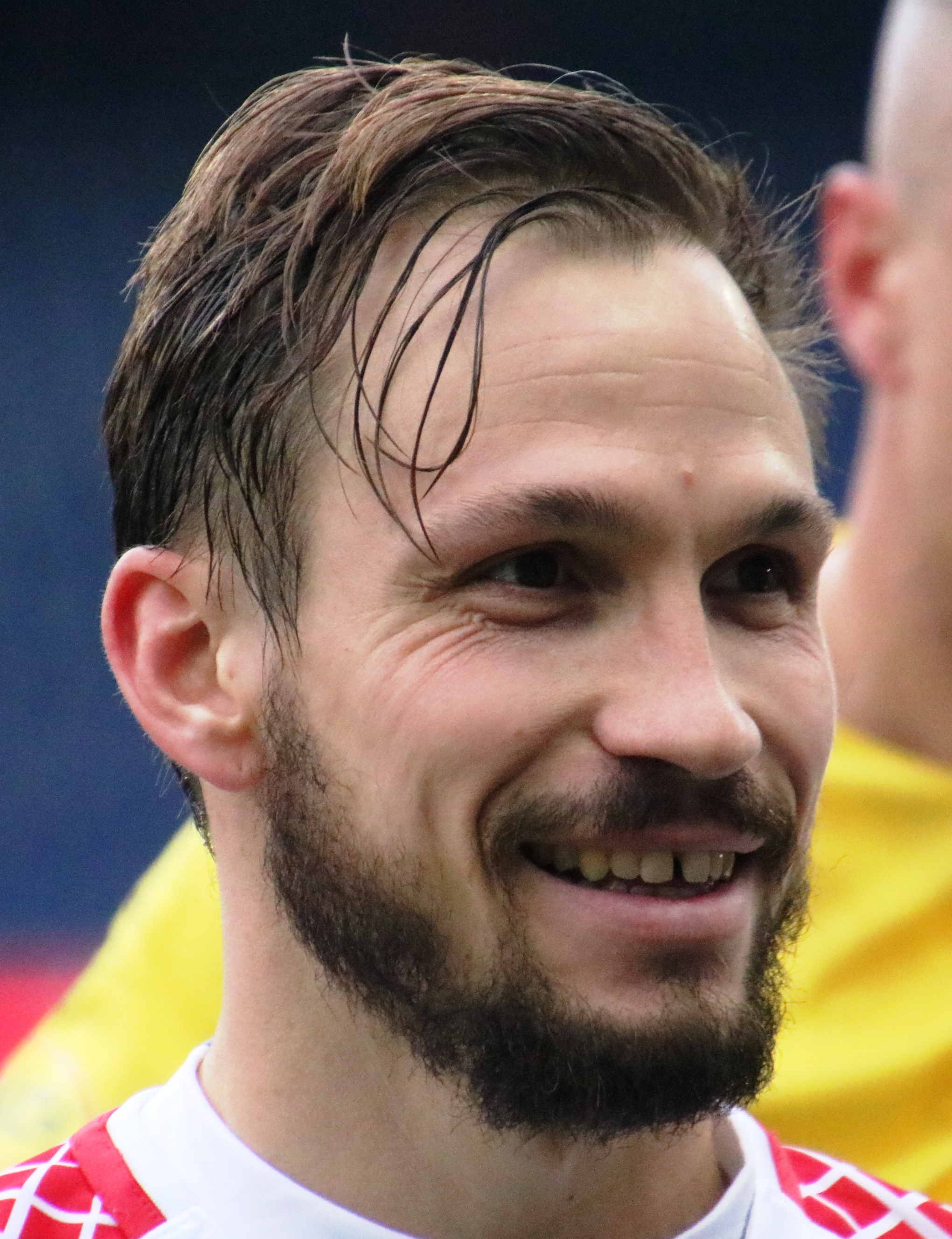
Andreas Ulmer (* 1985)

- Ulmer, Brigitte (* 1963), Schweizer Kulturredakteurin und Autorin von Kunstpublikationen
- Ulmer, Christian (* 1984), deutscher Skispringer und Skisprungtrainer
- Ulmer, Edgar G. (1904–1972), US-amerikanischer Filmregisseur österreichischer Herkunft
- Ulmer, Eduard (1899–1970), österreichischer Politiker (ÖVP), Landtagsabgeordneter
- Ulmer, Eugen (1837–1917), deutscher Verleger und Buchhändler
- Ulmer, Eugen (1903–1988), deutscher Rechtswissenschaftler
- Ulmer, Ferdinand (1901–1974), österreichischer Politiker (WdU), Mitglied des Bundesrates
- Ulmer, Fran (* 1947), US-amerikanische Politikerin
- Ulmer, Friedrich (1877–1946), deutscher evangelischer Theologe und Pfarrer sowie Hochschulprofessor und Präsident des Martin-Luther-Bundes
- Ulmer, Friedrich (1877–1952), deutscher Schauspieler und Schriftsteller
- Ulmer, Georg (1877–1963), deutscher Entomologe, Zoologe, Bryologe und Limnologe
- Ulmer, Georges (1919–1989), französischer Sänger
- Ulmer, Gregory (* 1944), US-amerikanischer Anglist und Hochschullehrer
- Ulmer, Heike (* 1967), deutsche Fußballnationalspielerin
- Ulmer, Helga (1939–2023), deutsche Politikerin (SPD), MdL
- Ulmer, Helmut († 1977), deutscher Polizist, Mordopfer der RAF
- Ulmer, James (* 1942), US-amerikanischer Jazz- und Bluesgitarrist
- Ulmer, Jason (* 1978), kanadischer Eishockeyspieler
- Ulmer, Jeff (* 1977), kanadischer Eishockeyspieler und -trainer
- Ulmer, Johann († 1580), Schweizer evangelischer Geistlicher, Tutor von Jane Grey
- Ulmer, Johann Conrad (1780–1820), deutscher Radierer und Kupferstecher
- Ulmer, Johann Konrad (1519–1600), evangelischer Theologe und Naturforscher
- Ulmer, Josef (1844–1915), deutscher Schneider und Politiker (SPD)
- Ulmer, Karl (1811–1894), deutscher Lehrer und Schriftsteller
- Ulmer, Karl (1915–1981), deutscher Philosoph und Hochschullehrer
- Ulmer, LaMonte (* 1986), US-amerikanischer Basketballspieler
- Ulmer, Layne (* 1980), kanadischer Eishockeyspieler
- Ulmer, Martin (* 1960), deutscher Kulturwissenschaftler
- Ulmer, Martin (* 1988), österreichischer Eishockeyspieler
- Ulmer, Matthias (* 1958), deutscher Musiker, Keyboarder, Komponist und Arrangeur
- Ulmer, Oscar E. (1888–1963), deutscher Bildhauer
- Ulmer, Oskar (1883–1966), deutscher Pianist und Komponist
- Ulmer, Otto (1890–1946), deutscher Verwaltungsjurist
- Ulmer, Otto (1904–1973), deutscher Textilunternehmer und Maler
- Ulmer, Peter (1933–2024), deutscher juristischer Hochschullehrer
- Ulmer, Petrus († 1449), deutscher Bischof und Weihbischof in Eichstätt, Freising und Bamberg
- Ulmer, Richard (* 1980), österreichischer Komponist, Musikproduzent, Sänger, Songwriter, Filmemacher und Unternehmer
- Ulmer, Roland (* 1937), deutscher Verleger und Buchhändler
- Ulmer, Sarah (* 1976), neuseeländische Radrennfahrerin
- Ulmer, Stefan (* 1990), österreichischer Eishockeyspieler
- Ulmer, Thomas (* 1956), deutscher Politiker (CDU), MdEP
- Ulmer, Toni (1894–1972), österreichischer Politiker (VF)
- Ulmer, Walter F. (* 1929), US-amerikanischer Offizier, Generalleutnant der US-Army
- Ulmer, Willi († 1978), deutscher Architekt
- Ulmer, Wolfgang T. (1924–2009), deutscher Mediziner (Lungenfacharzt, Pneumologie, Arbeitsmedizin)
- Ulmer-Stichel, Dorothea (* 1888), deutsche Malerin, Grafikerin und Schriftstellerin
- Ulmi, Gottlieb (1921–1990), Schweizer Bildhauer und Plastiker
- Ulmke-Smeaton, Andreas (* 1967), deutscher Filmproduzent
- Ulmo, Ber (1751–1837), Sohn von Jonas Ulmo, dessen Amtsnachfolger als Vorsitzender der jüdischen Gemeinde von Pfersee, Beschneider, praktischer Arzt und Wechselhändler
- Ulmschneider, Rolf, deutscher Fußballspieler

### Uln
- Ulner von Dieburg, Franz Pleickard (1677–1748), Freiherr und kurpfälzischer Hofbeamter
- Ulner von Dieburg, Johann Wilhelm Franz von (1715–1771), kurpfälzischer Hofmarschall
- Ulner, Laurenz (1499–1569), Bürger und Ratsherr der Stadt Gladbach
- Ulner, Peter (1523–1595), Abt des Klosters Berge

### Ulo
- Ulonska, Klaus (1942–2015), deutscher Leichtathlet und SportfunktionärKlaus Ulonska (1942–2015)

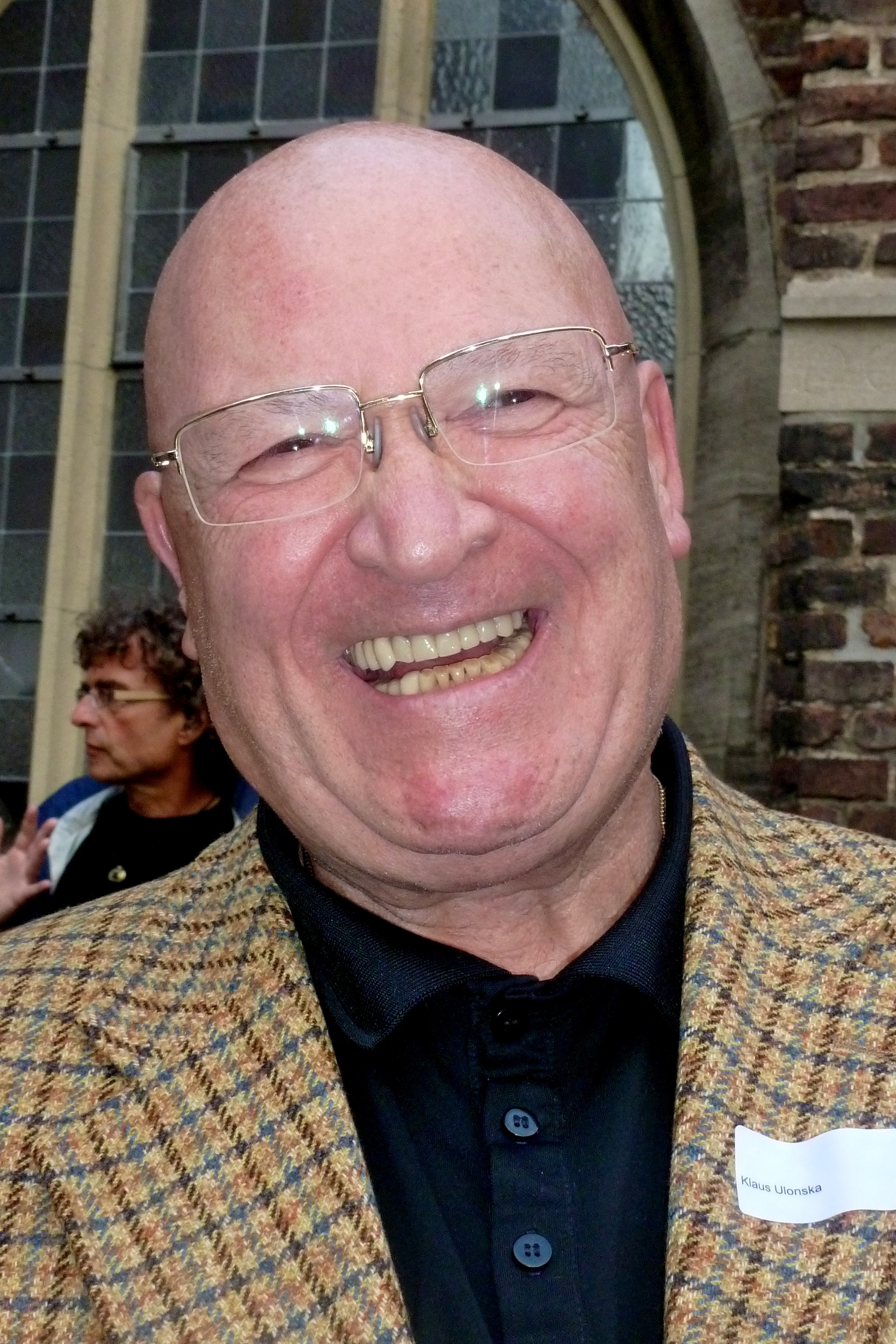
Klaus Ulonska (1942–2015)

- Ulonska, Marlen (* 1978), deutsche Schauspielerin
- Ulonska, Reinhold (1931–2021), deutscher Geistlicher und Kirchenfunktionär
- Uloth, Balthasar (1608–1642), hessen-darmstädtischer Mediziner sowie Stadtphysikus von Darmstadt und Babenhausen
- Uloth, Wilhelm (1804–1885), deutscher Kommunalpolitiker, Jurist und Regierungsrat

### Ulp
- Ulphilas, Herman (1702–1761), deutscher Naturforscher
- Ulpia Marciana († 112), ältere Schwester des römischen Kaisers Trajan
- Ulpia Plotina, Angehörige der gens Ulpia, möglicherweise Tante Trajans
- Ulpia Severina, Ehefrau des römischen Kaisers Aurelian
- Ulpian, römischer Jurist und Prätorianerpräfekt
- Ulpianus, spätantiker Rhetoriker
- Ulpius Andromachus, Marcus, römischer Offizier (Kaiserzeit)
- Ulpius Attianus, Marcus, römischer Offizier (Kaiserzeit)
- Ulpius Celerinus, Marcus, römischer Soldat (Kaiserzeit)
- Ulpius Dignus, Marcus, römischer Offizier (Kaiserzeit)
- Ulpius Dionysius, Marcus, antiker römischer Vergolder
- Ulpius Eufrates, Marcus, antiker römischer Toreut
- Ulpius Gemellinus, Marcus, römischer Offizier (Kaiserzeit)
- Ulpius Limenius († 349), spätantiker römischer Politiker und Konsul (349)
- Ulpius Marcellinus, römischer Offizier (Kaiserzeit)
- Ulpius Marcellus, römischer Jurist
- Ulpius Marcellus, Marcus, römischer Offizier (Kaiserzeit)
- Ulpius Marcianus, römischer Offizier (Kaiserzeit)
- Ulpius Ofellius Theodorus, Marcus, römischer Statthalter
- Ulpius Saturninus, Statthalter 146
- Ulpius Titianus, römischer Offizier (Kaiserzeit)
- Ulpius Titus, Angehöriger der römischen Armee
- Ulpius Titus, Marcus, römischer Centurio
- Ulpius Traianus, Marcus, römischer Politiker, Vater Trajans
- Ulpius Ulpianus, Marcus, Präfekt der Classis Germanica 150
- Ulpius Victor, Angehöriger des römischen Ritterstandes (Kaiserzeit)
- Ulpius Victor, römischer Statthalter

### Ulr

#### Ulra
- Ulram, Markus (* 1980), österreichischer Politiker (ÖVP), Landtagsabgeordneter
- Ulram, Peter A. (* 1951), österreichischer Politikwissenschaftler und Hochschullehrer

#### Ulre
- Ulreich, Fritzi (1865–1936), österreichische Kriegsmalerin
- Ulreich, Sven (* 1988), deutscher FußballtorwartSven Ulreich (* 1988)

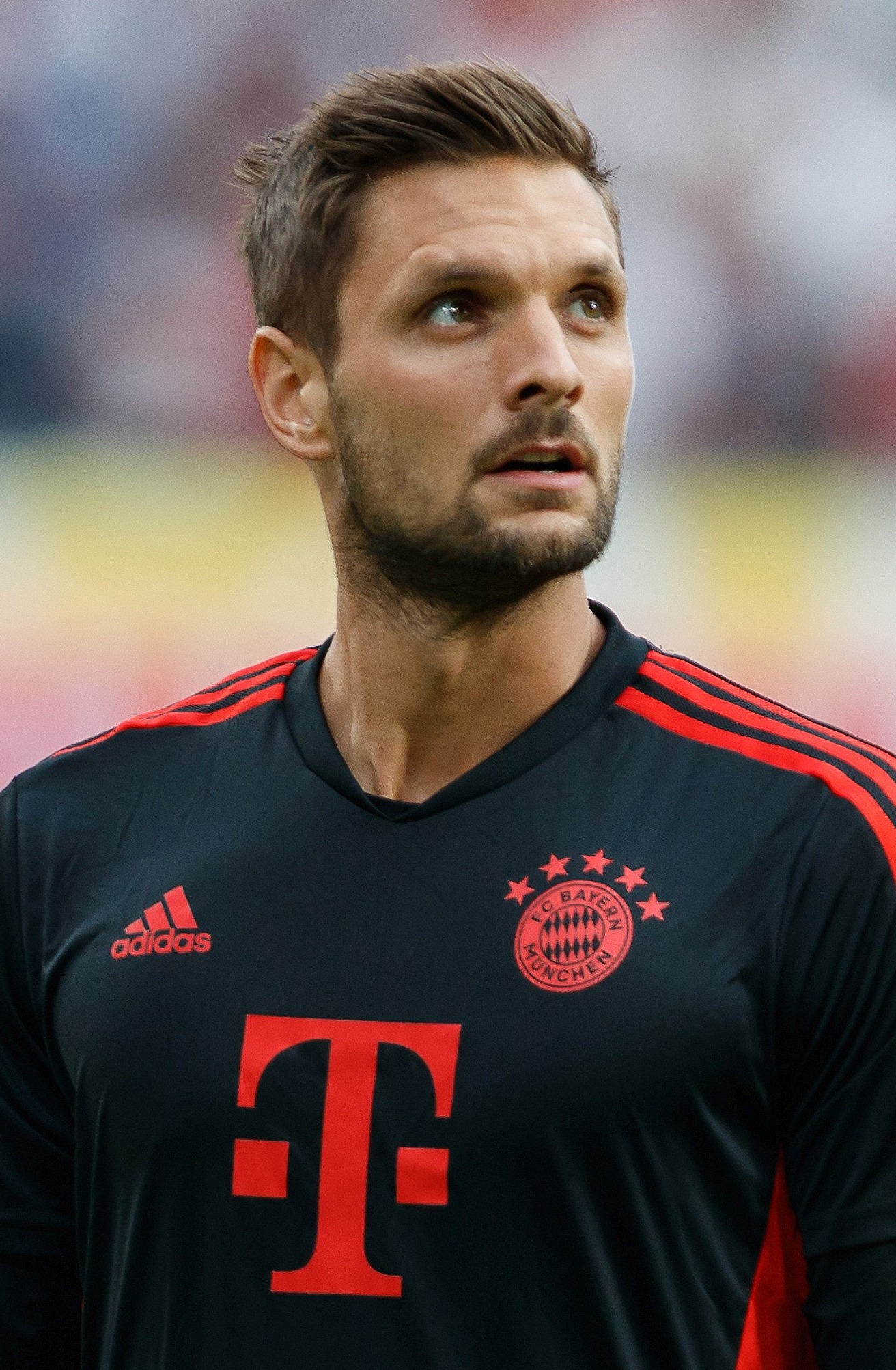
Sven Ulreich (* 1988)

- Ulreich, Tim (* 2007), österreichischer Fußballspieler

#### Ulri

##### Ulric

###### Ulrich
- Ulrich, zweiter Abt der Abtei Marienstatt
- Ulrich († 1029), Graf von Ebersberg, Markgraf von Krain, Vogt von Obermünster, Tegernsee, Freising, Kloster Ebersberg
- Ulrich († 1032), Kanzler am Hofe der Kaiser Heinrich und Konrad (1024–1032)
- Ulrich, Vizegraf von Nablus
- Ulrich (1487–1550), Herzog von Württemberg
- Ulrich (1527–1603), Herzog zu Mecklenburg
- Ulrich (1617–1671), Herzog von Württemberg, Linie Neuenbürg

###### Ulrich H
- Ulrich Hofmaier († 1346), deutscher Jurist, Diplomat und Protonotar

###### Ulrich I
- Ulrich I., Bischof von Chur (zwischen 1000 und 1024)
- Ulrich I. († 1070), Markgraf von Krain und Istrien sowie Graf von Weimar
- Ulrich I. († 1144), Herzog von Kärnten
- Ulrich I., steirischer Ministeriale
- Ulrich I. († 1300), Adliger des Hauses Falkenstein
- Ulrich I. († 1334), Abt im Kloster St. Blasien
- Ulrich I., Regent der Grafschaft Regenstein
- Ulrich I. († 1265), Graf von Württemberg (um 1241–1265)Ulrich I. († 1265)
- Ulrich I., Herr von Hanau

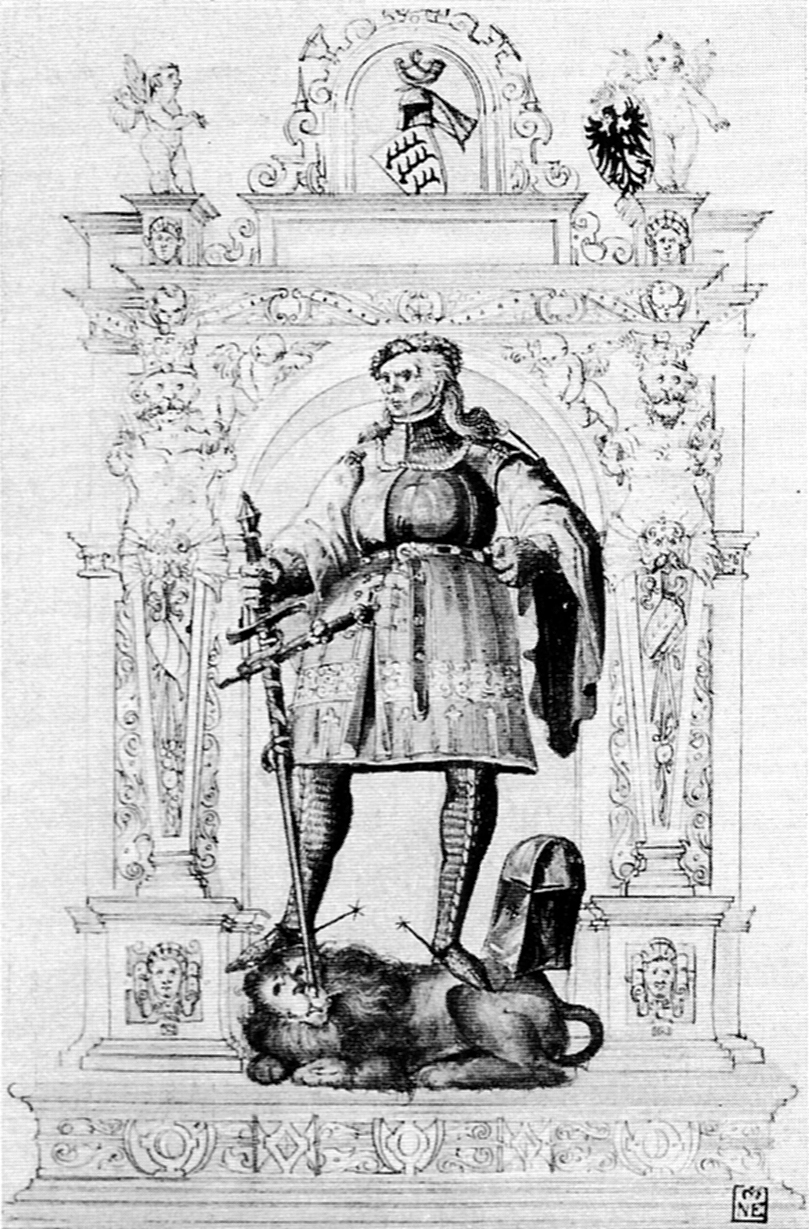
Ulrich I. († 1265)

- Ulrich I. († 1283), Stammvater der Asperger Linie der Pfalzgrafen von Tübingen
- Ulrich I. (1293–1334), Landgraf von Leuchtenberg
- Ulrich I. (1331–1368), Sohn des Grafen Friedrich I.
- Ulrich I. († 1417), Herzog zu Mecklenburg-Stargard
- Ulrich I. († 1466), Sohn des Häuptlings Enno Cirksena von Norden
- Ulrich I. von Colditz († 1315), Bischof von Naumburg
- Ulrich I. von Dürrmenz († 1163), Bischof von Speyer und Reichskanzler von Deutschland
- Ulrich I. von Neuhaus, böhmischer Adliger im Dienst des böhmischen Königs Ottokar II. Přemysl und Unterkämmerer von Böhmen
- Ulrich I. von Ortenburg († 1455), Dompropst von Passau, Archidiakon von Mattsee, Domherr von Passau und Regensburg
- Ulrich I. von Passau († 1121), Klostergründer und Bischof der Diözese Passau
- Ulrich I. von Rapperswil († 1206), Abt des Klosters Einsiedeln
- Ulrich I. von Rechberg, Marschall Philipps von Schwaben
- Ulrich I. von Rosenberg († 1390), böhmischer Adliger, Regent des Hauses Rosenberg
- Ulrich I. von Schaunberg († 1373), Hauptmann ob der Enns
- Ulrich I. von Walsee († 1329), Landeshauptmann der Steiermark
- Ulrich I. von Wettin († 1206), Graf von Wettin
- Ulrich I. Wulp, Stiftspropst von Berchtesgaden
- Ulrich II. († 1076), Abt von St. Gallen
- Ulrich II. († 1249), Landrichter und Vogt
- Ulrich II. († 1341), Graf von Asperg und Beilstein
- Ulrich II. († 1411), Bischof von Lavant
- Ulrich II. († 1524), Graf von Ortenburg
- Ulrich II. († 1112), Graf von Weimar
- Ulrich II. († 1202), Herzog von Kärnten
- Ulrich II. († 1308), Graf von Heunburg
- Ulrich II. († 1279), Graf von Württemberg (1265–1279)
- Ulrich II. († 1346), Herr von Hanau
- Ulrich II. (1406–1456), gefürsteter Graf von CilliUlrich II. (1406–1456)

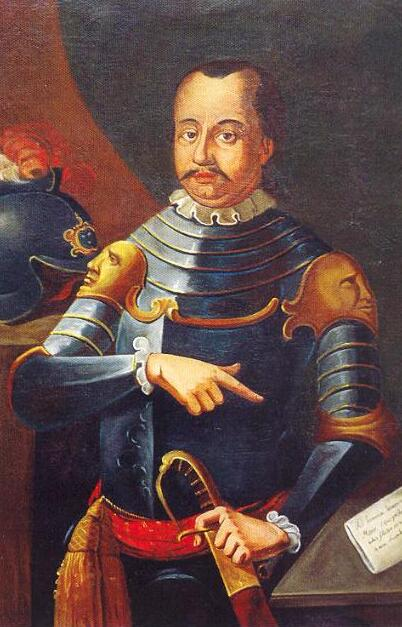
Ulrich II. (1406–1456)

- Ulrich II. († 1471), Herzog zu Mecklenburg-Stargard
- Ulrich II. (1605–1648), Graf von Ostfriesland
- Ulrich II. von Dapfen († 1123), Abt der Reichenau (1088–1123)
- Ulrich II. von Kapellen (1250–1301), Hauptmann und Oberster Landrichter in Österreich ob der Enns
- Ulrich II. von Münzenberg († 1255), deutscher Reichsministeriale
- Ulrich II. von Neuhaus, böhmischer Adliger, Burggraf von Znaim und Unterkämmerer von Böhmen
- Ulrich II. von Passau († 1221), Bischof von Passau
- Ulrich II. von Radefeld († 1409), Bischof von Naumburg
- Ulrich II. von Rechberg, Bischof von Speyer
- Ulrich II. von Rosenberg (1403–1462), Statthalter in Böhmen
- Ulrich II. von Schönegg († 1337), Bischof von Augsburg
- Ulrich II. von Treffen († 1182), Patriarch von Aquileia
- Ulrich II. von Walsee († 1359), Landeshauptmann der Steiermark
- Ulrich II. von Winneden († 1277), Abt des Klosters Einsiedeln
- Ulrich III. († 1269), Herzog von Kärnten
- Ulrich III. († 1344), Graf von Württemberg (1325–1344)
- Ulrich III., Herr von Hanau
- Ulrich III. von Neuhaus (1299–1349), böhmischer Adliger
- Ulrich III. von Ortenburg (1532–1586), bayerischer Adeliger
- Ulrich III. von Rosenberg (1471–1513), böhmischer Adliger
- Ulrich IV., Graf von Pfannberg
- Ulrich IV. († 1366), Graf von Württemberg (1344–1362)
- Ulrich IV. († 1380), Herr von Hanau
- Ulrich IV. von Lenzburg († 1173), Graf
- Ulrich IV. von Neuhaus, böhmischer Adliger
- Ulrich IV. von Walsee, Landeshauptmann der Steiermark
- Ulrich IX. († 1524), Regent der Grafschaften Regenstein und Blankenburg

###### Ulrich M
- Ulrich Moser († 1297), Abt im Kloster Wessobrunn (1280–1286), sowie im Kloster Ebersberg (1286–1297)

###### Ulrich V
- Ulrich V. (1287–1354), Graf von Pfannberg, Vogt von Obernburg, Marschall von Österreich und Hauptmann von Kärnten
- Ulrich V. († 1419), Herr von Hanau
- Ulrich V. (1413–1480), Graf von Württemberg (1433–1441); Graf von Württemberg-Stuttgart (1441–1480)
- Ulrich V. von Neuhaus († 1421), böhmischer Adeliger und höchster Münzmeister von Böhmen
- Ulrich VII. († 1410), Regent der Grafschaften Regenstein und Blankenburg
- Ulrich VII. von Montfort-Tettnang († 1520), Letzter männlicher Namensträger des Hauses Montfort-Tettnang
- Ulrich VIII. († 1489), Regent der Grafschaften Regenstein und Blankenburg
- Ulrich von Adelberg († 1216), Propst des Prämonstratenser-Klosters Adelberg
- Ulrich von Ahelfingen († 1339), Adliger und Ellwanger Ministeriale
- Ulrich von Albeck († 1431), Bischof von Seckau
- Ulrich von Attems (1082–1170), Markgraf von Tuszien
- Ulrich von Augsburg (890–973), Bischof von AugsburgUlrich von Augsburg (890–973)

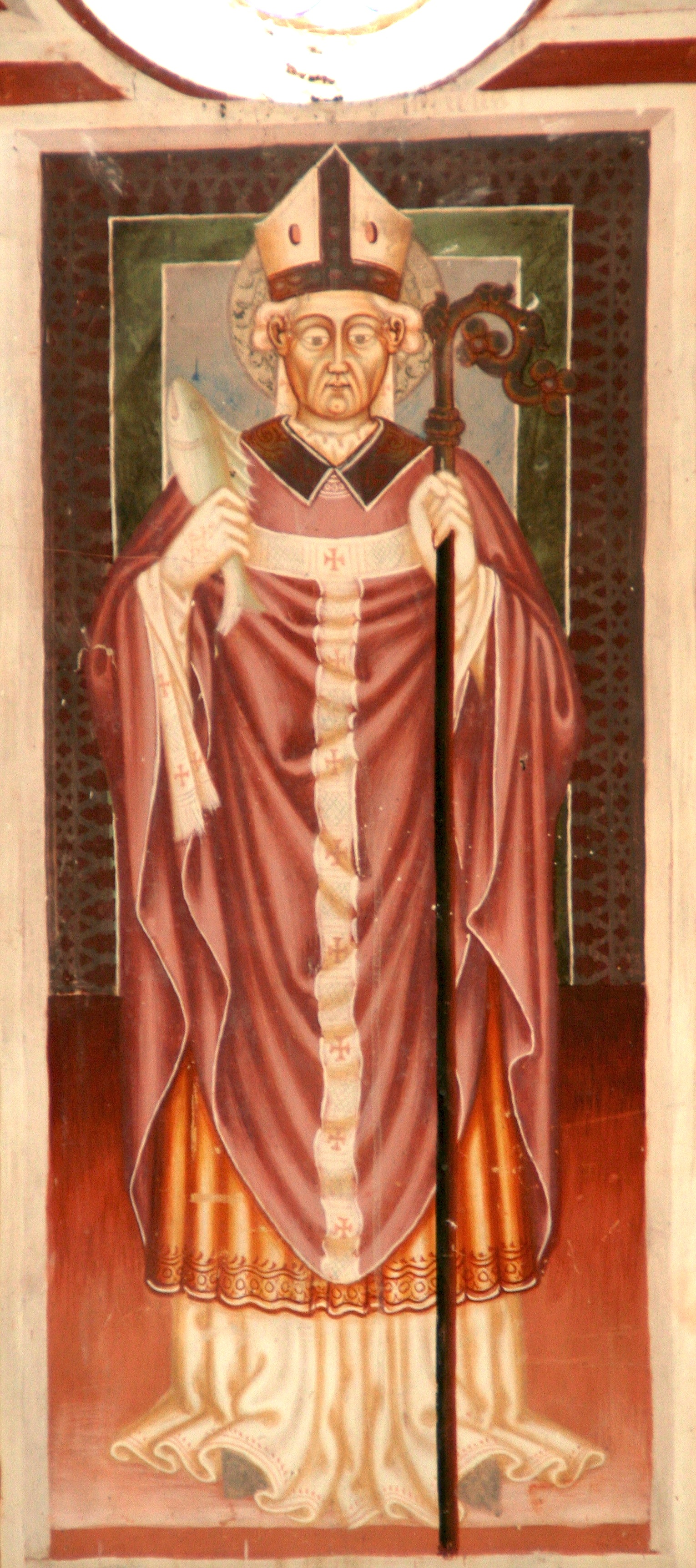
Ulrich von Augsburg (890–973)

- Ulrich von Bamberg, katholischer Geistlicher und Chronist
- Ulrich von Berg (1166–1205), Graf
- Ulrich von Brünn († 1113), Fürst von Mähren (1092–1113)
- Ulrich von Dänemark (1578–1624), dänischer Prinz und Administrator der Bistümer Schleswig und Schwerin
- Ulrich von Dänemark (1611–1633), dänischer Prinz, Administrator des Bistums Schwerin, kursächsischer Reiter-General
- Ulrich von dem Türlin, mittelhochdeutscher Epiker
- Ulrich von Dornum († 1536), ostfriesischer Häuptling
- Ulrich von Drolshagen (Domherr), Domherr in Münster
- Ulrich von Drolshagen, Domherr in Münster
- Ulrich von Eppenstein († 1121), Abt von St. Gallen, Gegenabt von Reichenau und Patriarch von Aquileia
- Ulrich von Etzenbach, mittelhochdeutscher Dichter
- Ulrich von Friedingen († 1358), Bischof von Konstanz
- Ulrich von Gutenburg, Minnesänger
- Ulrich von Güttingen († 1277), Abt der Fürstabtei St. Gallen
- Ulrich von Halberstadt († 1180), Bischof von Halberstadt
- Ulrich von Hardegg († 1535), österreichischer Adliger, Pfandinhaber der Grafschaft Glatz, Reichsgraf und Graf von Glatz
- Ulrich von Heidegg († 1174), Abt der Reichenau (1159–1169)
- Ulrich von Jungingen († 1410), Hochmeister des Deutschen OrdensUlrich von Jungingen († 1410)

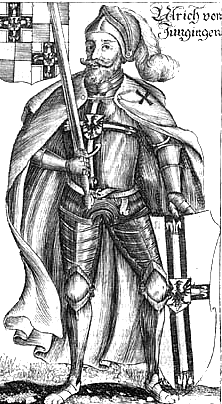
Ulrich von Jungingen († 1410)

- Ulrich von Konstanz († 1140), Bischof von Konstanz
- Ulrich von Kyburg-Dillingen († 1127), Bischof von Konstanz
- Ulrich von Liechtenstein († 1275), mittelhochdeutscher Dichter
- Ulrich von Lilienfeld, römisch-katholischer Geistlicher, Zisterzienser, Abt und Autor (Theologie)
- Ulrich von Lupfen († 1069), Abt der Reichenau (1048–1069)
- Ulrich von Minden († 1097), Bischof von Minden
- Ulrich von Nußdorf († 1479), Bischof von Passau
- Ulrich von Ortenburg (1188–1253), Bischof von Gurk
- Ulrich von Paldau († 1308), Bischof von Seckau
- Ulrich von Passau († 1099), Graf von Finningen, Burggraf von Passau, Graf im Isengau
- Ulrich von Pommern (1589–1622), Bischof von Cammin, nicht-regierender Herzog von Pommern
- Ulrich von Pottenstein, geistlicher Prosaschriftsteller
- Ulrich von Ramschwag (1265–1291), Vogt zu St. Gallen
- Ulrich von Rechberg der Ältere, Herrscher von Kellmünz und Sindelfingen
- Ulrich von Richental († 1437), Historiograph des Konstanzer Konzils
- Ulrich von Sax († 1220), Abt von St. Gallen
- Ulrich von Schlüsselberg († 1322), Bischof von Bamberg (1318–1321) und Brixen (1322)
- Ulrich von Seckau († 1268), Bischof von Seckau und nominell Erzbischof von Salzburg
- Ulrich von Singenberg, mittelhochdeutscher Dichter und Minnesänger
- Ulrich von St. Gallen († 990), Abt des Benediktinerklosters St. Gallen
- Ulrich von Steinfeld († 1170), Propst des Klosters Steinfeld
- Ulrich von Straßburg († 1277), Theologe und Dominikaner
- Ulrich von Tarasp († 1096), Bischof von Chur
- Ulrich von Türheim, deutscher Dichter des Mittelalters
- Ulrich von Veringen († 1200), Abt des Klosters St. Gallen (1199–1200)
- Ulrich von Wildhaus († 1351), Bischof von Gurk
- Ulrich von Winterstetten, mittelhochdeutscher Dichter
- Ulrich von Württemberg († 1348), Graf von Württemberg, Domherr in Speyer
- Ulrich von Württemberg († 1388), Grafensohn in Württemberg
- Ulrich von Zatzikhoven, mittelhochdeutscher Verfasser eines Artusepos'
- Ulrich von Zell († 1093), Benediktiner und Gründer des Klosters St. Ulrich im Schwarzwald; Heiliger
- Ulrich von Znaim, tschechischer Priester und Reformator

###### Ulrich W
- Ulrich Welzer († 1359), salzburgischer römisch-katholischer Geistlicher

###### Ulrich X
- Ulrich X. (1499–1551), Regent der Grafschaften Regenstein und Blankenburg

###### Ulrich,
- Ulrich, Abraham (1526–1577), deutscher evangelischer Theologe
- Ulrich, Adolf (1829–1911), preußischer Landrat des Kreises Saarbrücken
- Ulrich, Adolf (1860–1889), deutscher Historiker und Archivleiter
- Ulrich, Alexander (* 1971), deutscher Politiker (BSW, Die Linke), MdB
- Ulrich, Andreas (* 1960), deutscher Fernsehjournalist und -moderatorAndreas Ulrich (* 1960)

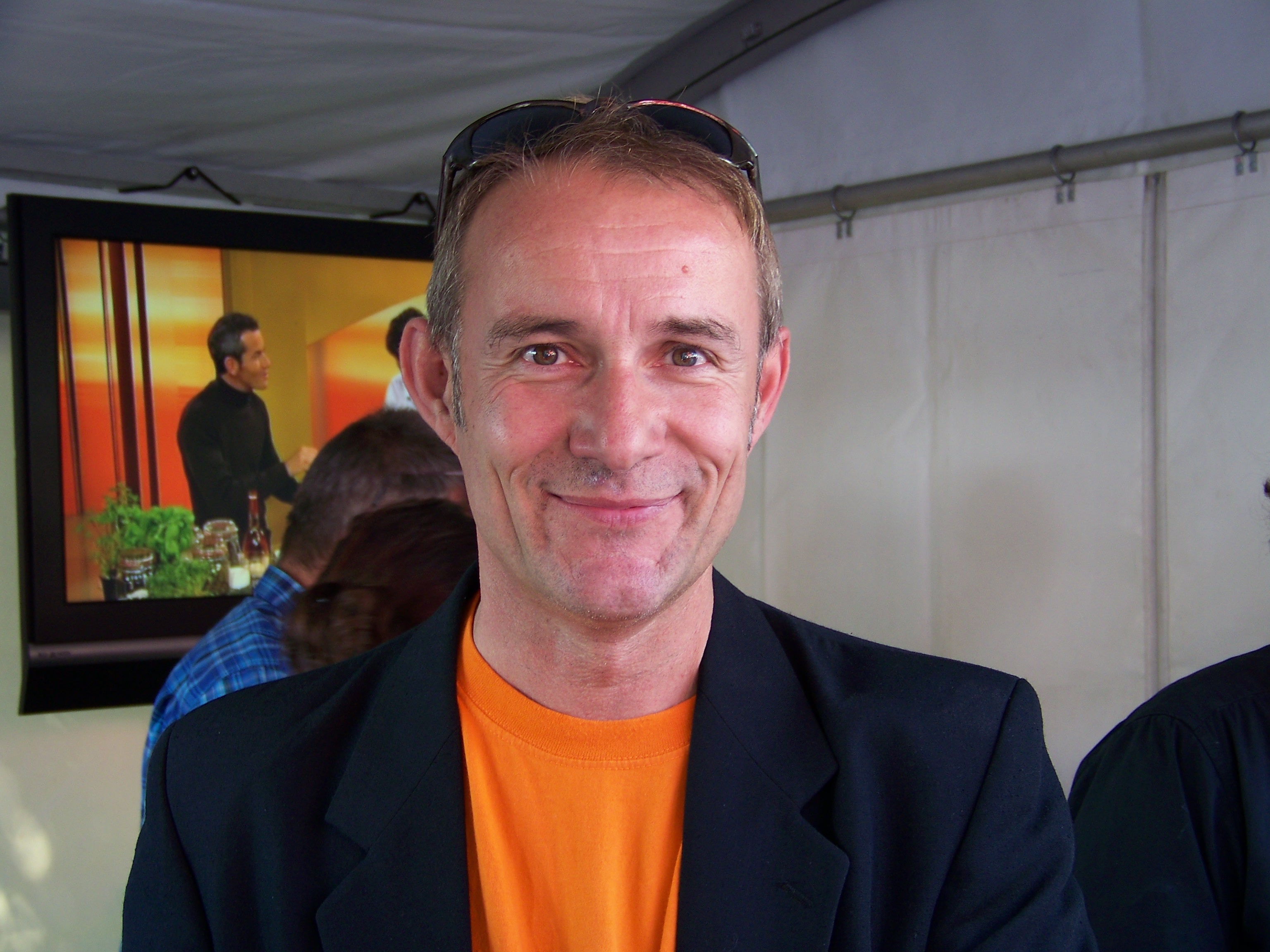
Andreas Ulrich (* 1960)

- Ulrich, Anne (* 1966), deutsche Chemikerin und Hochschullehrerin
- Ulrich, Anton Ludwig (1751–1834), deutscher Unternehmer der Montanindustrie in vor- und frühindustrieller Zeit
- Ulrich, Armin (* 1966), deutscher Fernsehregisseur
- Ulrich, Arthur (1882–1958), deutscher Jurist und Politiker (DVP), MdBB, Syndicus der Handelskammer Bremen
- Ulrich, Bernd, deutscher Mathematiker
- Ulrich, Bernd (1956–2024), deutscher Historiker und Publizist
- Ulrich, Bernd (* 1960), deutscher JournalistBernd Ulrich (* 1960)

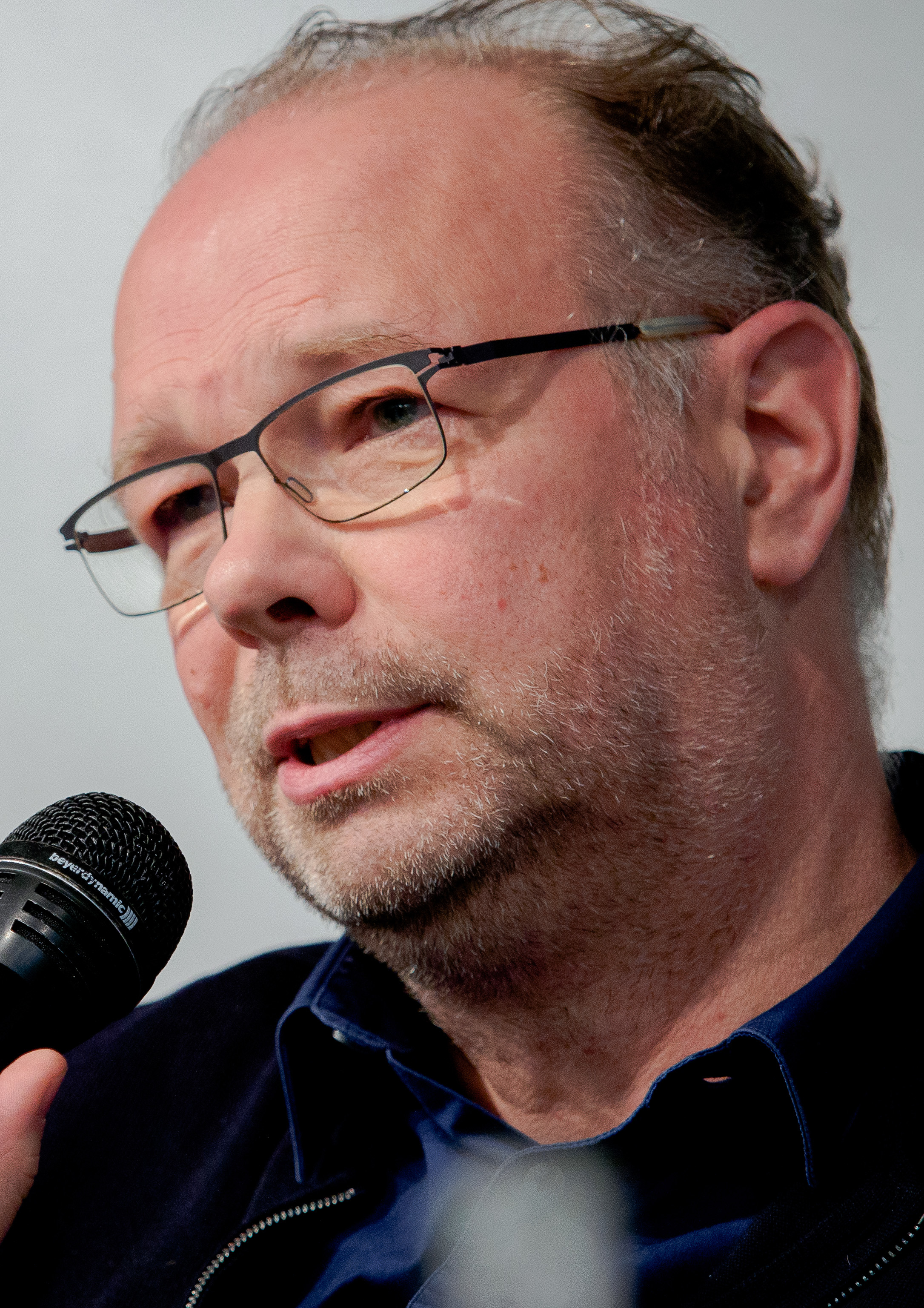
Bernd Ulrich (* 1960)

- Ulrich, Bernhard (1926–2015), deutscher Forstwissenschaftler, Bodenkundler und Ökosystemforscher
- Ulrich, Bernhard (* 1967), deutscher Schauspieler
- Ulrich, Boas, deutscher Formschneider, Briefmaler und Verleger
- Ulrich, Brian (* 1971), US-amerikanischer Fotograf
- Ulrich, Carl (1853–1933), deutscher Politiker (SPD), MdR und erster Ministerpräsident des „Volksstaates Hessen“ (1919–1928)
- Ulrich, Caspar Ignaz (1788–1863), deutscher Jurist und preußischer Abgeordneter
- Ulrich, Charles Frederic (1858–1908), amerikanisch-deutscher Maler
- Ulrich, Christian (1836–1909), österreichischer Architekt und Ingenieur
- Ulrich, Christian (1894–1969), deutscher Landrat und Bürgermeister
- Ulrich, Christin (* 1990), deutsche Gewichtheberin
- Ulrich, Christoph (* 1968), deutscher Jurist
- Ulrich, Christoph (* 1972), Schweizer Autorennfahrer
- Ulrich, Cornelia (* 1967), deutsche Epidemiologin und Hochschullehrerin am Universitätsklinikum Heidelberg
- Ulrich, Curt von (1876–1946), deutscher Politiker (NSDAP), MdR, Oberpräsident der preußischen Provinz SachsenCurt von Ulrich (1876–1946)

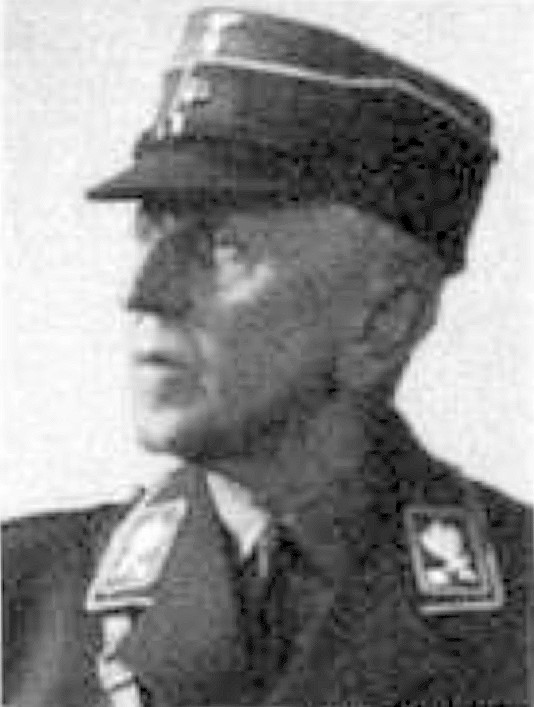
Curt von Ulrich (1876–1946)

- Ulrich, Dario (* 1998), Schweizer Fussballspieler
- Ulrich, Dieter (* 1958), Schweizer Musiker und Kunsthistoriker
- Ulrich, Dirk (* 1954), deutscher Fußballtorwart
- Ulrich, Eduard (1813–1881), Jurist und Politiker
- Ulrich, Edward Oscar (1857–1944), US-amerikanischer Paläontologe
- Ulrich, Egbert (* 1962), deutscher Politiker (CDU), MdL
- Ulrich, Elke (1940–2017), deutsche Malerin und Grafikerin
- Ulrich, Erika (* 1943), Schweizer Bogenschützin
- Ulrich, Ferdinand (1931–2020), deutscher Philosoph
- Ulrich, Fernando (* 1952), portugiesischer Bankmanager
- Ulrich, Frank, deutscher Heavy-Metal-Schlagzeuger
- Ulrich, Franz Heinrich (1910–1987), deutscher Bankier
- Ulrich, Friedrich-Wilhelm (* 1953), deutscher Ruderer und Olympiasieger
- Ulrich, Fritz (1888–1969), deutscher Politiker (SPD), MdR, MdL
- Ulrich, Fritz (1924–1975), deutscher Kunstschmied
- Ulrich, Fritz Eckhard (1935–1992), deutscher Internist, Endokrinologe, und Dichter
- Ulrich, Georg Heinrich Friedrich (1830–1900), deutsch-australischer Geologe und Mineraloge
- Ulrich, Georges-Simon (* 1968), schweizerischer Statistikbeamter, Direktor des Bundesamts für Statistik (BFS)
- Ulrich, Gerhard (* 1951), deutscher lutherischer Bischof
- Ulrich, Götz (* 1969), deutscher Politiker (CDU) und Landrat des BurgenlandkreisesGötz Ulrich (* 1969)

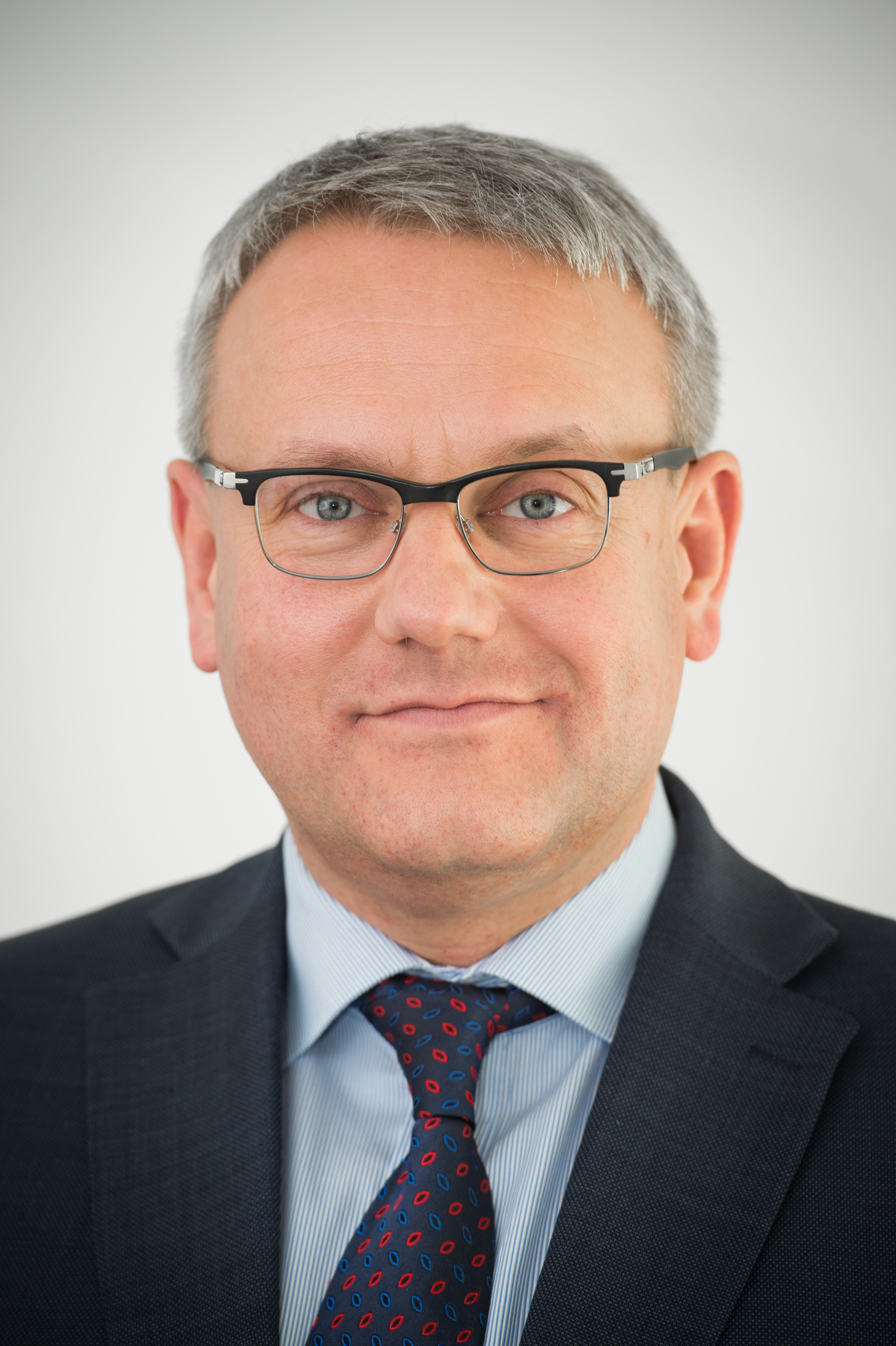
Götz Ulrich (* 1969)

- Ulrich, Gustav (1880–1971), deutscher Architekt, Baubeamter und Denkmalpfleger
- Ulrich, Gustav (1882–1953), deutscher Richter und Politiker (CDU), MdL Rheinland-Pfalz
- Ulrich, Hans (1903–1993), deutscher Schauspieler
- Ulrich, Hans (* 1914), deutscher Politiker (NDPD), MdV
- Ulrich, Hans (1919–1997), Schweizer Wirtschaftswissenschaftler
- Ulrich, Hans Caspar (1880–1950), Schweizer Maler, Zeichner und Lithograf
- Ulrich, Hans Günter (* 1942), deutscher evangelischer Theologe
- Ulrich, Hans W. (1898–1979), deutscher Schauspieler, Schriftsteller und Journalist
- Ulrich, Hans-Herbert (1886–1971), deutscher Filmproduzent
- Ulrich, Heike (* 1963), deutsche Schauspielerin, Sängerin und Drehbuchautorin
- Ulrich, Heinrich (1871–1943), österreichischer Politiker (SdP), Abgeordneter zum Nationalrat
- Ulrich, Heinrich (1876–1924), deutscher Glockengießer
- Ulrich, Heinrich-Hermann (1914–1983), deutscher Theologe und Direktor im Diakonischen Werk
- Ulrich, Heinz (1917–1973), deutscher Theater- und Filmschauspieler
- Ulrich, Helmut (1913–1970), deutscher Tischtennisspieler
- Ulrich, Helmut (* 1942), deutscher Autor
- Ulrich, Helmut (* 1956), deutscher Maler und Bildhauer
- Ulrich, Herbert (1921–2002), tschechisch-österreichisch-deutscher Eishockeyspieler und -trainer
- Ulrich, Herbert (* 1971), deutscher SchauspielerHerbert Ulrich (* 1971)

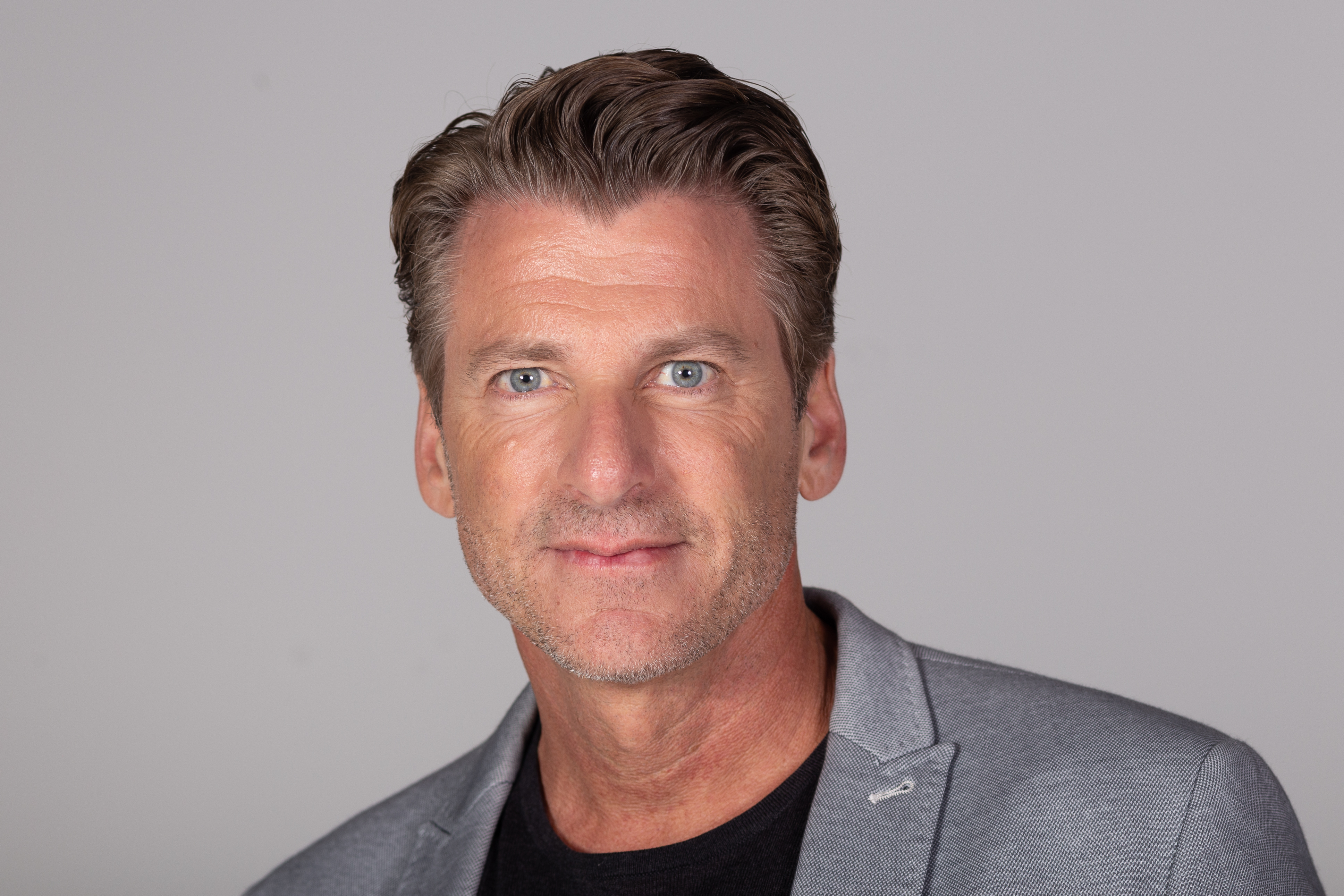
Herbert Ulrich (* 1971)

- Ulrich, Holde-Barbara (* 1940), deutsche Journalistin und Autorin
- Ulrich, Hubert (* 1957), saarländischer Politiker (parteilos, Bündnis 90/Die Grünen), MdL, MdB
- Ulrich, Hugo (1827–1872), deutscher Komponist
- Ulrich, Jakob (1856–1906), Schweizer Romanist
- Ulrich, Jayden (* 2002), US-amerikanische Diskuswerferin
- Ulrich, Jennifer (* 1984), deutsche SchauspielerinJennifer Ulrich (* 1984)

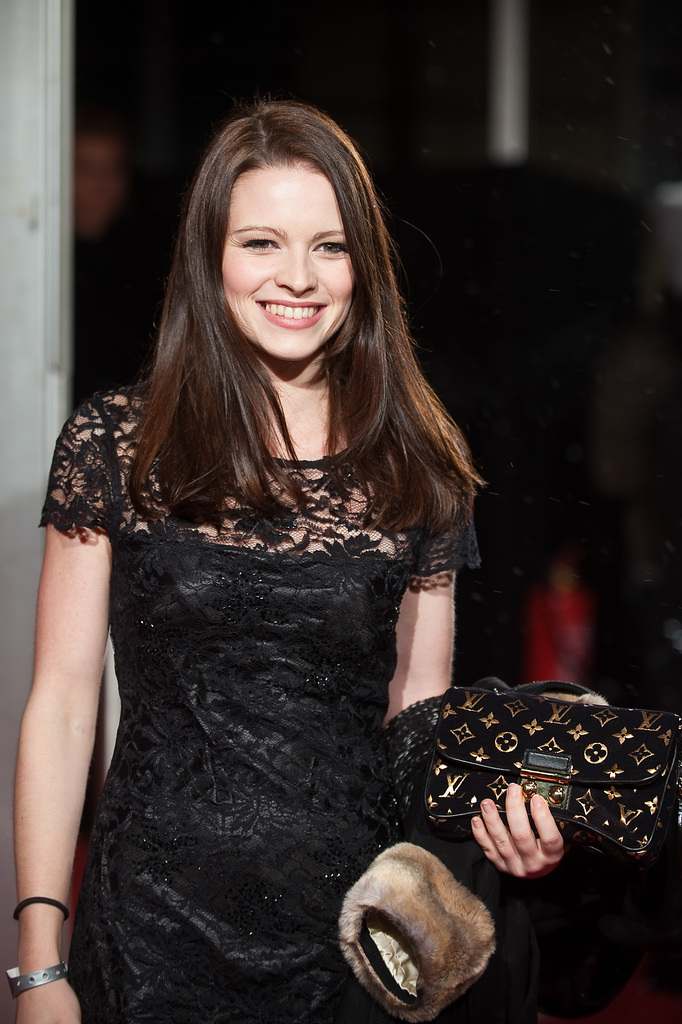
Jennifer Ulrich (* 1984)

- Ulrich, Jing (* 1967), chinesische Managerin
- Ulrich, Jochen (1944–2012), deutscher Choreograf und Tänzer
- Ulrich, Johann August Heinrich (1746–1813), deutscher Philosoph
- Ulrich, Johann Caspar (1705–1768), Schweizer reformierter Pfarrer
- Ulrich, Johann Heinrich (1665–1730), Schweizer reformierter Pfarrer und Theologe
- Ulrich, Johann Jakob (1569–1638), Schweizer evangelischer Geistlicher und Hochschullehrer
- Ulrich, Johann Jakob (1602–1668), Schweizer evangelischer Geistlicher und Hochschullehrer
- Ulrich, Johann Jakob (1798–1877), Schweizer Kunstmaler und Zeichner
- Ulrich, Johann Michael (1782–1843), deutscher Gutsbesitzer und Politiker
- Ulrich, Johann Rudolf (1728–1795), Schweizer evangelischer Geistlicher und Hochschullehrer
- Ulrich, Jörg (* 1960), deutscher evangelischer Theologe, Kirchenhistoriker
- Ulrich, Josef (1894–1971), deutscher Verwaltungsjurist und Regierungspräsident der Oberpfalz und von Niederbayern
- Ulrich, Josef (1916–2007), Schweizer Politiker (CVP)
- Ulrich, Jürg (1930–2017), Schweizer Mediziner und Historiker
- Ulrich, Jürgen (1939–2007), deutscher Komponist und Hochschullehrer
- Ulrich, Justus (1835–1900), deutscher Brauer und Politiker (NLP), MdR
- Ulrich, Karl August (1776–1826), preußischer Domänenpächter
- Ulrich, Karl Friedrich, deutscher Glockengießer
- Ulrich, Kurt (1905–1967), deutscher Filmproduzent
- Ulrich, Kurt (* 1926), deutscher Schauspieler und Regisseur
- Ulrich, Lars (* 1963), dänischer Musiker, Schlagzeuger der Band MetallicaLars Ulrich (* 1963)

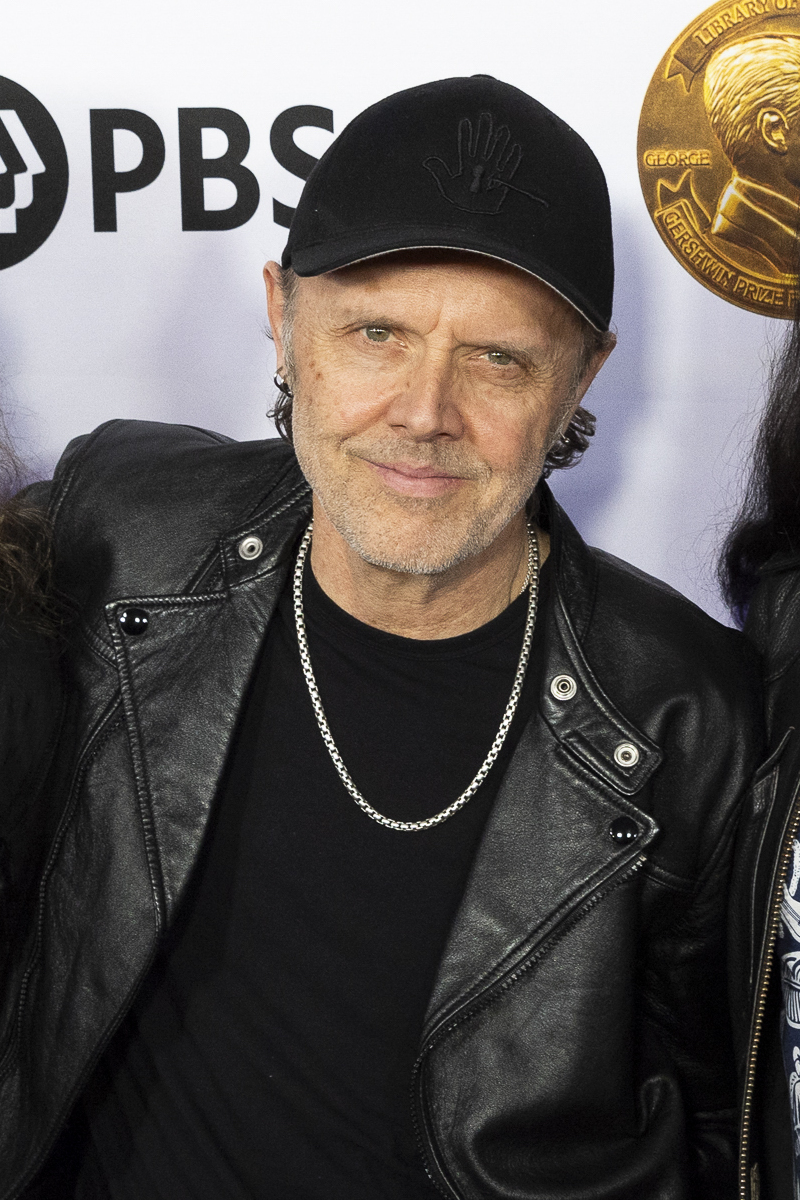
Lars Ulrich (* 1963)

- Ulrich, Laurel Thatcher (* 1938), US-amerikanische Historikerin
- Ulrich, Laurent (* 1951), französischer Geistlicher, römisch-katholischer Erzbischof von Paris
- Ulrich, Laurin (* 2005), deutscher Fußballspieler
- Ulrich, Ludwig (1896–1980), deutscher Landwirt und Politiker (BCSV, CDU)
- Ulrich, Manfred (* 1949), deutscher Volkssänger
- Ulrich, Manuel (* 1986), deutscher Koch
- Ulrich, Marcel (1880–1933), französischer Ingenieur und Politiker, Mitglied der Nationalversammlung
- Ulrich, Marek (* 1997), deutscher Schwimmsportler
- Ulrich, Maria (1894–1967), Schweizer Schriftstellerin
- Ulrich, Marina (* 1997), österreichische Politikerin (ÖVP), Landtagsabgeordnete in Tirol
- Ulrich, Martin (* 1969), österreichischer Eishockeyspieler und -trainer
- Ulrich, Martin (* 1985), deutscher Wildwasser-Kanute
- Ulrich, Marvin (* 1990), deutscher Radio-Moderator
- Ulrich, Matthias (1950–2024), deutscher Schriftsteller
- Ulrich, Melchior (1802–1893), Schweizer Alpinist und reformierter Theologe
- Ulrich, Michel (* 2000), deutscher Fußballspieler
- Ulrich, Oskar (1862–1946), deutscher Lehrer, Schuldirektor, Heimatkundler und Autor
- Ulrich, Paul G. (* 1959), deutscher Jazzmusiker (Kontrabass)
- Ulrich, Paul S. (1944–2023), US-amerikanischer Bibliothekar und Theaterwissenschaftler in Berlin
- Ulrich, Pauline (1835–1916), deutsche Schauspielerin
- Ulrich, Peter, deutscher Baumeister
- Ulrich, Peter (1770–1858), Montanindustrieller, Gutsbesitzer
- Ulrich, Peter (1800–1881), Bürgermeister und nassauischer Politiker
- Ulrich, Peter (1928–2011), deutscher Politologe und Politiker (SPD), MdA
- Ulrich, Peter (* 1938), deutscher Kybernetiker
- Ulrich, Peter (* 1948), Schweizer WirtschaftswissenschaftlerPeter Ulrich (* 1948)

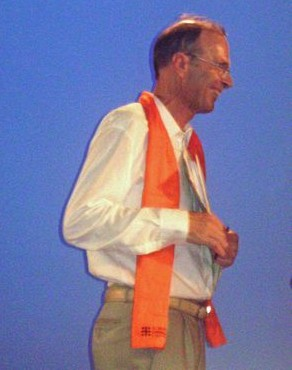
Peter Ulrich (* 1948)

- Ulrich, Peter (* 1953), deutscher Theologe
- Ulrich, Philipp Adam (1692–1748), Rechtsgelehrter
- Ulrich, Rainer (1949–2023), deutscher Fußballspieler und -trainer
- Ulrich, Renato (* 1983), Schweizer Freestyle-Skisportler
- Ulrich, Richard (* 1942), deutscher Spieleautor
- Ulrich, Robert (1888–1952), deutscher Diplomat
- Ulrich, Roland (1913–1971), französischer Radrennfahrer
- Ulrich, Rolf (1921–2005), deutscher Kabarettist und Texter/Autor
- Ulrich, Rolf (* 1951), deutscher Diplomat
- Ulrich, Rudolf (1922–1997), deutscher Schauspieler und Synchronsprecher
- Ulrich, Rudolph (1819–1905), preußischer Verwaltungsjurist und Landrat
- Ulrich, Sarah (* 1988), deutsche Schauspielerin
- Ulrich, Silke (* 1987), deutsche Mountainbikerin
- Ulrich, Skeet (* 1970), US-amerikanischer SchauspielerSkeet Ulrich (* 1970)

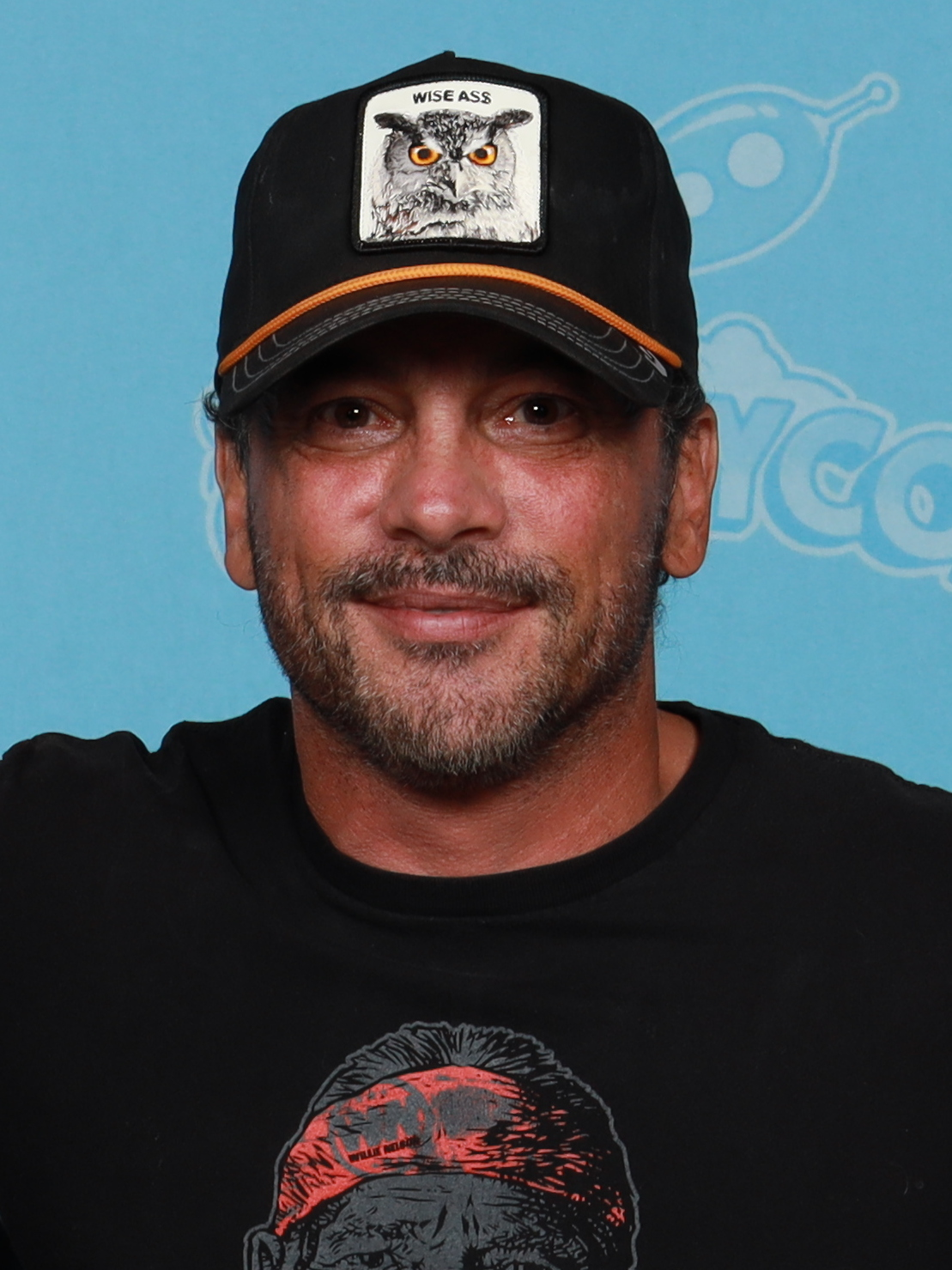
Skeet Ulrich (* 1970)

- Ulrich, Stefan (* 1963), deutscher Journalist und Schriftsteller
- Ulrich, Stefan (* 1976), deutscher Wasserspringer
- Ulrich, Sylvia (* 1943), deutsche Drehbuchautorin und Schauspielerin
- Ulrich, Theodor (1790–1871), deutscher Unternehmer
- Ulrich, Theodor Ferdinand (1825–1896), deutscher Hüttenmann und Politiker (Zentrum), MdR
- Ulrich, Thomas (* 1967), Schweizer Bergsteiger, Outdoor-Fotograf und Autor
- Ulrich, Thomas (* 1975), deutscher Boxer
- Ulrich, Tomas (* 1958), US-amerikanischer Cellist und Komponist
- Ulrich, Torben (1928–2023), dänischer Schriftsteller, Musiker, Filmemacher und Tennisspieler
- Ulrich, Ulrike (* 1968), deutsche Schriftstellerin
- Ulrich, Ursula (* 1911), deutsche Schauspielerin
- Ulrich, Uschi (* 1959), österreichische Tennisspielerin
- Ulrich, Walter (1912–1965), tschechoslowakischer Eishockeyspieler
- Ulrich, Wassili Wassiljewitsch (1889–1951), sowjetischer Jurist, Generaloberst und Vorsitzender des Militärkollegiums des Obersten Gerichts der UdSSR (1926–1948)
- Ulrich, Werner (1900–1977), deutscher Bienenkundler und Hochschullehrer
- Ulrich, Wilhelm (1604–1661), schwedischer Statthalter in Estland
- Ulrich, Wilhelm (1817–1872), Ministerialbeamter und Abgeordneter (Zentrum)
- Ulrich, Wilhelm (1890–1971), deutscher Architekt
- Ulrich, Wilhelm Otto Cornelius Alexander von (1810–1891), russischer General der Infanterie, Gouverneur von Estland
- Ulrich, Winfried (* 1941), deutscher Germanist und Sprachwissenschaftler
- Ulrich, Wolf-Christian (* 1975), deutscher Journalist und ModeratorWolf-Christian Ulrich (* 1975)

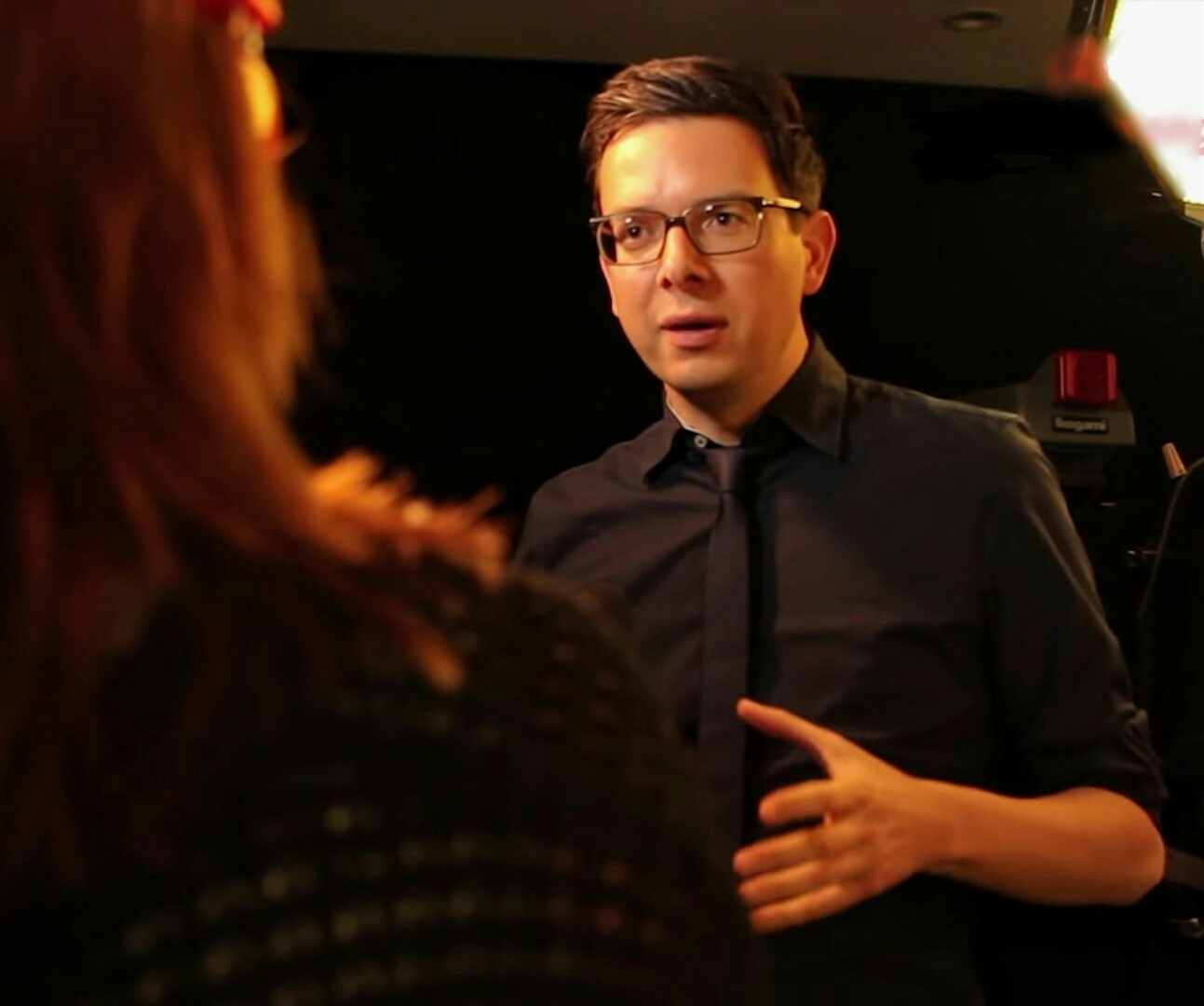
Wolf-Christian Ulrich (* 1975)

- Ulrich, Wolfgang (* 1939), österreichischer Jurist und ehemaliger Generaldirektor der Bank Burgenland

###### Ulrich-L
- Ulrich-Lynge, Steffen (* 1956), grönländischer Politiker (Siumut), Ingenieur und Beamter

###### Ulrich-P
- Ulrich-Pur, Peter (1931–2007), österreichischer Präsident des Fechtverbandes (1971–1987)

###### Ulrich-V
- Ulrich-Vögtlin, Ursula (* 1947), Schweizer Politikerin (SP)

###### Ulricho
- Ulrichová, Klára (* 2004), tschechische Skispringerin

###### Ulrichs
- Ulrichs, Arthur (1838–1927), deutscher Forstmann und Initiator des Skifahrens im Harz
- Ulrichs, Christian (* 1968), deutscher Biologe
- Ulrichs, Hans-Georg (* 1966), deutscher evangelischer Theologe und Religionshistoriker
- Ulrichs, Heinrich (1807–1843), deutscher Klassischer Philologe
- Ulrichs, Hermann Friedrich (1809–1865), deutscher Schiffbaumeister
- Ulrichs, Karl (1863–1934), deutscher Theaterschauspieler, -regisseur und Intendant
- Ulrichs, Karl Friedrich (* 1966), deutscher evangelischer Theologe
- Ulrichs, Karl Heinrich (1825–1895), deutscher Jurist und LGBT-MenschenrechtlerKarl Heinrich Ulrichs (1825–1895)

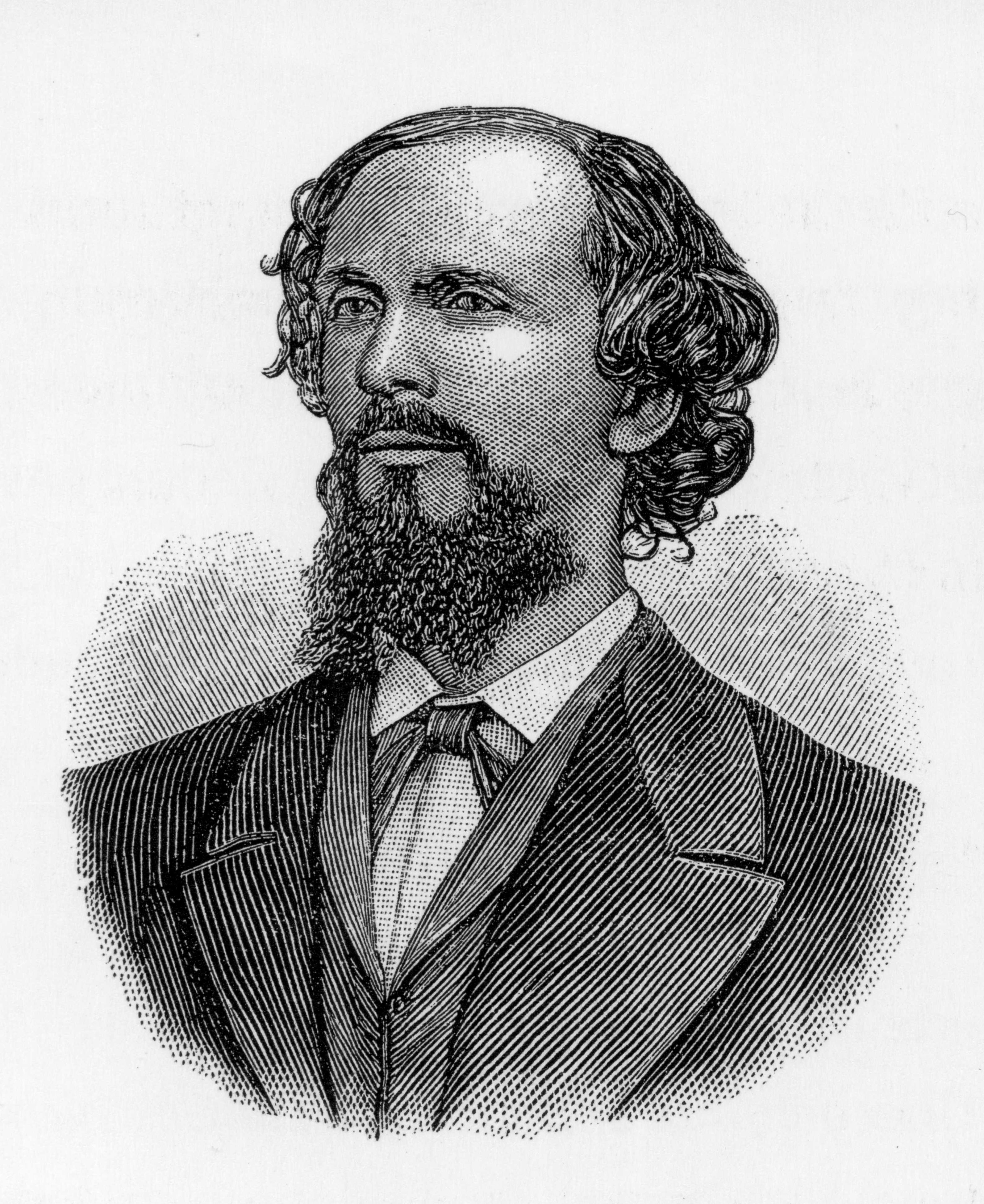
Karl Heinrich Ulrichs (1825–1895)

- Ulrichs, Søren (* 1963), dänischer Schauspieler und Synchronsprecher
- Ulrichs, Timm (* 1940), deutscher Künstler und Hochschullehrer
- Ulrichs, Timo (* 1971), deutscher Epidemiologe

###### Ulrici
- Ulrici, Bernhard (1811–1893), deutscher Verwaltungsbeamter und Parlamentarier
- Ulrici, Carl (1839–1896), deutscher Schriftsteller
- Ulrici, Hellmuth (1874–1950), deutscher Arzt und Klinikdirektor
- Ulrici, Hermann (1806–1884), deutscher Philosoph
- Ulrici, Robert Oswald von (1816–1886), deutscher Forstmann und Beamter
- Ulrici, Rolf (1922–1997), deutscher Schriftsteller
- Ulrici, Sigismund († 1758), deutscher Baumeister und Kartograph
- Ulrici, Werner (1877–1950), deutscher Verwaltungsjurist
- Ulrici, Wilhelm (1869–1935), deutscher Opernsänger (Bass)

###### Ulrick
- Ulrickson, Sommer (* 1973), US-amerikanische Choreographin und Regisseurin

##### Ulrik
- Ulrik, Hans (* 1965), dänischer Jazzsaxophonist
- Ulrika Eleonore (1688–1741), Königin von SchwedenUlrika Eleonore (1688–1741)

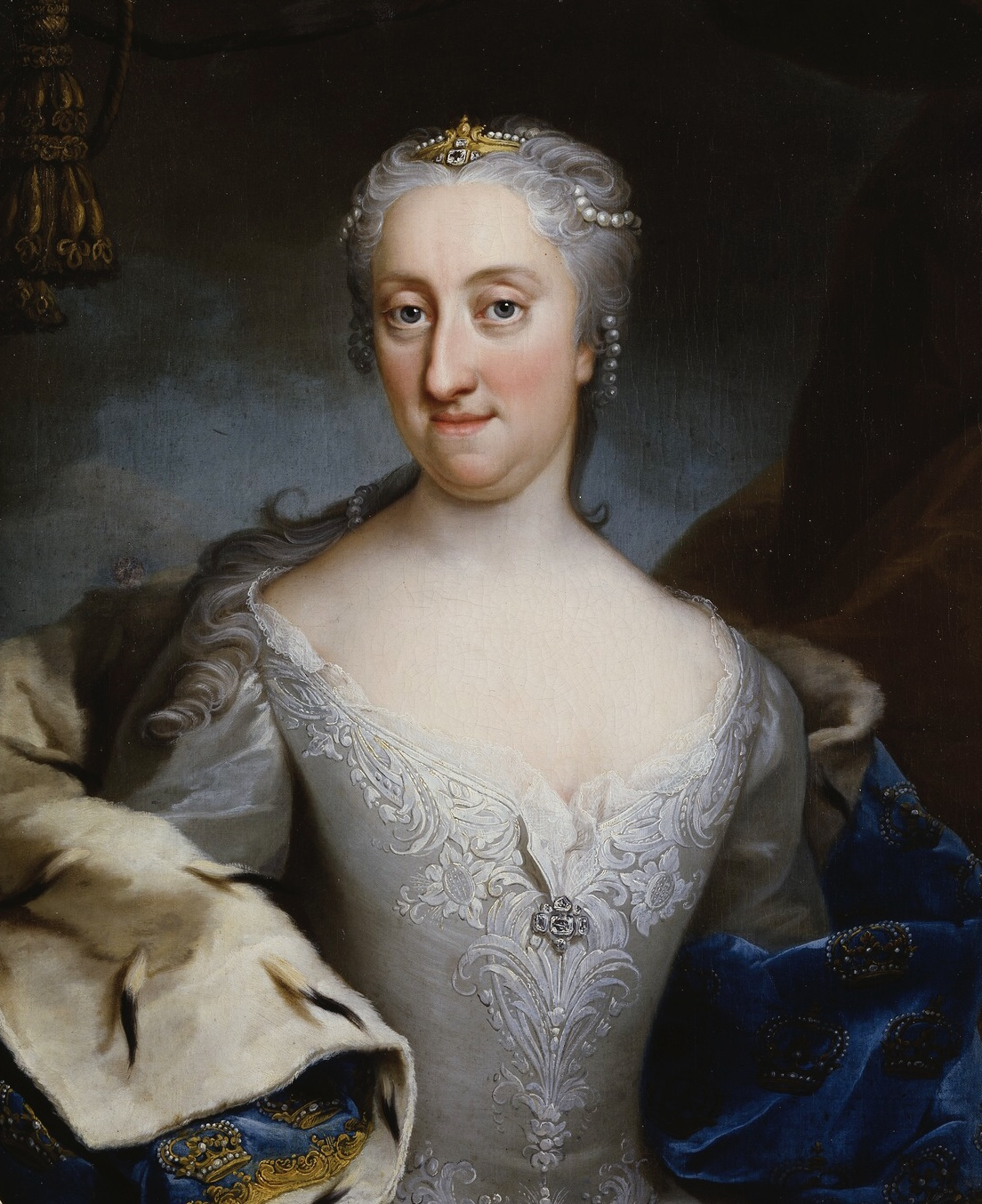
Ulrika Eleonore (1688–1741)

- Ulrikab, Abraham (1845–1881), Inuk
- Ulrike Eleonore von Dänemark (1656–1693), dänische Prinzessin, als Gemahlin Karls XI. Königin von Schweden
- Ulrike Eleonore von Hessen-Philippsthal (1732–1795), Landgräfin von Hessen-Philippsthal
- Ulrike Sophie zu Mecklenburg (1723–1813), Prinzessin; Herzogin zu Mecklenburg

##### Ulrix
- Ulrix, Eugène (1876–1936), belgischer Romanist

### Uls
- Ulsamer, Anton von (1842–1917), deutscher Finanzbeamter
- Ulsamer, Gerhard (1935–1999), deutscher Jurist, Richter am Bundesgerichtshof
- Ulsamer, Josef (1923–2008), deutscher Musiker
- Ulsamer, Leandra (* 1932), deutsche Franziskanerin
- Ulsamer, Lothar (* 1952), deutscher Journalist, Sozialwissenschaftler und Krimiautor
- Ulsamer, Willi (1925–1992), deutscher Buchautor, Historiker und Heimatpfleger
- Ulsaß, Lothar (1940–1999), deutscher Fußballspieler
- Ulschalk († 1231), Bischof von Gurk
- Ulschi, Dschamil al- (1883–1951), syrischer Politiker
- Ulsenheimer, Klaus (* 1940), deutscher Jurist, Rechtsanwalt und außerplanmäßiger Professor der Universität München
- Ulsenius, Theoderich, deutscher Arzt und Dichter
- Ulset, John Ola (* 1980), norwegischer Biathlet und Skilangläufer
- Ulsheimer, Andreas Josua (* 1578), deutscher Arzt und Weltreisender
- Ulshöfer, Gustav (1865–1913), deutscher Turner
- Ulshöfer, Kuno (* 1935), deutscher Historiker und Archivar
- Ulshöfer, Otfried (1930–2021), deutscher Jurist und Politiker (FDP)
- Ulshöfer, Robert (1910–2009), deutscher Pädagoge, Literaturdidaktiker, Publizist und Herausgeber
- Ulshöfer, Waltraud (* 1956), deutsche Politikerin (Bündnis 90/Die Grünen)
- Ulsing, Rune (* 1984), dänischer Badmintonspieler
- Ulsletten, Emil André (* 1993), norwegischer Snowboarder
- Ülsmann, Maria (* 1980), deutsche Juristin, Rechtsanwältin und Richterin
- Ulsrud, Inger-Lise (* 1963), norwegische Organistin und Hochschullehrerin
- Ulsrud, Thomas (1971–2022), norwegischer Curler
- Ulstad, Philipp, deutscher Mediziner und Alchemist
- Ulstadius, Lars († 1732), schwedisch-finnischer lutherischer Geistlicher und radikaler Pietist
- Ulstein, Dag Inge (* 1980), norwegischer Politiker
- Ulstett, Markus (1494–1556), Augsburger Kaufmann, Bürgermeister und Stadtpfleger

### Ult
- Ültanır, Erkan (* 1965), türkischer Fußballspieler
- Ultanus, irischer Mönch und Heiliger
- Ultimo (* 1996), italienischer Popsänger und RapperUltimo (* 1996)

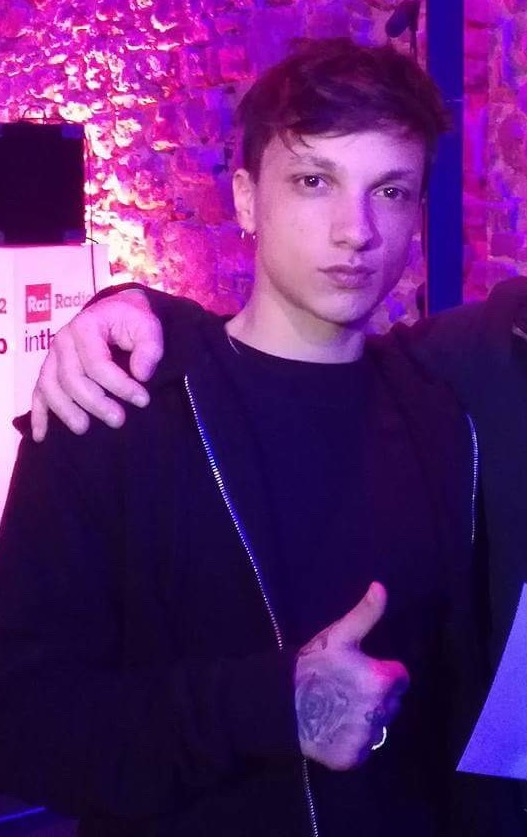
Ultimo (* 1996)

- Ultra Violet (1935–2014), französisch-US-amerikanische Künstlerin und Autorin
- Ultsch, Christian (* 1969), österreichischer Journalist
- Ultsch, Detlef (* 1955), erster deutscher Judo-Weltmeister
- Ultvedt, Fredrik (* 1961), schwedischer Schauspieler
- Ultvedt, Per Olof (1927–2006), finnischer kinetischer Künstler
- Ultzmann, Robert (1842–1889), österreichischer Mediziner

### Ulu
- Ulubabjan, Wardges (* 1968), armenischer Politiker und Parlamentsabgeordneter der Republik Arzach
- Uluç, Aykut (* 1993), türkischer Fußballspieler
- Uluç, Hıncal (1939–2022), türkischer Journalist und Kritiker
- Uluç, Murat (* 1981), türkischer Fußballspieler
- Uluç, Narin (* 1985), türkische Badmintonspielerin
- Ulucan, Mustafa (* 1959), türkischer Fußballspieler und -trainer
- Uluçyan, Samuel-Agop (1925–2002), türkischer Schauspieler armenischer Abstammung
- Uludağ, Alper (* 1990), belgisch-türkischer Fußballspieler
- Uludag, Özgür (* 1976), türkischstämmiger Journalist, Videojournalist und Autor
- Uludoğan, Naim (1911–2010), türkischer Maler, Offizier
- Uludong, Ngedikes Olai (* 1979), palauische Diplomatin
- Ulueren, Ahmet Melih (* 1955), türkischer Diplomat
- Ulufa'alu, Bartholomew (1950–2007), salomonischer Politiker
- Uluğ, Derya (* 1986), türkische SängerinDerya Uluğ (* 1986)

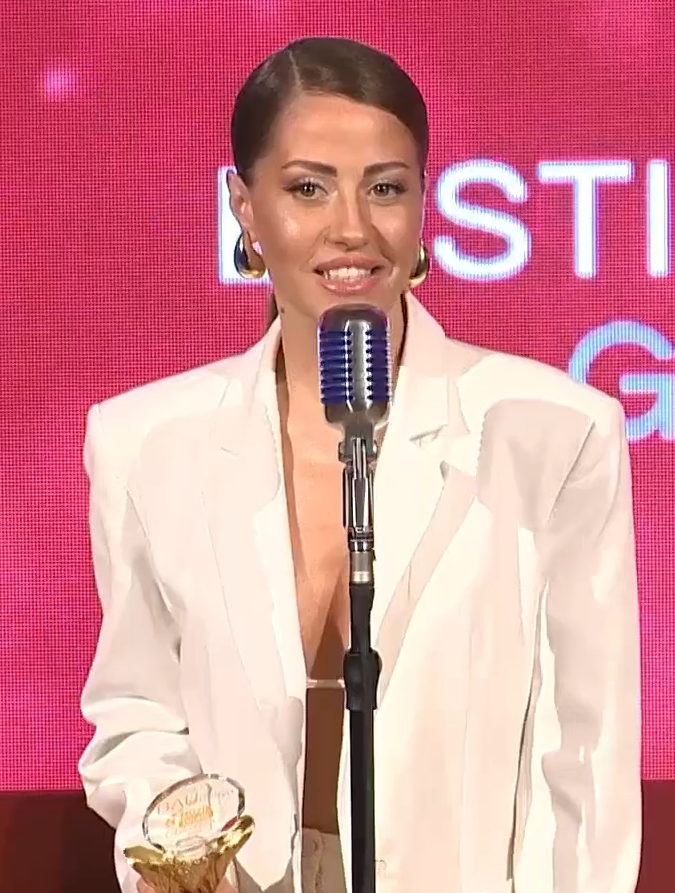
Derya Uluğ (* 1986)

- Uluğ, İsmet (1901–1975), türkischer Fußballspieler und -funktionär
- Ulugh Beg (1394–1449), Timuriden-Fürst in Samarkand, Astronom und Märtyrer der Wissenschaft
- Uluğnuyan, Cem (* 1989), türkischer Taekwondoin
- Uluhogian, Seraphin (1890–1965), armenisch-katholischer Ordensgeistlicher, Generalabt der Mechitaristen von Venedig
- Ulukaya, Hamdi (* 1972), US-amerikanischer Unternehmer und MäzenHamdi Ulukaya (* 1972)

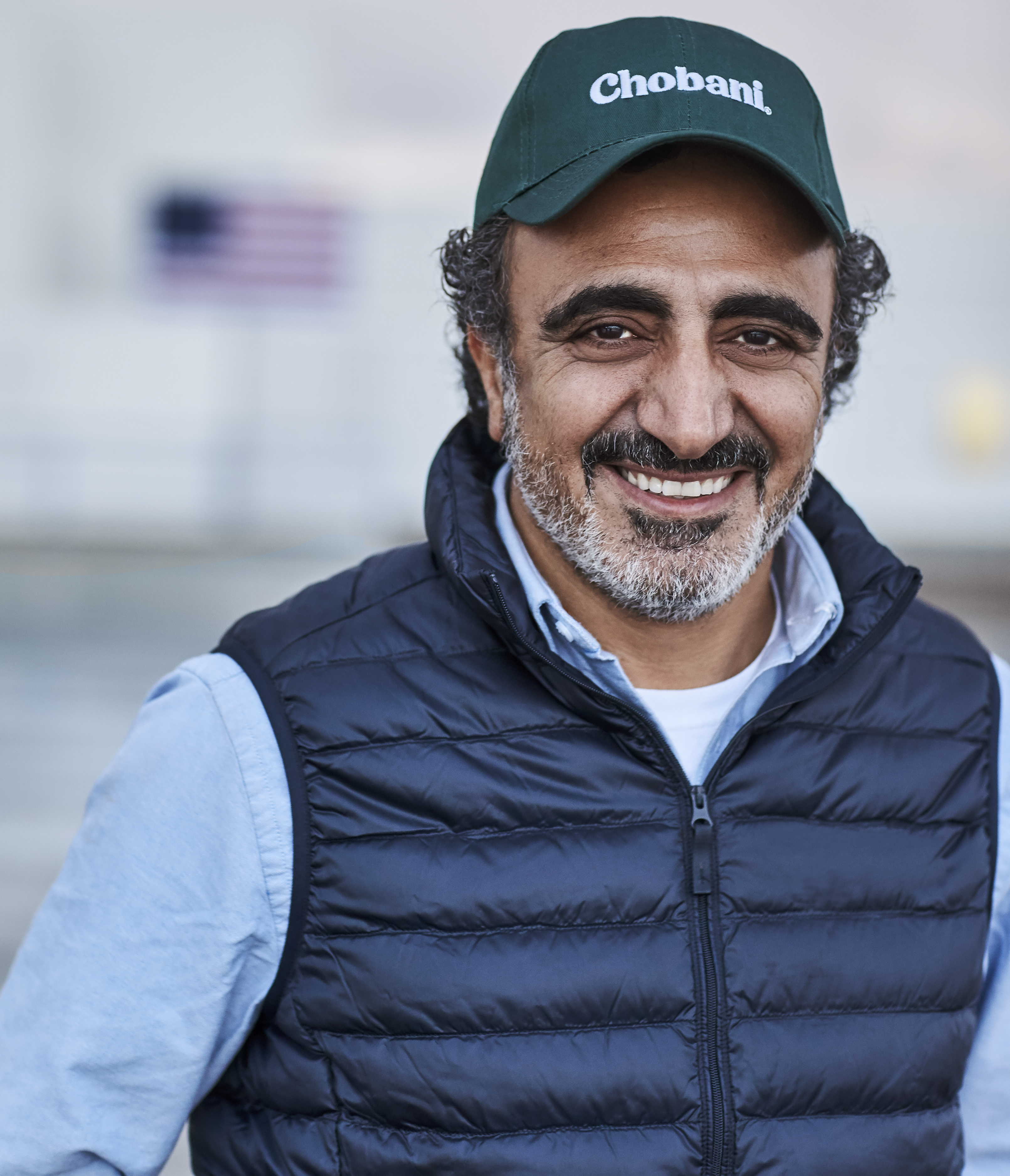
Hamdi Ulukaya (* 1972)

- Uluksar, Pelin (* 1994), türkische Schauspielerin
- Ülüm, İbrahim (* 1983), türkischer Fußballspieler
- Ulumi, Nur ul-Haq (* 1941), afghanischer Politiker
- Ulunque, Ramiro (* 2001), bolivianischer Mittel- und Langstreckenläufer
- Uluots, Jüri (1890–1945), estnischer Jurist und Politiker
- Uluots, Ülo (1930–1997), estnischer Ingenieur, Politiker und Militärhistoriker
- Ulus, Cihat (* 1990), türkischer Leichtathlet
- Ulusel, Rahid (* 1954), aserbaidschanischer Philosoph
- Ulusoy, Alper (* 1981), türkischer Fußballschiedsrichter
- Ulusoy, Bülent (* 1978), türkischer Boxer
- Ulusoy, Çağatay (* 1990), türkisches Model und Schauspieler
- Ulusoy, Duygu (* 1987), deutsch-türkische Skirennläuferin
- Ulusoy, Haluk (* 1958), türkischer Fußballverbandspräsident und Unternehmer
- Ulusoy, Niyazi (* 1939), türkischer Konteradmiral
- Ulusu, Bülend (1923–2015), türkischer Admiral und Ministerpräsident
- Ulusu, Nesrin (* 1974), alevitische Sängerin und Musikerin
- Ulutaş, Soner (* 1980), deutscher Schauspieler und Drehbuchautor

### Ulv
- Ulvaeus, Björn (* 1945), schwedischer Musiker, Mitglied von ABBABjörn Ulvaeus (* 1945)

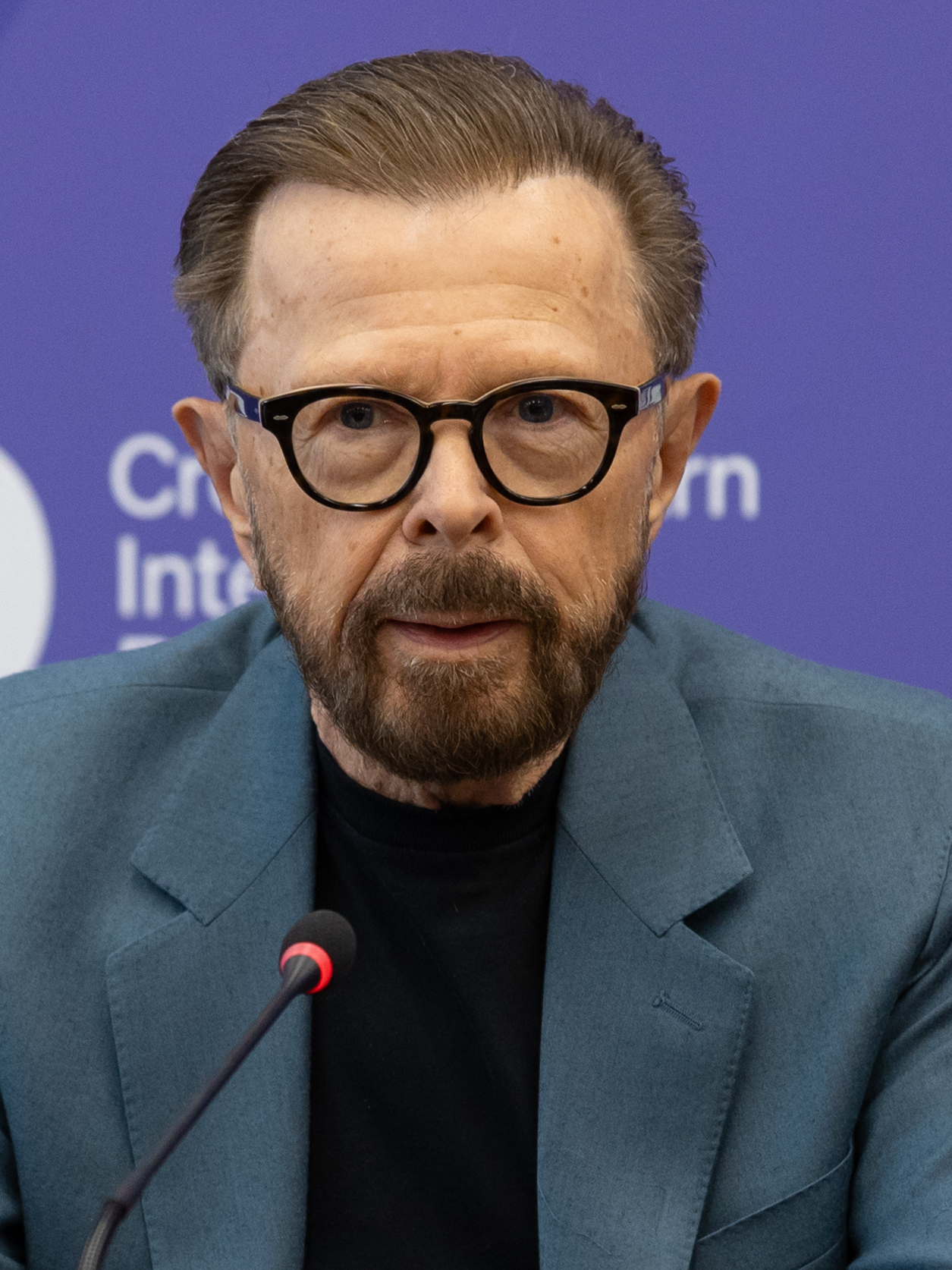
Björn Ulvaeus (* 1945)

- Ulvaeus, Linda (* 1973), schwedische Schauspielerin
- Ülvan, Talha (* 2001), belgisch-türkischer Fußballspieler
- Ulvang, Vegard (* 1963), norwegischer Skilangläufer
- Ulvefeldt, Malin (* 1994), schwedische Tennisspielerin
- Ulven, Tor (1953–1995), norwegischer Dichter und Schriftsteller
- Ulveseth, Ingvald (1924–2008), norwegischer Politiker
- Ulveseth, Sigurd (* 1953), norwegischer Jazzmusiker (Kontrabass) und Bandleader
- Ulvestad Haugstuen, Maren (* 1989), norwegische Telemarkerin
- Ulvhild Håkonsdatter († 1148), Königin von Schweden und Dänemark
- Ulving, Even (1863–1952), norwegischer Maler
- Ulvo, Andreas (* 1983), norwegischer Jazzpianist, Keyboarder und Komponist
- Ulvskog, Marita (* 1951), schwedische Politikerin (SAP), Mitglied des Riksdag, MdEP

### Ulw
- Ulwan, Sulaiman al- (* 1969), islamischer GelehrterSulaiman al-Ulwan (* 1969)

Sulaiman al-Ulwan (* 1969)

### Uly
- Ulyashchenko, Anna (* 1997), US-amerikanische Tennisspielerin
- Ulyate, Lloyd (1927–2004), US-amerikanischer Jazz- und Studiomusiker
- Ulybyschew, Alexander Dmitrijewitsch (1794–1858), russischer Literat und Musikkritiker
- Ulyett, George (1851–1898), englischer Cricketspieler
- Ulysséa, Asdrúbal Pinto de (* 1927), brasilianischer Diplomat

### Ulz
- Ulz, Mira Sophia (* 1998), österreichische Kiddy-Contest-Siegerin
- Ulzana (1821–1909), US-amerikanischer Apachenhäuptling
- Ulzen, Herman van (* 1948), niederländischer Schauspieler
- Ulzen, Jürgen (1937–2010), deutscher Politiker (CDU), MdA
- Ulzheimer, Heinz (1925–2016), deutscher Leichtathlet und Olympiamedaillengewinner
- Ulzheimer, Margot (1926–2023), deutsche Leichtathletin